# 全国高校生金融経済クイズ選手権
全国高校生金融経済クイズ選手権（ぜんこくこうこうせいきんゆうけいざいクイズせんしゅけん、英語: ALL JAPAN HIGH SCHOOL ECONOMICS QUIZ TOURNAMENT）は、高校生を対象とした金融および経済専門のクイズ大会である。通称はエコノミクス甲子園。
全国の高等学校および中等教育学校後期課程、高等専門学校（1〜3年）に在学する者が対象。各都道府県（北海道各地区予選は道内振興局、インターネット予選はインターネット専業）を代表する金融機関が全面的に協力し、全国45都道府県（地区大会を開催する金融機関の存在しない熊本県・大分県を除く全国）とインターネットで各地方大会を主催している。

## 概要
NPO法人金融知力普及協会が、教育課程において後回しにされがちな金融知力を身に付けるという目的の下に企画・主催、文部科学省・環境省・金融庁・消費者庁・金融広報中央委員会・国際金融公社が後援している、2007年より開催されている高校生を対象としたクイズ大会である。各地方大会を各地の金融機関が主催（第2回熊本大会のみNPO法人が主催）しており、CSR活動の一環として開催されている。
同一校に通う2人（第1回のみ3人）の高校生で1チームを組み、優勝を争う。高等専門学校の学生は3年生まで出場可能（正確には「在籍3年以内」）。また、同一校からは上限なしに複数のチームが出場することも可能である。参加高校生には事前学習用の教材セットが無償で配付され、優勝チームにはニューヨーク及びボストンでの研修旅行が贈られる。
第1回大会はりそな銀行協力。会場等を提供。第7回大会はカップスポンサーとしてプルデンシャル ジブラルタ ファイナンシャル生命保険が協賛。
第8回大会はカップスポンサーとしてSBIホールディングスが協賛。第9回大会からはカップ／プラチナスポンサーとしてマニュライフ生命保険が協賛。
第15回は新型コロナウイルスの影響で、大会史上初のオンラインで開催された。

## 大会内容
地方の金融機関が主催する地方予選が行われ、各予選の優勝チームが全国大会へ進出。優勝チームが集合した全国大会で日本一の金融経済知識（金融知力）を持つ高校生を決定する。
| 回数   | 全国大会開催日 | 地方大会／予選数     | 参加チーム数 | 参加学校数 |
| ------ | -------------- | -------------------- | ------------ | ---------- |
| 第1回  | 2007年2月18日  | 3予選                | 33チーム     | 25校       |
| 第2回  | 2008年1月13日  | 10大会               | 237チーム    | 90校       |
| 第3回  | 2009年1月25日  | 15大会               | 425チーム    | 154校      |
| 第4回  | 2010年1月10日  | 20大会               | 535チーム    | 201校      |
| 第5回  | 2011年2月12日  | 23大会               | 600チーム    | 237校      |
| 第6回  | 2012年1月22日  | 25大会               | 647チーム    | 244校      |
| 第7回  | 2013年2月17日  | 34大会               | 860チーム    | 335校      |
| 第8回  | 2014年2月2日   | 40大会               | 1023チーム   | 378校      |
| 第9回  | 2015年2月15日  | 40大会+5予選         | 1134チーム   | 401校      |
| 第10回 | 2016年2月28日  | 43大会+5予選+1記念枠 | 1121チーム   | 410校      |
| 第11回 | 2017年2月5日   | 47大会+6予選+1海外枠 | 1171チーム   | 448校      |
| 第12回 | 2018年2月17日  | 46大会+8予選+1海外枠 | 1296チーム   | 515校      |
| 第13回 | 2019年2月17日  | 46大会+8予選         | 1250チーム   | 473校      |

## 歴代の優勝校
| 回数   | 学校名               | 地方大会   | 主催地方銀行               |
| ------ | -------------------- | ---------- | -------------------------- |
| 第1回  | ラ・サール高等学校   | 福岡予選   | りそな銀行                 |
| 第2回  | 開成高等学校         | 関東大会   | りそな銀行                 |
| 第3回  | 東大寺学園高等学校   | 大阪大会   | りそな銀行                 |
| 第4回  | ラ・サール高等学校   | 鹿児島大会 | 鹿児島銀行                 |
| 第5回  | 灘高等学校           | 関西大会   | りそな銀行・近畿大阪銀行   |
| 第6回  | 東大寺学園高等学校   | 奈良大会   | 南都銀行                   |
| 第7回  | 東海高等学校         | 愛知大会   | 愛知銀行                   |
| 第8回  | 県立千葉高等学校     | 千葉大会   | 千葉銀行・千葉興業銀行     |
| 第9回  | 宮崎西高等学校       | 宮崎大会   | 宮崎銀行・宮崎太陽銀行     |
| 第10回 | 新潟高等学校         | 新潟大会   | 第四銀行                   |
| 第11回 | 金沢大学附属高等学校 | 石川大会   | 北國銀行                   |
| 第12回 | 長崎西高等学校       | 長崎大会   | 十八銀行                   |
| 第13回 | 藤島高等学校         | 福井大会   | 北陸銀行                   |
| 第14回 | 北野高等学校         | 大阪大会   | りそな銀行・関西みらい銀行 |
| 第15回 | 県立千葉高等学校     | 千葉大会   | 千葉銀行・千葉興業銀行     |
| 第16回 | 栄東高等学校         | 埼玉大会   | 埼玉りそな銀行             |
| 第17回 | 札幌開成中等教育学校 | 北海道大会 | 北海道銀行                 |
| 第18回 | 佐世保北高等学校     | 長崎大会   | 十八親和銀行               |

## 第1回大会

### 地方予選概要
予選1回戦：ペーパークイズ（個人戦）
マークシート式、4択のペーパークイズ。制限時間20分で25問の問題にチーム3人がそれぞれ解答し正解+2点、不正解-1点、無回答±0点の1人50点満点。3人の合計点がチームの得点に加算される。また、各大会での最優秀者は個人賞として表彰された。
予選2回戦：ペーパークイズ（団体戦）
マークシート式、4択のペーパークイズ。制限時間25分で25問の問題にチーム3人で協力して解答する。得点の集計は個人戦と同じだが、その得点を3倍したものがチームの得点に加算される。
地方予選決勝：早押しクイズ
予選ペーパークイズの合計点（300点満点）上位4チームが決勝に進出。
10ポイント先取の早押しクイズ。解答はあらかじめ決めた1人のメンバーしかできない（他の2人が教えることはできる）。誤答・お手つきはその問題の解答権がなくなり、まだボタンを押していない他のチームに解答権が移る。
先に勝ち抜けた2チームが全国大会進出。
- これらのルールは、アメリカですでに実施されている、高校生に金融経済の知識を普及させるためのクイズ大会をもとにしている。

### 全国大会概要
第1回大会の全国大会の概要は以下の通りである。

#### 全国大会出場校
| 第1回全国大会出場校 | 第1回全国大会出場校 | 第1回全国大会出場校                      |
| 地方予選名          | 1位通過校           | 2位通過校                                |
| ------------------- | ------------------- | ---------------------------------------- |
| 東京予選            | 開成高等学校        | 船橋高等学校                             |
| 大阪予選            | 南山高等学校女子部  | 大阪星光学院高等学校                     |
| 福岡予選            | ラ・サール高等学校  | 城南高等学校 ※修学旅行により全国大会欠場 |

#### 大会概要
予選ペーパークイズ（個人戦）
地方予選と同じく、マークシート式の4択ペーパークイズ。問題数・制限時間ともに地方予選に比べ厳しくなっており、15分で30問であった。
予選ペーパークイズ（団体戦）
地方予選と同じく、マークシート式の4択ペーパークイズ。問題数・制限時間ともに地方予選に比べ厳しくなっており、20分で30問であった。
準決勝：○×クイズ
ペーパー上位4チームが準決勝に進出。
27問の○×クイズが出題される。各チームは3人が1列に並び、先頭のメンバーが問題に答える。正解の場合は列の後ろに回るが、不正解を続ける限り同じメンバーが答えなければならない。より多く正解した上位3チームが決勝進出。
敗者復活戦：早押しクイズ
3ポイント先取の早押しクイズ。ルールは前述の地方予選決勝と同じ。1チームが敗者復活し決勝進出。
決勝：早押しクイズ+α
10ポイント先取の早押しクイズ。ルールは基本的に地方予選のものと同一だが10ポイント到達したチームにはもう1問専用問題が出され、その問題に正解すれば優勝となる（専用問題に誤答すると9ポイントに戻る）。

#### 結果
| 第1回全国大会結果 | 第1回全国大会結果    | 第1回全国大会結果 |
| 順位              | 学校名               |                   |
| ----------------- | -------------------- | ----------------- |
| 優勝              | ラ・サール高等学校   |                   |
| 準優勝            | 大阪星光学院高等学校 |                   |
| 3位               | 船橋高等学校         |                   |
| 4位               | 南山高等学校女子部   |                   |
| 5位               | 開成高等学校         |                   |

## 第2回大会

### 地方大会概要
第2回大会の地方大会概要は以下の通りである。なお、関東大会・関西大会のみ、担当のりそな銀行が独自の企画を追加した。
予選1回戦：ペーパークイズ（個人戦）
マークシート式、4択のペーパークイズ。制限時間25分で30問の問題と近似値問題1問にチーム2人がそれぞれ解答する。4択の正解+2点、不正解-1点、無回答±0点。近似値は正解との差が10%以内なら+3点。2人の合計点がチームの得点に加算される。同点の場合、近似値問題の結果で勝者が決まる。また、各大会での最優秀者は個人賞として表彰された。
予選2回戦：早押しクイズ
ペーパークイズの上位8チームが進出する。1位、3位、5位、7位のAブロックと2位、4位、6位、8位のBブロックがそれぞれ対戦。5ポイント先取した各ブロック2チームずつが決勝に進出する。1、2位には2ポイント、3、4位には1ポイントがアドバンテージとして最初から与えられている。
地方大会決勝：早押しクイズ
7ポイント先取の早押しクイズ。誤答・お手つきはその問題の解答権がなくなり、まだボタンを押していない他のチームに解答権が移る。1チームが全国大会進出。

### 全国大会概要
第2回大会の全国大会概要は以下の通りである。

#### 全国大会出場校
| 第2回全国大会出場校 | 第2回全国大会出場校      | 第2回全国大会出場校                 |
| 地方大会名          | 代表校                   | 大会主催銀行（団体）                |
| ------------------- | ------------------------ | ----------------------------------- |
| 東北大会            | 福島高等学校             | 秋田銀行                            |
| 北陸大会            | 金沢大学附属高等学校     | 北國銀行                            |
| 関東大会            | 開成高等学校             | りそな銀行                          |
| 東海大会            | 滝高等学校               | 愛知銀行                            |
| 関西大会            | 灘高等学校               | りそな銀行                          |
| 中国大会            | 岡山白陵高等学校         | 中国銀行                            |
| 四国大会            | 観音寺第一高等学校       | 百十四銀行                          |
| 九州大会            | ラ・サール高等学校       | 西日本シティ銀行                    |
| 熊本大会            | ラ・サール高等学校       | NPO法人ライフ＆キャリア教育サポート |
| 沖縄大会            | 昭和薬科大学附属高等学校 | 沖縄銀行                            |

#### 大会概要
沖縄県名護市で開催された。メイン会場は万国津梁館。大会すべてを通して、最終ラウンドの「オークションクイズ」で用いるAP(オークション・ポイント / Auction Point)を集めてゆくという構成であった。
ラウンド1：ナンバーハンティングクイズ
名護市営球場裏の砂浜で実施。
4桁の数字で答える問題が出る。チームの2人はそれぞれ別のエリアに走って、数字の書かれたボールを2つずつ持ってくる。それで作った4桁の数字が正解なら勝ち抜け。不正解なら再びボールを取りに行く。1問につき1チーム正解で終了。
1位は50万AP、2位は45万AP、…10位は5万APを獲得。
ラウンド2：ペーパークイズ（個人戦）
万国津梁館に移動。
地方大会とルールは同じ。
チームの2人の合計得点1点につき1万APを獲得。
ラウンド3：早押しランキング奪取クイズ
30問限定出題。2ポイント先取で勝ち抜け、1問不正解で失格。
勝ち抜けた順に1位、2位…となる。
0ポイントで失格の場合、順位はつかない。
1ポイントで失格になると9位になる。この後、1ポイントで失格になるチームが出るごとにそのチームが9位になり先に失格になったチームは1つずつ順位が繰り上がる。
30問終了時に0ポイントで失格していないチームは10位になる。
30問終了時に1ポイントで失格していないチームは、1ポイントで失格したチームで最も上位になったチームの1つ上の順位になる。
したがって、勝ち抜けチームと失格チームの間で存在しない順位もある。また同じ順位が複数存在することもある。1位50万AP、2位45万AP、…10位5万AP、0ポイントで失格のチームは0AP。
ラウンド4：札勘クイズ・プラスα
数を答える10枚の問題パネルがある。
各チームは、指定の枚数の模擬紙幣を正確に用意しなければならない。札の勘定機で正しい枚数になったチームから順に、問題パネルのうちでなるべく答えの数が大きいと思うものを選ぶ。札が正しく数えられなかった場合は下がってやり直し（持参した模擬紙幣をそのまま使い回されないよう、相当数の模擬紙幣を追加して返却される）。
選んだパネルの値が10枚の中で1位だったチームは50万AP、2位だったチームは45万AP、…10位は5万AP。制限時間内に勘定できなかったチームは0AP。
ラウンド5：オークションクイズ
ここまでに貯めたAPを使って問題を競り落とすクイズ。
30問限定出題。問題番号が書かれた封筒から選ぶ。各問題には難易度に応じた点数がついている。
問題が発表されると、自分が答えたいと思えば入札額を叫ぶ。他チームの動向によって入札額をつり上げてもいい。最も高く落札したチームが答えられる。正解・不正解にかかわらずその分のAPが引かれる。最低入札額は問題の点数×1万AP。
30問終了時に最も合計得点の高いチームが優勝（APの残高は関係ない）。

#### 結果
| 第2回全国大会結果 | 第2回全国大会結果              | 第2回全国大会結果 |
| 順位              | 学校名                         |                   |
| ----------------- | ------------------------------ | ----------------- |
| 優勝              | 開成高等学校                   |                   |
| 準優勝            | ラ・サール高等学校（熊本代表） |                   |
| 3位               | ラ・サール高等学校（九州代表） |                   |
| 4位               | 灘高等学校                     |                   |
| 5位               | 昭和薬科大学附属高等学校       |                   |
| 6位               | 滝高等学校                     |                   |
| 7位               | 観音寺第一高等学校             |                   |
| 8位               | 金沢大学附属高等学校           |                   |
| 9位               | 福島高等学校 岡山白陵高等学校  |                   |

## 第3回大会

### 地方大会概要
予選第1ラウンド：ペーパークイズ
マークシート式、4択のペーパークイズ。制限時間30分で50問の問題にチームで解答し正解+2点、不正解-1点、無回答±0点の100点満点。さらに同点の場合に使用される近似値問題（得点には加算されない）が1問ある。
予選第2ラウンド：早押しクイズ
全チームを4チームずつに分けて早押しクイズを行う。各グループ8問限定出題。2ポイント先取で1問不正解で失格。いずれかのチームが2ポイントに達するか、全チームが失格になるか、規定問題数が出題された時点で終了。クイズ終了時に2ポイントのチームはペーパークイズの得点に20点加算、1ポイントのチームは10点加算、誤答失格のチーム（1ポイント取った後に誤答したチームも含む）は-10点加算。
予選第1ラウンド・第2ラウンドの合計点の上位4チームが決勝進出。
地方大会決勝：ボード&早押しクイズ
予選1位のチームには2ポイント、2位のチームには1ポイントのアドバンテージが与えられる。
最初に2問のボードクイズを行う。正解で1ポイント。
その後は早押しクイズ。不正解は2問休み。10ポイント先取で優勝。
第3回大会の特別ルールとして、前回優勝校を輩出した東京大会からは2チームが全国大会への進出を認められた。2位チームまでを決定するために、東京大会のみ2チームが10ポイントを取るまでクイズを行った。

### 全国大会概要
第3回大会の全国大会概要は以下の通りである。

#### 全国大会出場校
| 第3回全国大会出場校 | 第3回全国大会出場校       | 第3回全国大会出場校 |
| 地方大会名          | 代表校                    | 大会主催銀行        |
| ------------------- | ------------------------- | ------------------- |
| 北海道大会          | 旭川東高等学校            | 北海道銀行          |
| 秋田大会            | 秋田商業高等学校          | 秋田銀行            |
| 埼玉大会            | 浦和高等学校              | 埼玉りそな銀行      |
| 東京大会            | 開成高等学校 福島高等学校 | りそな銀行          |
| 神奈川大会          | 聖光学院高等学校          | 横浜銀行            |
| 富山大会            | 片山学園高等学校          | 北陸銀行            |
| 石川大会            | 金沢大学附属高等学校      | 北國銀行            |
| 福井大会            | 高志高等学校              | 北陸銀行            |
| 東海大会            | 名古屋大学附属高等学校    | 愛知銀行            |
| 大阪大会            | 東大寺学園高等学校        | りそな銀行          |
| 中国大会            | 岡山朝日高等学校          | 中国銀行            |
| 香川大会            | 高松高等学校              | 百十四銀行          |
| 愛媛大会            | 愛光高等学校              | 伊予銀行            |
| 九州大会            | 西南学院高等学校          | 西日本シティ銀行    |
| 沖縄大会            | 昭和薬科大学附属高等学校  | 沖縄銀行            |

#### 大会概要
ラウンド1：筆記クイズ
宿舎で朝食後に実施。
予選の筆記と同じルールだが、50分で100問出題される。
開始から特定の時間がたったところで残り時間表示画面に映像が出て、それについて答える問題もある。
ラウンド2：前場クイズ
六本木ヒルズのハリウッドプラザに移動。
クイズ開始から、東京証券取引所の前場の終了時刻である午前11時まで○×クイズを出し続ける。
1問正解につき2ポイント。
ラウンド3：ビジネスアイデアプレゼンクイズ
前日、宿舎でプレゼン課題が発表されており、4チームずつのグループでプレゼンを作成する。
プレゼンの課題は「新しい事業計画」。
作成してきたプレゼンを4人の審査員の前で発表し、審査員が1人25点満点で採点。点数集計時は審査員の合計得点を2倍する。さらに1位のグループには40点、2位には20点、3位には10点を加算。これらの得点がグループの各チームに入る。
ラウンド4：札勘クイズ
16枚の問題パネルがある。それぞれキーワードが書いてあり、20点、30点、40点、50点の問題が4問ずつある。点数が高い問題ほど難しい。
各チームは、指定の枚数の模擬紙幣を正確に用意しなければならない。プロの銀行員が数え直して正しい枚数なら、10点獲得（トップで抜けたチームは20点）のうえ、問題パネルのうちの1枚を選ぶ。札が正しく数えられなかった場合は下がってやり直し。
15分以内に数えられなかったチームは失格。
問題は論述式。先に抜けたチームから順に、1分以内で答える。4人の審判が正解かどうか判断する。4人とも正解と判断すれば、問題の得点を獲得。1人が不正解と判断した場合は審判が協議。2人以上が不正解と判断した場合は得点は入らない。
ラウンド5：トラストクイズ
4チームずつに分かれての早押しクイズ。
4問限定出題。各チームは2人が前後に並ぶ。最初に持ち点が20点ある。
問題が出て、前の人は後ろの人が答えられると思えばボタンを押し、賭け点を発表する。この時点で賭け点は得点から引かれる。
後ろの人が正解すれば、1問目は賭け点×2、2問目は賭け点×3、3問目は賭け点×4、4問目は賭け点×5を獲得。後の問題ほど難しくなる。
不正解の場合、別のチームがボタンを押してよい。
全チームの対戦が終わったところで、前後の人を入れ替え、組み合わせ抽選をやり直して再び対戦する。
ラウンド6：会社経営クイズ
ここまでの合計得点を1点1万円として資本金とする。
ボードクイズ。1問ごとに出題前に全チームから20万円ずつ引かれる。
正解すれば25万円獲得。不正解ならさらに10万円引かれる。
自信がないチームは解答することを棄権できる。この場合でも最初の20万円は引かれる。
資本金が0円を下回ったチームは失格（0円では失格ではない）。
どこかのチームが1000万円になるか、1チームを除いてすべて失格するか、50問出題されるか、15時30分になった時点で終了。

#### 結果
| 第3回全国大会結果 | 第3回全国大会結果        | 第3回全国大会結果 |
| 順位              | 学校名                   |                   |
| ----------------- | ------------------------ | ----------------- |
| 優勝              | 東大寺学園高等学校       |                   |
| 準優勝            | 西南学院高等学校         |                   |
| 3位               | 岡山朝日高等学校         |                   |
| 4位               | 名古屋大学附属高等学校   |                   |
| 5位               | 昭和薬科大学附属高等学校 |                   |
| 6位               | 片山学園高等学校         |                   |
| 7位               | 金沢大学附属高等学校     |                   |
| 8位               | 愛光高等学校             |                   |
| 9位               | 開成高等学校             |                   |
| 10位              | 聖光学院高等学校         |                   |
| 11位              | 浦和高等学校             |                   |
| 12位              | 高志高等学校             |                   |
| 13位              | 旭川東高等学校           |                   |
| 14位              | 高松高等学校             |                   |
| 15位              | 秋田商業高等学校         |                   |
| 16位              | 福島高等学校             |                   |

## 第4回大会

### 地方大会概要

#### りそな銀行担当地区
第4回の埼玉・関東・関西大会の概要は以下の通りである。
予選第1ラウンド：前進三択クイズ
全チームが1列に並び、三択問題に答える。正解すると1歩前進し、5ポイント先取した10チームが第2ラウンド進出。
予選第2ラウンド：早押しクイズ
10チームを各5チームの2グループに分けて早押しクイズを行う。各グループ20問限定出題。3ポイント先取で不正解は2問休み。各グループ2チーム（計4チーム）が決勝進出。
敗者復活第1ラウンド：○×クイズ
ここまでの全敗者が対象。1問不正解で失格の○×クイズで5チームを選出。
敗者復活第2ラウンド：早押しクイズ
5チームによる2ポイント先取の早押しクイズ。2チームが決勝進出。不正解は失格。失格が4チーム以上になった場合、その分決勝進出チームが減る。
地方大会決勝：リスク管理ボードクイズ
敗者復活以外の4チームには1ポイントのアドバンテージが与えられる。
ボードクイズ。正解は2ポイント、不正解はマイナス1ポイント、無回答は0ポイント。10ポイント先取で優勝。

#### その他の地区
上記以外の予選の概要は以下の通りである。
予選第1ラウンド：ペーパークイズ
マークシート式、4択のペーパークイズ。制限時間30分で50問の問題にチームで解答し正解+2点、不正解-1点、無回答±0点の100点満点。さらに同点の場合に使用される近似値問題（得点には加算されない）が1問ある。
予選第2ラウンド：早押しクイズ
全チームを4チームずつに分けて早押しクイズを行う。各グループ8問限定出題。3ポイント先取で不正解は2問休み。2チームが勝ち抜ければ終了。1ポイントにつき5点をペーパークイズの点数に加算。トップで勝ち抜けたチームはさらに5点を加算。
予選第1ラウンドで1位のチームと、それ以外のチームの中で予選第1ラウンド・第2ラウンドの合計点の上位3チームが決勝進出。
地方大会決勝：ボード&早押しクイズ
最初に3問のボードクイズを行う。個人戦で、1人正解につき1ポイント（チームの両方が正解なら2ポイント入る）。
その後は早押しクイズ。不正解は2問休み。10ポイント先取で優勝。

### 全国大会概要
第4回大会の全国大会概要は以下の通りである。

#### 全国大会出場校
| 第4回全国大会出場校 | 第4回全国大会出場校      | 第4回全国大会出場校     |
| 地方大会名          | 代表校                   | 大会主催銀行            |
| ------------------- | ------------------------ | ----------------------- |
| 北海道大会          | 旭川東高等学校           | 北海道銀行              |
| 岩手大会            | 水沢高等学校             | 岩手銀行                |
| 秋田大会            | 秋田商業高等学校         | 秋田銀行                |
| 宮城大会            | 仙台第一高等学校         | 七十七銀行              |
| 埼玉大会            | 浦和高等学校             | 埼玉りそな銀行          |
| 千葉大会            | 渋谷教育学園幕張高等学校 | 千葉興業銀行 千葉銀行   |
| 関東大会            | 開成高等学校             | りそな銀行              |
| 神奈川大会          | 聖光学院高等学校         | 横浜銀行                |
| 富山大会            | 高岡商業高等学校         | 北陸銀行                |
| 石川大会            | 金沢大学附属高等学校     | 北國銀行                |
| 福井大会            | 高志高等学校             | 北陸銀行                |
| 東海大会            | 名古屋大学附属高等学校   | 愛知銀行                |
| 関西大会            | 灘高等学校               | りそな銀行 近畿大阪銀行 |
| 奈良大会            | 東大寺学園高等学校       | 南都銀行                |
| 中国大会            | 岡山朝日高等学校         | 中国銀行                |
| 香川大会            | 観音寺第一高等学校       | 百十四銀行              |
| 愛媛大会            | 愛光高等学校             | 伊予銀行                |
| 九州大会            | 致遠館高等学校           | 西日本シティ銀行        |
| 鹿児島大会          | ラ・サール高等学校       | 鹿児島銀行              |
| 沖縄大会            | 昭和薬科大学附属高等学校 | 沖縄銀行                |

#### 大会概要
ラウンド1：筆記クイズ
宿で前日に実施。4択の他に記述問題、論述問題もある。
ラウンド2：G20クイズ
六本木ヒルズのハリウッドプラザに移動。
各チームには、ピッツバーグサミットに参加した20カ国が割り当てられている。どのチームがどの国なのかはわからない。
近似値クイズで決まった順に、ヒントを選ぶ。すると、ヒントで示された条件に該当する国（学校名）が表示される。
これを元に、自分に割り当てられた国がどこか当てれば得点。最初のヒントで正解すれば40点で、以下、ヒントが増えるごとに4点ずつ下がる。解答して間違えた場合、マイナス5点。
ラウンド3：ビジネスアイデアプレゼンクイズ
前日に課題が発表される。4チームずつのグループ対抗。
各グループがそれぞれ秋葉原、浅草、巣鴨、高田馬場、原宿に向かい、そこで店を出すとすればどのような事業の計画にするかをリサーチし、審査員の前で発表する。
4人の審査員が1人25点満点で採点する。この得点がグループの各チームに入る。
ラウンド4：ビジュアル連想クイズ
映像でヒントの出る問題が10問出る。それぞれ第4ヒントまであり、第1ヒントで正解すると10点、以下、3点ずつ減る。
一度間違えるとその問題には答えられない。また、1問につき正解が10チームを超えた時点で終了。
- ここまでのクイズの合計点で下位12チームが敗退。

敗者復活ラウンド：敗者復活オンリー1クイズ敗者12チームによる早押しクイズ。
1問正解すると復活チャレンジ問題に挑戦できる。全チームで1問多答問題に答えを1つ書き、チャレンジチームが正解で残りのチームに同じ答えがいなければ勝ち抜け。早押しで不正解の場合は、次の復活チャレンジ問題が出るまで休み。
2チームが復活。復活チャレンジ問題を10問やって決まらない場合は、早押しの正解数の多いチームが勝ち抜け。
準々決勝：以心伝心クイズ
早押しで2ポイント取るとボードクイズに挑戦。チームの2人がそれぞれ解答する。
2人とも正解すれば勝ち抜け。2人とも不正解なら0ポイント、1人だけ正解なら1ポイントになって早押しに戻る。早押しの誤答はボードクイズが終わるまで休み。
6チーム勝ち抜け。勝ったチームから順に、準決勝の対戦ジャンルと先攻後攻を選べる。
準決勝：対決!論述クイズ
1対1の対戦で、勝った方が決勝進出。
それぞれの対戦にジャンルがあり、それに沿った論述問題が1問出る。両チームは5分間考えて1分間で発表する。先攻の発表中は後攻はヘッドホンをする。
地方銀行の職員21人が判定員となり、選んだ人数の多いチームが勝ち。
決勝：ゲーム理論クイズボードクイズで100ポイント取ったチームが優勝。
1チームだけが正解した場合は、そのチームに20ポイント。3チームとも正解した場合は、各チームに7ポイント。
正解が2チームの場合、ゲーム理論チャンスが発生する。2チームがそれぞれ「協力」か「裏切り」の札を上げる。両方「協力」の場合は13ポイントずつ、両方「裏切り」の場合は4ポイントずつ入る。一方が「協力」でもう一方が「裏切り」の場合は、裏切った方が16ポイントで協力は8ポイント。
どこかのチームが50ポイントに達した時点で、横取りチャンスが発生する。正解が1チームのとき、残りの2チームが協力か裏切りの札を上げる。2チームとも協力の場合は、正解チームが12ポイントで残りチームは4ポイントずつ。2チームとも裏切りの場合は、正解チームが20ポイントで残りチームは0ポイント。一方が協力でもう一方が裏切りの場合は、正解チームが13ポイント、協力チームが0ポイント、裏切りチームが7ポイント。

#### 結果
| 第4回全国大会結果  | 第4回全国大会結果        | 第4回全国大会結果 |
| 順位               | 学校名                   |                   |
| ------------------ | ------------------------ | ----------------- |
| 決勝進出チーム     |                          |                   |
| 総合優勝           | ラ・サール高等学校       |                   |
| 総合準優勝         | 名古屋大学附属高等学校   |                   |
| 総合3位            | 愛光高等学校             |                   |
| 準決勝敗退チーム   |                          |                   |
|                    | 旭川東高等学校           |                   |
|                    | 金沢大学附属高等学校     |                   |
|                    | 灘高等学校               |                   |
| 準々決勝敗退チーム |                          |                   |
|                    | 開成高等学校             |                   |
|                    | 東大寺学園高等学校       |                   |
|                    | 岡山朝日高等学校         |                   |
|                    | 致遠館高等学校           |                   |
| 予選敗退チーム     |                          |                   |
| 予選10位           | 昭和薬科大学附属高等学校 |                   |
| 予選11位           | 観音寺第一高等学校       |                   |
| 予選13位           | 聖光学院高等学校         |                   |
| 予選14位           | 渋谷教育学園幕張高等学校 |                   |
| 予選15位           | 浦和高等学校             |                   |
| 予選16位           | 高志高等学校             |                   |
| 予選17位           | 秋田商業高等学校         |                   |
| 予選18位           | 仙台第一高等学校         |                   |
| 予選19位           | 高岡商業高等学校         |                   |
| 予選20位           | 水沢高等学校             |                   |

※注

1位〜3位は決勝ラウンドの結果。予選で敗退したチームは第1～第4ラウンドの結果。準決勝敗退、準々決勝敗退チームは北から順、東から順に掲載している。なお、中間発表敗退の順位で飛んでいる箇所(予選12位に当たる部分)は、敗者復活ラウンドで勝ち上がったチームが抜けたことによる。

## 第5回大会

### 地方大会概要
予選第1ラウンド：ペーパークイズ
マークシート式、4択のペーパークイズ。制限時間30分で50問の問題にチームで解答し正解+2点、不正解-1点、無回答±0点の100点満点。さらに同点の場合に使用される近似値問題（得点には加算されない）が1問ある。
予選第2ラウンド：早押しクイズ
全チームを4チームずつに分けて早押しクイズを行う。各グループ8問限定出題。3ポイント先取で不正解は2問休み。2チームが勝ち抜ければ終了。1ポイントにつき5点をペーパークイズの点数に加算。トップで勝ち抜けたチームはさらに5点を加算。
予選第1ラウンド・第2ラウンドの合計点の上位6チームが決勝進出。
地方大会決勝：ボードクイズ
ボードクイズで正解+3点、不正解-1点、無回答±0点。15点先取で優勝。予選合計点の1位には2点、2位には1点のアドバンテージがあらかじめ与えられている。
大敗者復活選
地方大会で準優勝した23チームが対象。23チーム中、1チームのみが全国大会に出場できた。各チームが全国大会への意気込みを文章や動画で表現し、そのファイルを一般の人が閲覧して投票した。
その結果、鹿児島大会準優勝の鶴丸高等学校が、全国大会に進出した。

### 全国大会概要
第5回大会の全国大会概要は以下の通りである。1日目はナジックプラザ東京（青山オーバルビル内）で、2日目はハリウッドプラザ（六本木ヒルズ内）に移動して実施された。

#### 全国大会出場校
| 第5回全国大会出場校 | 第5回全国大会出場校              | 第5回全国大会出場校     |
| 地方大会名          | 代表校                           | 大会主催銀行            |
| ------------------- | -------------------------------- | ----------------------- |
| 北海道大会          | 札幌西高等学校                   | 北海道銀行              |
| 岩手大会            | 盛岡第三高等学校                 | 岩手銀行                |
| 秋田大会            | 秋田中央高等学校                 | 秋田銀行                |
| 宮城大会            | 仙台第二高等学校                 | 七十七銀行              |
| 埼玉大会            | 早稲田大学本庄高等学院           | 埼玉りそな銀行          |
| 千葉大会            | 渋谷教育学園幕張高等学校         | 千葉銀行 千葉興業銀行   |
| 関東大会            | 甲府南高等学校                   | りそな銀行              |
| 神奈川大会          | 横須賀高等学校                   | 横浜銀行                |
| 富山大会            | 片山学園高等学校                 | 北陸銀行                |
| 石川大会            | 金沢大学附属高等学校             | 北國銀行                |
| 福井大会            | 福井工業高等専門学校             | 北陸銀行                |
| 岐阜大会            | 岐阜高等学校                     | 十六銀行                |
| 東海大会            | 名古屋大学附属高等学校           | 愛知銀行                |
| 関西大会            | 灘高等学校                       | りそな銀行 近畿大阪銀行 |
| 奈良大会            | 奈良学園高等学校                 | 南都銀行                |
| 中国大会            | 岡山白陵高等学校                 | 中国銀行                |
| 徳島大会            | 城東高等学校                     | 阿波銀行                |
| 香川大会            | 高松高等学校                     | 百十四銀行              |
| 愛媛大会            | 松山東高等学校                   | 伊予銀行                |
| 九州大会            | 致遠館高等学校                   | 西日本シティ銀行        |
| 長崎大会            | 長崎北高等学校                   | 十八銀行                |
| 鹿児島大会          | ラ・サール高等学校               | 鹿児島銀行              |
| 沖縄大会            | 昭和薬科大学附属高等学校         | 沖縄銀行                |
| 大敗者復活選        | 鶴丸高等学校（鹿児島大会準優勝） |                         |

#### 大会概要
1日目
第1ラウンド：筆記クイズ（個人戦）
他年度に行われたものと同様、4択の他に記述問題、論述問題もあった。
- その後、全24チームが6チーム×4グループに分けられ、2日目に行われる「第4ラウンド：プレゼンクイズ」に備える時間が与えられた。
- 以下、

　　　「チーム」：地方大会を勝ち上がってきた、同じ高校(等)の2人を単位とする組

　　　「グループ」：6チーム（12名）を単位とする組

　　　を指すものとするので、注意されたい。
2日目
第2ラウンド：伝言クイズ
「会場（ハリウッドプラザ）へ向かうバスを待つ」と言われて会議室へ集合した高校生に対し、ゲリラ的に行われた。
1日目に作られた4グループ（各12名）が、1列になって伝言ゲームを行った。
- この後、実際に会場へと移動することになった。

第3ラウンド：ビジネスマナークイズ
高校生になじみのないビジネスマナーに関するクイズであった。
会社で客などを出迎えるといった状況を、全国各地の協力銀行員が再現したVTRを観て、
その端々にわざと仕込まれた無作法な行為を指摘するという、いわゆる「間違い探し」に似た形で行われた。
第4ラウンド：プレゼンクイズ
1日目に結成した4つのグループがそれぞれプレゼンを行った。
株式会社ジェムコ日本経営特別顧問の大星公二、青山社中株式会社共同代表COOの遠藤洋路、元タイガーアジアマネジメントの福井智彦の講座後、「日本経済を再生するには、どのようにすればよいのか？○○立国として日本を活性化させる為のステップを考えなさい」というテーマで実施された。
有識者が審査員となって判定を行い、各グループにそれぞれ点数が与えられた。
- ここまでの第2～第4ラウンドはすべてグループ戦であったが、次の第5ラウンドからは2人1組のチーム戦となった。

第5ラウンド：供託クイズ
これまでの第1～第4ラウンドの合計点によって、4グループそれぞれに1位～4位までの順位が付けられた。
このラウンドで準々決勝に進むチームが決まるが、それはグループごとに全チームまとめてではなく、グループ内から選抜された計12チーム（半数）のみであった。
そのため、1日目に結成されたグループは、ここで解消を命ぜられ、このラウンドではグループ内での戦いが強いられることになった。
グループ内から選抜されるチームの内訳と倍率は以下のとおりである。
| グループ順位 | 選抜チーム数 | 倍率  |
| ------------ | ------------ | ----- |
| 1位          | 4チーム      | 1.5倍 |
| 2位 3位      | 3チーム      | 2.0倍 |
| 4位          | 2チーム      | 3.0倍 |
各チームは、それぞれ固有の点数、つまり1日目に行われた「筆記クイズ」のチーム合計点を持ち点として、このクイズを行った。
クイズ形式はボードクイズで、全6問であった。
「供託クイズ」という名前だけあって、各問の出題前に、全チームより5点が「供託」として回収される。持ち点がマイナスになっても続行する。
回収される点数の合計は、5点×6チームで30点である。これを、クイズの正解チームで改めて分配する。
供託されたのが30点である場合、分配のパターンは以下のとおりである。
| 正解チーム数 | 分配点 |
| ------------ | ------ |
| 6チーム      | 5点    |
| 5チーム      | 6点    |
| 4チーム      | ※7点   |
| 3チーム      | 10点   |
| 2チーム      | 15点   |
| 1チーム      | 30点   |
| 正解なし     | ※0点   |
※正解が4チームの場合、端数の2点はキャリーオーバーされる。正解なしの場合、次の問題に30点全てがキャリーオーバーされる。
全問終了時点で点数の高かった方から順に、勝ち抜けチームが決定される。（同点の場合は近似値クイズを行う）
準々決勝：ホワイトナイトクイズ
勝ち上がった12チームが、それぞれ同じチームのふたりで、「ホワイトナイト」と「カンパニー」の役割分担を決める。
「ホワイトナイト」役になった者は、早押しボタンの前にいることができるが、「カンパニー」役になった者は、別の場所に閉じ込められてしまう。
まず、12名の「ホワイトナイト」による一斉早押しクイズが行われる。これを2問先取することで、同じチームの「カンパニー」へと解答権が移る。
解答権を得た「カンパニー」は、会場中央のマイク前に移動し、そこで「防衛問題」と称する難易度が高めの問題に、口頭で答えなければならない。
「カンパニー」が正解した時点で、準決勝への勝ち抜けが決まるが、不正解ならば、再び閉じ込められてしまい、「ホワイトナイト」へと解答権が移る。
再び解答権を得た「ホワイトナイト」は、さらに2問正解するごとに、「カンパニー」へ解答権を移すことができる。以降、これを繰り返してゆく。
ただし、「ホワイトナイト」が3問間違えてしまうと、その時点で失格となってしまう。
準決勝への勝ち抜けは6チームであった。勝ち抜けチームがすべて決まるまでに問題が切れた場合には、「ホワイトナイト」の正解数が多く、ならびに不正解数が少ない方から順に進出となった。
準決勝：対決!論述クイズ
準々決勝から勝ち抜けた順に、6チームそれぞれが以下の3つのトピックから1つを選ぶほか、「先攻か後攻か」も選び、論述による対決を行うというものである。
1.『水ビジネスが経済に与える影響』
2.『消費税が30%になったら』
3.『日本人が株を買わなくなったら』
※1つのトピックを選べるのは、先攻・後攻の計2チームまでである。
6チームが対決するため、当初決勝進出は3チームと発表されていたが、敗者3チームによる復活戦が行われた。
復活戦のトピックは『全世界のうち、日本でのみインフレ・デフレがなくなった場合経済はどうなるか』というものであった。
決勝：ポートフォリオクイズ
4チームが進出。各チーム所持資産のない状態でゲームをスタートする。
基本的には、一斉にボードクイズへ回答し、正解すると「600万円分の資産」を獲得する権利を得る。そのあと、600万円をどのような形でもらうのかを再び回答する。
選べる資産の形は以下のとおりであり、100万円単位で配分できる。
1.普通預金
2.金(GOLD)
3.日経225
4.ドル預金
- 以上の配分をチームで相談して考えることから、「ポートフォリオ」クイズという名前になっている。

また、次のような場合、該当する1チームは、「状況変化カード」を選ぶことができる。カードは表面を向いていて、大まかに何が起こるかが分かるようになっている。
1.ボードクイズで単独正解した場合
2.ボードクイズの間に割り込む形で出題される早押しクイズに正解した場合
なお、各カードを選択するタイミングによって、戦局が大きく変化する。以下にその例を挙げる。
- 「ロシアで金脈発見」カードを選択した場合

金の供給が増え、金の市場価値が下落するため、金の資産額が減る。
- 「銀行が破たん」カードを選択した場合

ペイオフが発動するため、普通預金が1000万円以上ある場合、それを超える分だけ没収される。
以上のルールでゲームを進めてゆき、所持資産の時価総額が最も高いチームが優勝である。

#### 結果
| 第5回全国大会結果  | 第5回全国大会結果                         | 第5回全国大会結果 |
| 順位               | 学校名                                    | 所属グループ      |
| ------------------ | ----------------------------------------- | ----------------- |
| 決勝進出チーム     |                                           |                   |
| 総合優勝           | 灘高等学校                                | C                 |
| 総合準優勝         | 岐阜高等学校                              | B                 |
| 総合3位            | 甲府南高等学校                            | A                 |
| 総合4位            | 金沢大学附属高等学校                      | D                 |
| 準決勝敗退チーム   |                                           |                   |
| 筆記2位            | 昭和薬科大学附属高等学校                  | B                 |
| 筆記16位           | 福井工業高等専門学校                      | B                 |
| 準々決勝敗退チーム |                                           |                   |
| 筆記3位            | ラ・サール高等学校                        | C                 |
| 筆記6位            | 岡山白陵高等学校                          | A                 |
| 筆記9位            | 渋谷教育学園幕張高等学校 奈良学園高等学校 | C A               |
| 筆記15位           | 早稲田大学本庄高等学院                    | B                 |
| 筆記18位           | 仙台第二高等学校                          | D                 |
| 予選敗退チーム     |                                           |                   |
| 筆記7位            | 高松高等学校                              | A                 |
| 筆記8位            | 松山東高等学校                            | D                 |
| 筆記11位           | 横須賀高等学校                            | A                 |
| 筆記13位           | 名古屋大学附属高等学校                    | C                 |
| 筆記14位           | 城東高等学校                              | B                 |
| 筆記16位           | 致遠館高等学校                            | D                 |
| 筆記18位           | 札幌西高等学校 鶴丸高等学校               | C                 |
| 筆記21位           | 片山学園高等学校                          | A                 |
| 筆記22位           | 秋田中央高等学校                          | D                 |
| 筆記23位           | 長崎北高等学校                            | B                 |
| 筆記24位           | 盛岡第三高等学校                          | D                 |

※注

決勝進出チーム以外は「第1ラウンド：筆記クイズ」の点数順。当初決勝進出は3チームであったが、金沢大学附属高等学校が、敗者復活により決勝進出を果たした。

## 第6回大会

### 地方大会概要
予選第1ラウンド：ペーパークイズ
マークシート式、4択のペーパークイズ。制限時間30分で50問の問題にチームで解答し正解+2点、不正解-1点、無回答±0点の100点満点。さらに同点の場合に使用される近似値問題（得点には加算されない）が1問ある。
予選第2ラウンド：早押しクイズ
全チームを4チームずつに分けて早押しクイズを行う。各グループ8問限定出題。3ポイント先取で不正解は2問休み。2チームが勝ち抜ければ終了。1ポイントにつき5点をペーパークイズの点数に加算。トップで勝ち抜けたチームはさらに5点を加算。
予選第1ラウンド・第2ラウンドの合計点の上位6チームが決勝進出。
地方大会決勝：ボード&ダブルアンサークイズ
ボードクイズで正解+3点、不正解-1点、無回答±0点。10点になったチームがダブルアンサークイズに挑戦する。答えが2つある問題に、チームの2人がそれぞれの正解を言うことができれば全国大会進出。不正解の場合は4点減点でボードクイズに戻る。同時に10点を超えた場合は得点が高い方、同じなら予選の順位が高い方が先にダブルアンサークイズを行う。

### 全国大会概要
第6回大会の全国大会概要は以下の通りである。1日目は東京都内の宿舎で、2日目は東京国際交流館（プラザ平成）に移動して実施された。

#### 全国大会出場校
| 第6回全国大会出場校                | 第6回全国大会出場校      | 第6回全国大会出場校     |
| 地方大会名                         | 代表校                   | 大会主催銀行            |
| ---------------------------------- | ------------------------ | ----------------------- |
| 北海道大会                         | 旭川東高等学校           | 北海道銀行              |
| 宮城大会                           | 仙台第二高等学校         | 七十七銀行              |
| 秋田大会                           | 横手高等学校             | 秋田銀行                |
| 埼玉大会                           | 早稲田大学本庄高等学院   | 埼玉りそな銀行          |
| 千葉大会                           | 市川高等学校             | 千葉興業銀行 千葉銀行   |
| 関東大会（東京・栃木・長野・福島） | 会津学鳳高等学校         | りそな銀行              |
| 神奈川大会                         | 逗子開成高等学校         | 横浜銀行                |
| 富山大会                           | 高岡高等学校             | 北陸銀行                |
| 石川大会                           | 金沢大学附属高等学校     | 北國銀行                |
| 福井大会                           | 福井工業高等専門学校     | 北陸銀行                |
| 山梨大会                           | 甲府南高等学校           | 山梨中央銀行            |
| 岐阜大会                           | 岐阜高等学校             | 十六銀行                |
| 静岡大会                           | 島田商業高等学校         | 静岡銀行                |
| 愛知大会                           | 旭丘高等学校             | 愛知銀行                |
| 三重大会                           | 津高等学校               | 百五銀行                |
| 関西大会(大阪・京都・兵庫)         | 灘高等学校               | りそな銀行 近畿大阪銀行 |
| 奈良大会                           | 東大寺学園高等学校       | 南都銀行                |
| 中国大会(岡山・広島)               | 広島大学附属福山高等学校 | 中国銀行                |
| 徳島大会                           | 城ノ内高等学校           | 阿波銀行                |
| 香川大会                           | 高松高等学校             | 百十四銀行              |
| 愛媛大会                           | 松山西中等教育学校       | 伊予銀行                |
| 九州大会(福岡・佐賀・熊本・大分)   | 熊本高等学校             | 西日本シティ銀行        |
| 長崎大会                           | 長崎南山高等学校         | 十八銀行                |
| 鹿児島大会                         | ラ・サール高等学校       | 鹿児島銀行              |
| 沖縄大会                           | 昭和薬科大学附属高等学校 | 沖縄銀行                |

※青森・岩手・山形・群馬・茨城・滋賀・和歌山・島根・鳥取・山口・大分・宮崎からの参加はなかった。

#### 大会概要
1日目
特別ラウンド：クイズ銀行員に聞きました
参加全生徒を、宿舎内会場に集めて実施。ラジオ体操をすると見せかけ、突然行われた。
「現場の声」に基づく2択形式のクイズに、ゾーンを移動するかたちで答える。
あらかじめ正解は定まっておらず、銀行員のあげた札が多いほうが正解となる。
第1ラウンド：筆記クイズ（個人戦）
他年度に行われたものと同様、4択の他に記述問題、論述問題もあった。
- その後、全25チームを5×5の大きな組に分け、2日目に行われる「第2ラウンド：プレゼンクイズ」に備える時間が与えられた。

2日目
第2ラウンド：プレゼンクイズ
前日に結成した5つのチームが、5分の持ち時間でプレゼンを行った。
カーボンフリーコンサルティング株式会社代表取締役の中西武志の講座後、「震災復興に役立つソーシャルベンチャーを考案せよ」というテーマで実施。
5人の審査員によって最も優秀なプレゼンを行った1チームが選出され、次の第3ラウンドをスキップする形で一足早く準決勝進出となった。
- プレゼンクイズで敗れた20チームは、以下の第3～第5ラウンドのうち、いずれか一つを選んで、準決勝進出枠を争う。
- 選択する際には各校が第1希望と第2希望を指定する。
- ただし、前日の特別ラウンドと第1ラウンド、そして当日の第2ラウンドの結果が良かったチームから順に希望が反映される。

第3ラウンド：早押しルート「クイズナナマルサンバツ」
冠された名前の通り、7問先取で、進出8チームのうち2チームが勝ち抜け。ただし、3問間違えるとその時点で失格。
第4ラウンド：ボードルート「電子商取引B to Cクイズ」
「B to C」はもともと「Business to Consumer」の略だが、このクイズでは「Board to Convince(ボード で 納得させる)」の略。
進出8チームが一斉にチャレンジするボードクイズは、正解+3点、不正解-1点、無回答±0点。手元のホワイトボードに単語や文章、図などを書いて回答する。
任意のチームが10点を超えると、その問題が終了したのち、そのチームは「コンビンスチャレンジ」に挑戦する。ただし回答は、口頭で行う。
「コンビンスチャレンジ」で述べた回答を、5人の審査員が白：合格、赤：不合格の旗で判定。白旗を多く獲得した先取2チームが準決勝に進出する。
第5ラウンド：シークレットルート「復活！魔の札勘バトル」
ラウンド選択時、「シークレット」なだけに、情報が明かされないまま4チームが進出した。そのうち1チームが準決勝へ進む。
中には進出希望ルートと異なるチームがあった。
前年度大会優勝の灘高等学校代表2人をモチーフにした肖像画が描かれた、5000円模擬紙幣を用いて札勘する。
会場にかかった経費である「56万円」を数えるというものであった。
ゲーム開始当初は、指定金額を早く、正確に数えられたチームから順に、お金にまつわるものごとが書かれた4枚のボードから1枚を選択し、一番大きい金額のものを引いたチームが決勝進出、という形だった。
しかし、正確に数えられたチームが1チームのみだったため、無条件でそのチームが準決勝進出となった。
準決勝：クイズニュースキャスター
第3～5ラウンドで勝ち上がった合計5チームが、第2ラウンドで勝ち上がった5チームに、それぞれ対戦を申し込み、一騎討ちという形で行われた。
対戦相手指名チームの優先順位も存在し、5Rで勝利 > 4Rで1位 > 3Rで1位 > 4Rで2位 > 3Rで2位 の順である。
対戦を申し込まれる側のチームは「赤コーナー」、申し込む側は「白コーナー」として対戦する。
赤コーナーのチームが発言する際、白コーナーのチーム2人は、マスクとヘッドホンをして、発言が聞こえないようにする。
それぞれのチームを、「アナウンサー」と「コメンテーター」の2役に分けて、クイズを行う。
一騎討ちをする2チームの「アナウンサー」役は、90秒以内に、事前に渡される、あるトピックに基づく原稿を音読する。
ただし、その原稿には、【1】～【6】の括弧が空いている。同じ数字の括弧には同じ語句が入る。
「コメンテーター」役は、同じく90秒以内に、「アナウンサー」役からなされた質問に、説得力が出るよう注意しながら口頭で答える。
この際、「アナウンサー」と「コメンテーター」の間で相談はできない。
コメントの判定は、銀行員5人の、赤白の旗で行う。
得点の算出は、アナウンサー役の空欄1つ正解につき4点。コメンテーターは銀行員の旗1本につき5点。
対戦2チームのうち、合計点が高いほうが決勝に進む。
決勝：リスクマネジメントクイズ
5チームが進出。各チームは50万円を持ってゲームをスタートする。
一斉に電子ボードクイズへ回答し、正解すると+10万円、不正解なら-10万円。100万円集めると優勝が確定する。
非常に単純なように思えるが、問題文の出題は途中で止まってしまう。その止まった時に「掛け捨てで、満額も、解約返戻金もない」保険をかけることができる。
保険は1口4万円で、2口8万円までかけられる。無保険でも構わない。掛けた時点で掛け金は没収される。その後問題の続きが読まれる。
保険を掛けると、間違った時にのみ、掛け金の2倍が還ってくる。正解すると完全に没収される。
正解・不正解のパターンは次のとおりである。
| 保険 | 正解 | 不正解 |
| ---- | ---- | ------ |
| なし | +10  | -10    |
| 1口  | +6   | -6     |
| 2口  | +2   | -2     |

#### 結果
| 第6回全国大会結果 | 第6回全国大会結果        | 第6回全国大会結果 |
| 順位              | 学校名                   | 挑戦ラウンド      |
| ----------------- | ------------------------ | ----------------- |
| 決勝進出チーム    |                          |                   |
| 総合優勝          | 東大寺学園高等学校       | プレゼンのみ      |
| 総合準優勝        | 金沢大学附属高等学校     | プレゼンのみ      |
| 総合3位           | 広島大学附属福山高等学校 | プレゼンのみ      |
| 総合4位           | 逗子開成高等学校         | 早押し            |
| 総合5位           | 会津学鳳高等学校         | ボード            |
| 準決勝敗退チーム  |                          |                   |
|                   | 仙台第二高等学校         | プレゼンのみ      |
|                   | 高岡高等学校             | プレゼンのみ      |
|                   | 島田商業高等学校         | シークレット      |
|                   | 旭丘高等学校             | 早押し            |
|                   | 熊本高等学校             | ボード            |
| 予選敗退チーム    |                          |                   |
|                   | 旭川東高等学校           | 早押し            |
|                   | 横手高等学校             | シークレット      |
|                   | 早稲田大学本庄高等学院   | ボード            |
|                   | 市川高等学校             | ボード            |
|                   | 甲府南高等学校           | ボード            |
|                   | 福井工業高等専門学校     | 早押し            |
|                   | 岐阜高等学校             | 早押し            |
|                   | 津高等学校               | 早押し            |
|                   | 灘高等学校               | ボード            |
|                   | 高松高等学校             | ボード            |
|                   | 城ノ内高等学校           | 早押し            |
|                   | 松山西中等教育学校       | シークレット      |
|                   | 長崎南山高等学校         | 早押し            |
|                   | ラ・サール高等学校       | ボード            |
|                   | 昭和薬科大学附属高等学校 | シークレット      |

※注

決勝進出チーム以外はすべて、北から順、東から順に掲載している。

## 第7回大会

### 地方大会概要

#### 地方大会概要（インターネット大会を除く）
予選第1ラウンド：ペーパークイズ
マークシート式、4択のペーパークイズ。制限時間30分で50問の問題にチームで解答し正解+2点、不正解-1点、無解答±0点の100点満点。さらに同点の場合に使用される近似値問題（得点には加算されない）が1問ある。
予選第2ラウンド：早押しクイズ
全チームを3もしくは4チームずつに分けて早押しクイズを行う。3チームのグループは6問、4チームのグループは8問の限定出題。解答グループは当日のくじ引きで決定される。3問先取で不正解は1回休み。2チームが勝ち抜ければ終了。1度正解につき5点をペーパークイズの点数に加算。トップで勝ち抜けたチームはさらに5点を加算(つまり最高20点獲得可能である)。
予選第1ラウンド・第2ラウンドの合計点の上位4～6チームが決勝進出。予選の点数は、壇上への並び順と解答順以外、決勝には影響しない。
地方大会決勝：リスク＝リターンクイズ
決勝に進んだ各チームへ、予選下位から順番に1問ずつ出題される。問題読みが完全に終わってから、「ノーヒント」・「4択」・「2択」から解答方法を選択できる。「ノーヒント」で正解すると50点、「4択」で正解すると30点、「2択」で正解すると10点が加算される。全チーム各3問での合計得点を競い、同点チームがあって優勝が決まらないときには、その競合するチーム同士でボードクイズによるサドンデスが行われる。同時に同じ問題に解答し、どちらかが誤答した瞬間、終了。

#### インターネット大会
地方大会が開催されない県のチームが対象。参加登録者用のホームページでPDFによる問題をダウンロードし、制限時間内にあらゆる手段で調べて解答することができる。解答はファクシミリで送信する。問題は単純な知識を問うものだけでなく、論述や銀行の業務について図で説明するというものもある。全チームの中で成績トップのチームが全国大会進出。
また、成績トップのチームと、銀行業務を図で説明する問題に関して特に秀逸なチームにも、副賞として、東京ディズニーリゾートペアチケットが贈呈された。

### 全国大会概要
第7回大会の全国大会概要は以下の通りである。

#### 全国大会出場校
| 第7回全国大会出場校    | 第7回全国大会出場校        | 第7回全国大会出場校     |
| 地方大会名             | 代表校                     | 大会主催銀行            |
| ---------------------- | -------------------------- | ----------------------- |
| 北海道大会             | 旭川東高等学校             | 北海道銀行              |
| 宮城大会               | 仙台第二高等学校           | 七十七銀行              |
| 秋田大会               | 秋田高等学校               | 秋田銀行                |
| 山形大会               | 山形東高等学校             | 山形銀行                |
| 福島大会               | 福島高等学校               | 東邦銀行                |
| 茨城大会               | 竹園高等学校               | 筑波銀行                |
| 群馬大会               | 富岡高等学校               | 群馬銀行                |
| 埼玉大会               | 栄東高等学校               | 埼玉りそな銀行          |
| 千葉大会               | 渋谷幕張高等学校           | 千葉銀行 千葉興業銀行   |
| 東京大会               | 立川高等学校               | りそな銀行              |
| 神奈川大会             | 聖光学院高等学校           | 横浜銀行                |
| 富山大会               | 高岡高等学校               | 北陸銀行                |
| 石川大会               | 金沢大学附属高等学校       | 北國銀行                |
| 福井大会               | 藤島高等学校               | 北陸銀行                |
| 山梨大会               | 甲府南高等学校             | 山梨中央銀行            |
| 岐阜大会               | 岐阜高等学校               | 十六銀行                |
| 静岡大会               | 三島高等学校               | 静岡銀行                |
| 愛知大会               | 東海高等学校               | 愛知銀行                |
| 三重大会               | 三重高等学校               | 百五銀行                |
| 大阪大会（大阪・京都） | 清風南海高等学校           | りそな銀行 近畿大阪銀行 |
| 奈良大会               | 智辯学園奈良カレッジ高等部 | 南都銀行                |
| 島根大会（島根・鳥取） | 松江北高等学校             | 山陰合同銀行            |
| 岡山大会               | 岡山城東高等学校           | 中国銀行                |
| 広島大会               | 修道高等学校               | もみじ銀行              |
| 山口大会               | 宇部高等学校               | 山口銀行                |
| 徳島大会               | 城ノ内高等学校             | 阿波銀行                |
| 香川大会               | 高松高等学校               | 百十四銀行              |
| 愛媛大会               | 松山西中等教育学校         | 伊予銀行                |
| 福岡大会（福岡・佐賀） | 修猷館高等学校             | 西日本シティ銀行        |
| 長崎大会               | 長崎商業高等学校           | 十八銀行                |
| 宮崎大会               | 宮崎西高等学校             | 宮崎銀行                |
| 鹿児島大会             | ラ・サール高等学校         | 鹿児島銀行              |
| 沖縄大会               | 那覇国際高等学校           | 沖縄銀行                |
| インターネット大会     | 宇都宮高等学校             | 住信SBIネット銀行       |

※インターネット大会の出場可能県は、青森・岩手・栃木・新潟・長野・滋賀・兵庫・和歌山・高知・熊本・大分であった。

※一部地域をのぞいて、前年までは近隣県で開催される大会に参加が可能だった。開催範囲の変更に伴い、「関西大会」→「大阪大会」、「九州大会」→「福岡大会」など大会名も前回から変更があった。

※大阪大会のみ、地方大会優勝校と全国大会出場校が異なり、前者は高槻高等学校、後者は清風南海高等学校であった。

#### 大会概要
1日目
レクリエーション：エコノミカ大会
同大会を主催している金融知力普及協会が開発した経済TCGエコノミカを用い、全国から集まった34チームの頂点を決めるという形で、親睦会が行われた。
優勝は、宇部高等学校のチームであった。これにより同チームは、2日目の本選を前にして、一足早く準々決勝進出を決めることとなった。
筆記クイズ（個人戦）
他年度に行われたものと同様、制限時間は60分で、4択の他に記述問題、論述問題もあった。
- この後、全34チームは大きな6班(1から6)に分けられた。（内訳：6チーム編成の4班と5チーム編成の2班）
- また、コモンズ投信株式会社の代表取締役社長、伊井哲朗の記念講和が行われたのち、以上の班ごとに、2日目の本選にて一般客向けに展示する壁新聞を作成する時間も与えられた。

壁新聞作成：エコノミクス広辞苑
各班ごとにランダムに選ばれた広辞苑の見開き1ページから、ひとつの見出し語を選び、
「【見出し語】で景気回復！」というタイトルで壁新聞を書くことが指定された。
- その班分けと見出し語については、後述の「結果」を参照されたい。

2日目
第1ラウンド：大発会!早押しクイズ
昨年までは、選手入場の後クイズを行っていたが、このクイズはそれを一体化する形でリニューアルしたものである。
始めに、北から順に4チームずつが入場し、壇上にある4つの早押しボタンを用い、クイズを行う。
1問が終わると、壇上にいる4チームのうち、より北方から出場した2チームが退場し、南方から出場した2チームが新たに入場するという形で入れ替わってゆく（具体的には、前述の表と同じ順序）。以後、これを繰り返す。
- 北海道大会・宮城大会のチームは例外的に沖縄大会・インターネット大会のチームとともにクイズを行った。

以上の仕組みで行うため、各チームに与えられる解答権は最大2回である。ペナルティはない。
1問正解ごとに10ポイントが与えられる。この点数は前日実施の筆記クイズ得点にそのまま加算される。以下同じ。
第2ラウンド：リスクリターン!VISUAL連想クイズ
出場全チームが壇上に並び、スクリーンに時間差をつけて映し出される4つの画像を見て、あるひとつの正解キーワードを連想するというものである。
4つの画像は、表示されるのが早い順に正解キーワードが思いつきにくいものになっている。
キーワードを思いついたチームは、判定員に耳打ちでそれを伝える。全4問出題される。
正解・不正解のタイミングによって、増減ポイントが大きく変わる。それは以下の表のとおりである。
| 表示画像 | 正解時 | 不正解時 |
| -------- | ------ | -------- |
| 1枚目    | +20    | ±0       |
| 2枚目    | +14    | -2       |
| 3枚目    | +8     | -8       |
| 4枚目    | +2     | -14      |
- 以上のように、早く答えれば、正解時に大きくポイントを得ることができ、不正解時でも失うポイントがない。
- また、遅く答えたときには、正解時に得るポイントが少なく不正解時に失うポイントが大きいが、ヒントが多いため、正解の可能性が高まる。

- 今大会は、ここまでが予選にあたる。前日実施の「筆記クイズ」、本選実施の第1～第2ラウンドと、壁新聞の一般投票・有識者採点の結果によって、次の第3ラウンド（準々決勝）への進出12チーム中11チームが決定された。
- 残りの進出1枠は、前日実施の「エコノミカ大会」で優勝したチームに割り当てられ、合計12チームが次ラウンドで戦うことになった。

第3ラウンド（準々決勝）：投資クイズ・ファンドマネジメント
始めに、進出12チームへ架空の資金として100万円が渡される。
12チームは、予選順位（エコノミカ優勝チームは12位扱い）が奇数ならばグループA、偶数ならばグループBというように組分けされる。
クイズ形式はボードクイズであるが、その解答順はグループごとに交互である。
片方が解答する間、片方は貸与されたタブレット端末で「投資」を行う。
各グループに6問ずつ出されたのち、所持資金の多い方から順に6チームが第4ラウンド（準決勝）進出となる。
解答側グループのチームは、通常のクイズと同じように解答した後、10秒間のアピールタイムを得る。
一方、投資側グループのチームは、そのアピールを参考に正解していそうなチームを見極めて10万円単位で投資する。
投資側と解答側の得る（失う）ポイントは以下のとおりである。
| 正解時                                         | 不正解時                            |
| ---------------------------------------------- | ----------------------------------- |
| 投資側グループ                                 |                                     |
| 投資金の150%を獲得                             | 投資金は全額没収                    |
| 解答側グループ                                 |                                     |
| 20万円の基礎報酬に加え 集めた投資金の20%を獲得 | 集めた投資金の20%にあたる資金を没収 |
第4ラウンド（準決勝）：論述クイズ THE 監査人
6チームそれぞれが異なる課題で論述を行う。その課題はいずれもくじ引きで決められる。
さらに、各チームには3枚ずつ単語カードもランダムで配られる。これらのカードに記載された単語を論述中に含めなければ減点となる。
その減点の程度は以下のとおりである。
| 未使用単語 | 獲得点数 |
| ---------- | -------- |
| なし       | 100%     |
| 1単語      | 70%      |
| 2単語      | 40%      |
| すべて     | 10%      |
論述の話し合いができる時間は5分間で、発表時間は1分間である。
「THE 監査人」という名前の通り、有識者2名による採点だけでなく、自チームを除く準決勝進出5チームによる相互採点も行われる。
採点はいずれも20点満点で行われ、それらの中で最高点と最低点を除いた合計（100点満点）がチーム得点となる。
別途、各チームには「龍虎組分札」が配られており、あらかじめ3チームごとに龍組と虎組に分けられている。
前チームの論述・採点が終わったあと、その組分札の表示が明らかになる。
その組ごとのチーム合計点の和を比べて、高い方の組に属する3チームがそのまま決勝進出となる。
GREEラウンド：敗者復活!市場淘汰2択クイズ
決勝への敗者復活1枠をかけ、第4ラウンドまでに脱落した全31チームが、赤青2色の紙を掲げるという形で2択クイズを行うものである。
間違った選択肢を選んだチームは即失格となってしまう。
最終的に、聖光学院高等学校のチームが残り、決勝進出を果たした。
決勝ラウンド：需給曲線クイズ
クイズ形式はボードクイズと早押しクイズの混合である。
このクイズでは「ボードクイズ3問、早押しクイズ1問」という組み合わせを「セット」という。クイズは最大5セット行われる。
ゲームは需給曲線のグラフ上で進行してゆく。ボードクイズの正解チームが需要上昇・下降もしくは供給上昇・下降の4択から選び、需給曲線を動かしてゆく。もちろん両者の交点は均衡点と呼ばれる。
需給曲線は正方形のグラフ内を動き、上下左右それぞれの辺に決勝進出4チームの陣地がある。
さらに、需給曲線の内部に正方形のゾーンがあり、これが1問終了するごとに少しずつ狭まってゆく。
以上のゾーンを超えて自チームの陣地に均衡点をもちこんだチームが、その時点で優勝となる。2位以下は陣地と均衡点との距離が近い順に決まる。
ただし、「セット」の最後にある早押しクイズに正解したチームは、「回転チャンス」を得ることができる。
「回転チャンス」により、4チームの陣地を「時計回りに90度」、「現状維持」、「反時計回りに90度」のいずれかを選択し、動かすことができる。

#### 結果
| 第7回全国大会結果               | 第7回全国大会結果        | 第7回全国大会結果 |
| 順位                            | 学校名                   | 所属班            |
| ------------------------------- | ------------------------ | ----------------- |
| 決勝進出チーム                  |                          |                   |
| 総合優勝                        | 東海高等学校             | 2.蔵元            |
| 総合準優勝                      | 宮崎西高等学校           | 1.海岸            |
| 総合3位                         | 渋谷教育学園幕張高等学校 | 5.きりきりまい    |
| 総合4位                         | 聖光学院高等学校         | 3.LDC             |
| 第4ラウンド(準決勝)敗退チーム   |                          |                   |
| 予選7位                         | 高岡高等学校             | 5.きりきりまい    |
| 予選10位                        | 旭川東高等学校           | 6.おやつ          |
| 予選11位                        | 智辯奈良カレッジ高等部   | 6.おやつ          |
| 第3ラウンド(準々決勝)敗退チーム |                          |                   |
| 予選3位                         | 立川高等学校             | 1.海岸            |
| 予選4位                         | 栄東高等学校             | 1.海岸            |
| 予選6位                         | 清風南海高等学校         | 1.海岸            |
| 予選8位                         | 竹園高等学校             | 6.おやつ          |
| エコノミカ                      | 宇部高等学校             | 4.がん細胞        |
| 予選敗退チーム                  |                          |                   |
|                                 | 仙台第二高等学校         | 3.LDC             |
|                                 | 秋田高等学校             | 2.蔵元            |
|                                 | 山形東高等学校           | 2.蔵元            |
|                                 | 福島高等学校             | 4.がん細胞        |
|                                 | 富岡高等学校             | 1.海岸            |
|                                 | 甲府南高等学校           | 2.蔵元            |
|                                 | 三島高等学校             | 6.おやつ          |
|                                 | 金沢大学附属高等学校     | 4.がん細胞        |
|                                 | 藤島高等学校             | 6.おやつ          |
|                                 | 岐阜高等学校             | 3.LDC             |
|                                 | 三重高等学校             | 5.きりきりまい    |
|                                 | 松江北高等学校           | 3.LDC             |
|                                 | 岡山城東高等学校         | 4.がん細胞        |
|                                 | 修道高等学校             | 2.蔵元            |
|                                 | 高松高等学校             | 3.LDC             |
|                                 | 城ノ内高等学校           | 1.海岸            |
|                                 | 松山西中等教育学校       | 2.蔵元            |
|                                 | 修猷館高等学校           | 4.がん細胞        |
|                                 | 長崎商業高等学校         | 5.きりきりまい    |
|                                 | ラ・サール高等学校       | 4.がん細胞        |
|                                 | 那覇国際高等学校         | 5.きりきりまい    |
|                                 | 宇都宮高等学校           | 3.LDC             |

※注

1位〜4位は決勝ラウンドの結果。準々決勝、準決勝で敗退したチームは「筆記クイズ」と第1・第2ラウンド、壁新聞の一般投票・有識者採点の結果。予選敗退チームは北から順、東から順に掲載している。なお、当初決勝進出は3チームであったが、一時準々決勝で敗退した聖光学院高等学校が、GREEラウンドの敗者復活により決勝進出を果たした。「所属班」のうち、左の数字は所属班番号を示し、右のキーワードは、壁新聞の指定テーマを示す。「順位」のうち、「エコノミカ」は、エコノミカ大会によって準々決勝進出を決めたことを示す。

## 第8回大会

### 地方大会概要

#### 地方大会概要（インターネット大会を除く）
予選第1ラウンド：ペーパークイズ
マークシート式、4択のペーパークイズ。制限時間30分で50問の問題にチームで解答し正解+2点、不正解-1点、無解答±0点の100点満点。さらに同点の場合に使用される近似値問題（得点には加算されない）が1問ある。
予選第2ラウンド：早押しクイズ
全チームを3もしくは4チームずつに分けて早押しクイズを行う。3チームのグループは6問、4チームのグループは8問の限定出題。解答グループは当日のくじ引きで決定される。3問先取で不正解は1回休み。2チームが勝ち抜ければ終了。1度正解につき5点をペーパークイズの点数に加算。トップで勝ち抜けたチームはさらに5点を加算(つまり最高20点獲得可能である)。
予選第1ラウンド・第2ラウンドの合計点の上位4～6チームが決勝進出。
地方大会決勝：賞金山分けクイズ
全10問のボードクイズである。
1問ごとに300万円が積み立てられ、正解チームでそれを山分けする。
所持金が1000万円に達した時点で優勝が決定する。そうでない場合は、10問終了時に最も所持金の多かったチームが優勝である。
同額で並んだ場合は、予選ラウンドでの点数の高い方が優勝となる。

#### インターネット大会概要
原則として、地方大会が開催されない府県のチームが対象であったが、今回大会より、各地方大会に時間的な都合で参加できない全国の高校生も対象となった。
ただし、インターネット大会の優勝校と、その地元の地方大会の優勝校とが重複してしまった場合、インターネット大会の優勝校は全国大会へ進出することができず、次席のチームに出場権を譲らなくてはならないという条件付きであった（この条件は第9回以降もインターネット大会でも同様である）。
なお、今回大会のインターネット大会優勝は、兵庫県西宮市にある関西学院高等部だったため、どの地方大会の開催地域とも重複しておらず、この条件は考慮されなかった。
この大会においては、前年とは異なり、参加登録者用のウェブページで問題を解くこととなった。制限時間内にあらゆる手段で調べて解答することができる。全チームの中で成績トップのチームが全国大会進出。

### 全国大会概要
第8回大会の全国大会概要は以下の通りである。

#### 全国大会出場校
| 第8回全国大会出場校 | 第8回全国大会出場校        | 第8回全国大会出場校     |
| 地方大会名          | 代表校                     | 大会主催銀行            |
| ------------------- | -------------------------- | ----------------------- |
| 北海道大会          | 札幌旭丘高等学校           | 北海道銀行              |
| 青森大会            | 青森高等学校               | みちのく銀行            |
| 宮城大会            | 仙台第二高等学校           | 七十七銀行              |
| 秋田大会            | 秋田商業高等学校           | 秋田銀行                |
| 山形大会            | 山形南高等学校             | 山形銀行                |
| 福島大会            | 福島高等学校               | 東邦銀行                |
| 茨城大会            | 土浦第一高等学校           | 筑波銀行                |
| 栃木大会            | 矢板東高等学校             | 足利銀行                |
| 群馬大会            | 前橋高等学校               | 群馬銀行                |
| 埼玉大会            | 春日部高等学校             | 埼玉りそな銀行          |
| 千葉大会            | 県立千葉高等学校           | 千葉銀行 千葉興業銀行   |
| 東京大会            | 立川高等学校               | りそな銀行              |
| 神奈川大会          | 聖光学院高等学校           | 横浜銀行                |
| 新潟大会            | 国際情報高等学校           | 第四銀行                |
| 富山大会            | 高岡高等学校               | 北陸銀行                |
| 石川大会            | 金沢泉丘高等学校           | 北國銀行                |
| 福井大会            | 藤島高等学校               | 北陸銀行                |
| 山梨大会            | 甲府南高等学校             | 山梨中央銀行            |
| 長野大会            | 長野高等学校               | 八十二銀行              |
| 岐阜大会            | 岐阜東高等学校             | 十六銀行                |
| 静岡大会            | 浜松西高等学校             | 静岡銀行                |
| 愛知大会            | 東海高等学校               | 愛知銀行                |
| 三重大会            | 川越高等学校               | 百五銀行                |
| 大阪大会            | 大阪星光学院高等学校       | りそな銀行 近畿大阪銀行 |
| 奈良大会            | 智辯学園奈良カレッジ高等部 | 南都銀行                |
| 鳥取大会            | 鳥取西高等学校             | 山陰合同銀行            |
| 島根大会            | 浜田高等学校               | 山陰合同銀行            |
| 岡山大会            | 岡山白陵高等学校           | 中国銀行                |
| 広島大会            | 広島学院高等学校           | もみじ銀行              |
| 山口大会            | 宇部高等学校               | 山口銀行                |
| 徳島大会            | 徳島市立高等学校           | 阿波銀行                |
| 香川大会            | 高松高等学校               | 百十四銀行              |
| 愛媛大会            | 松山西中等教育学校         | 伊予銀行                |
| 高知大会            | 高知学芸高等学校           | 四国銀行                |
| 福岡大会            | 修猷館高等学校             | 西日本シティ銀行        |
| 長崎大会            | 佐世保北高等学校           | 十八銀行                |
| 宮崎大会            | 宮崎第一高等学校           | 宮崎銀行                |
| 鹿児島大会          | 鶴丸高等学校               | 鹿児島銀行              |
| 沖縄大会            | 那覇国際高等学校           | 沖縄銀行                |
| インターネット大会  | 関西学院高等部             | 住信SBIネット銀行       |

※インターネット大会のみに出場が可能だった府県は、岩手・滋賀・京都・兵庫・和歌山・佐賀・熊本・大分であった。

#### 大会概要
1日目
筆記クイズ（個人戦）
他年度に行われたものと同様、制限時間は60分で、4択の他に記述問題、論述問題もあった。
- この後、全40チームは4チーム編成の大きな10グループに分けられた。
- 以上のグループごとに、プレゼン資料の作成と、そのプレゼンの準備に備える時間も与えられた。

プレゼンクイズ：エコノミクス広辞苑
各グループごとにランダムに選ばれた広辞苑の見開き1ページから、ひとつの見出し語を選び、その【見出し語】と【オリンピック】の2単語を使って、あるビジネスプロジェクトを作り、数十名の審査員を前にしてプレゼンを行った。
審査員は1名100万円を上限として、各プレゼングループに対して（架空の）投資を行った。その投資金額がポイント化され、筆記クイズの点数に加算された。
- そのグループ分けと見出し語については、後述の「結果」を参照されたい。

レクリエーション：エコノミカ大会
全国大会に出場した高校生と、本大会の運営に携わっている大学生スタッフとの親睦を深めることを主目的として行われた。
ただし、その大会の勝敗なども筆記クイズの点数に加算された。
2日目
第1ラウンド：大発会!早押しクイズ
第7回大会に引き続いての実施となった。
ただし、今大会では地方大会が開催された日時が早かった順（重複日開催の時は北方を優先）に4チームずつが入場し、壇上にある4つの早押しボタンを用い、クイズを行う。
1問が終わると、壇上にいる4チーム全てが退場し、別の4チームが新たに入場するという形で入れ替わってゆく。以後、これを繰り返す。
以上の仕組みで行うため、各チームに与えられる解答権は等しく1回ずつである。
正解すると20ポイントが与えられる。この点数は前日実施の筆記クイズ得点にそのまま加算される。以下同じ。
第2ラウンド：ニッチ産業クイズ
前日に分けられた10グループのうち2グループ8チームが壇上に並んでゲームに参加する。また、残りの32チームも客席に座ったまま参加する。
クイズ形式はボードクイズで、全5問。問題ごとに全てのチームが入れ替わる。正解の複数ある多答クイズを行う。ただし、壇上のチームと客席のチームでは加点条件が異なる。
いずれにいるチームも、答えはひとつだけを選んで解答する。
壇上のチームは、客席のチームと答えが重複しないように解答する（すなわち、ニッチな答えを狙って解答する）。
なお、壇上のチーム同士で答えが重複しても構わない。
一方、客席のチームは、壇上のいずれかのチームと答えが重複するように予想して解答する。
なお、壇上の複数のチームと重複してもポイントが倍加されることはない。
両者の獲得ポイントは以下のとおりである。
|        | 重複した場合                   | 重複しなかった場合             |
| ------ | ------------------------------ | ------------------------------ |
| 壇上側 | 正解不正解にかかわらず増減なし | 正解ならば40ポイント獲得       |
| 客席側 | 20ポイント獲得                 | 正解不正解にかかわらず増減なし |
- 今大会は、ここまでが予選にあたる。前日実施の「筆記クイズ」、プレゼンの審査員採点、エコノミカ大会と、本選実施の第1・第2ラウンドの結果によって、次の第3ラウンド（準々決勝）への進出18チームが決定された。

第3ラウンド（準々決勝）：産業スパイクイズ
初めに、進出18チームが、6チームずつ「蜜菱重工」・「革崎重工」・「不二重工」の3社へ配属され、それぞれの会社の会議デスクを取り囲む形で着席する。
しかし、3社にはそれぞれライバル2社からのスパイが1チームずつ紛れ込んでいるため、会議デスクを囲んでいるチームのうち、本当にその会社に所属しているのは4チームのみである。
クイズ形式は4択クイズで、全6問。AからDの4つの札を上げることで解答する。正解したチームの所属する会社に1点が加算される。
ただし、スパイが紛れ込んでいるために、各社への点数の入り方は一見不自然なものになる。
このゲームではその不自然さをもとに、スパイを見極め自社のデスクから追放することも課題となる。ここからの要素は人狼ゲームに似たところもある。
チームの追放は「取締役会議」を開いて行う。「取締役会議」は、問題終了時に各デスクにある早押しボタンを押すと、先着1チームのみ開くことができる。ボタンが押されなければ会議は開かれない。
追放のいかんにかかわらず、1チームあたりゲーム内で会議を開くことができる回数は1回限り（つまり1社最大6回開くことができる）。
また、ひとつの問題が終了するごとに1社につき1度ずつ会議を開くことができる。ただし、複数の会社が並行して会議を行うのは構わない。
さらに、スパイの有無にかかわらず、すでに2チームが追放された会社はこれ以上会議を開くことができない。
会議は20秒間で行う。まずボタンを押したチームが追放したいチームを指名し、周りとの話し合いや説得などを行う。
20秒たったのちに、会議が行われた会社のデスクに座っているすべてのチーム（会議を提案したチームと追放候補のチームを含む）で追放の是非を問う投票が行われて、3チーム以上の賛成が得られれば該当チームは追放され、以降の解答権を失う。
ゲーム終了時、最も点数の高い会社に所属する6チームが次ラウンドに進出となる。このとき、追放されていても構わない。
最高点で並んだ場合、予選順位の最も高いチームが所属する会社が進出となる。
第4ラウンド（準決勝）：アカウンタビリティクイズ
進出6チームが文章の空欄に当てはまる単語や文章などを答えるクイズ。全4問。
例年実施の論述クイズと一問一答式のクイズを混合させる形でリニューアルさせたものである。
まず、会場スクリーンに映し出された、あるトピックに関する長文が1度通して読まれる。ただし、その長文には【A】～【F】の空欄があり、配点も併記されている。
問題読みが終わった後、各チームは早押し先着順でどの空欄を埋めるかを選択する。その選択時間は60秒間である。
ただし、早押しとともに時計が止まり、選択するとすぐに解答することとなる。なお、他チームの解答時でもボタンを押すことは可能。
二択もしくは単語解答の場合は正解すると、また、文章解答の場合は審査員による判定に合格すると、指定得点を獲得できる。
得点のめやすは以下のとおりである（難易度により、多少のばらつきがある）。
| 二択     | 単語   | 文章      |
| -------- | ------ | --------- |
| 4点～6点 | 5～8点 | 9点～18点 |
合計得点上位3チームが決勝進出となる。なお、進出ラインが同点で決まらない場合、予選順位の高い方が進出。
敗者復活：市場淘汰3択クイズ
決勝への敗者復活1枠をかけ、第4ラウンドまでに脱落した全37チームが、赤青黄3色の紙を掲げるという形で3択クイズを行うものである。
間違った選択肢を選んだチームは即失格となってしまう。
最終的に、広島学院高等学校のチームが残り、決勝進出を果たした。
決勝ラウンド：クイズ!ドミナント戦略
まず、進出4チームはいずれも資産のない状態でゲームを始める。
形式はボードクイズで、全15問。1問正解につき、5.0億円の資金を獲得できる。
各問終了時、正解チームは資金が黒字の範囲で、いずれかの箇所の不動産を1つだけ買うことができる（以降のルールはモノポリーに類似）。
不動産分布のモデルとして、東日本旅客鉄道の山手線と中央線快速の駅名（一部）が使用されている。
その路線図と定価はおおまかに以下のとおりである。
| 山手線     | … | 品川  | 渋谷  | 代々木 | 新宿   | 高田馬場 | 池袋  | 巣鴨     | 秋葉原 | 東京   | 新橋  | 品川  | … |
| ---------- | - | ----- | ----- | ------ | ------ | -------- | ----- | -------- | ------ | ------ | ----- | ----- | - |
| 定価       | … | 8億円 | 9億円 | 3億円  | 15億円 | 4億円    | 7億円 | 3億円    | 6億円  | 12億円 | 4億円 | 8億円 | … |
| 中央線快速 | … | …     | …     | …      | └      | 新宿     | 四谷  | 御茶ノ水 | 東京   | ┘      | …     | …     | … |
| 定価       | … | …     | …     | …      | …      | 15億円   | 7億円 | 5億円    | 12億円 | …      | …     | …     | … |
土地を買うとき、「まだどのチームも買っていない土地」だけでなく、「他の不正解チームが所有している土地」も買うことができる（いずれも定価を支払えばよい）。
ただし、後者が買われた場合、元の所有チームには定価の半額が支払われる。
複数のチームが同じ土地を買おうとしたときには、そのチーム同士でオークションが行われる。
オークションは0.1億円（1千万円）単位で、定価以上の価格を同時に提示し、より高い方のチームが落札できる。ただし、そのときでも定価の変動はない。
上の図において（山手線は環状であることに注意）、隣り合った土地を所有している場合「ドミナント」によって、資産価値が上昇する（定価は変動しない）。
資産価値の上昇の程度は、以下のとおりである。
| 隣り合った 土地の数 | 資産価値 (定価比) |
| ------------------- | ----------------- |
| 1つ(独立)           | 1.0倍             |
| 2つ                 | 1.2倍             |
| 3つ                 | 1.5倍             |
| 4つ                 | 1.8倍             |
| 5つ以上             | 2.5倍             |
最終的に、資金と不動産（資産価値）を合計した総資産の価格が最も高いチームが優勝となる。2位以下は高い方から順に決まる。

#### 結果
| 第8回全国大会結果               | 第8回全国大会結果      | 第8回全国大会結果          |
| 順位                            | 学校名                 | 所属グループ               |
| ------------------------------- | ---------------------- | -------------------------- |
| 決勝進出チーム                  |                        |                            |
| 総合優勝                        | 県立千葉高等学校       | 貴賓                       |
| 総合準優勝                      | 春日部高等学校         | 携行                       |
| 総合3位                         | 広島学院高等学校       | 草の根                     |
| 総合4位                         | 岐阜東高等学校         | つく                       |
| 第4ラウンド(準決勝)敗退チーム   |                        |                            |
| 予選1位                         | 土浦第一高等学校       | つく                       |
| 予選6位                         | 藤島高等学校           | 草の根                     |
| 予選14位                        | 鶴丸高等学校           | 激震                       |
| 第3ラウンド(準々決勝)敗退チーム |                        |                            |
| 予選2位                         | 岡山白陵高等学校       | 草の根                     |
| 予選3位                         | 那覇国際高等学校       | 手短                       |
| 予選4位                         | 仙台第二高等学校       | 草の根                     |
| 予選5位                         | 福島高等学校           | 手短                       |
| 予選9位                         | 矢板東高等学校         | 機会                       |
| 予選10位                        | 川越高等学校           | つく                       |
| 予選11位                        | 立川高等学校           | つく                       |
| 予選13位                        | 宮崎第一高等学校       | 機会                       |
| 予選16位                        | 聖光学院高等学校       | 激震                       |
| 予選17位                        | 浜田高等学校           | 機会                       |
| 予選18位                        | 長野高等学校           | 手短                       |
| 予選敗退チーム                  |                        |                            |
|                                 | 札幌旭丘高等学校       | ウェアラブルコンピューター |
|                                 | 青森高等学校           | きりたんぽ                 |
|                                 | 秋田商業高等学校       | きりたんぽ                 |
|                                 | 山形南高等学校         | 街頭                       |
|                                 | 前橋高等学校           | 街頭                       |
|                                 | 国際情報高等学校       | ウェアラブルコンピューター |
|                                 | 甲府南高等学校         | 街頭                       |
|                                 | 浜松西高等学校         | 激震                       |
|                                 | 高岡高等学校           | 携行                       |
|                                 | 金沢泉丘高等学校       | 貴賓                       |
|                                 | 東海高等学校           | 機会                       |
|                                 | 大阪星光学院高等学校   | 貴賓                       |
|                                 | 智辯奈良カレッジ高等部 | ウェアラブルコンピューター |
|                                 | 鳥取西高等学校         | 携行                       |
|                                 | 宇部高等学校           | きりたんぽ                 |
|                                 | 徳島市立高等学校       | 手短                       |
|                                 | 高松高等学校           | きりたんぽ                 |
|                                 | 松山西中等教育学校     | ウェアラブルコンピューター |
|                                 | 高知学芸高等学校       | 携行                       |
|                                 | 修猷館高等学校         | 激震                       |
|                                 | 佐世保北高等学校       | 街頭                       |
|                                 | 関西学院高等部         | 貴賓                       |

※注

1位〜4位は決勝ラウンドの結果。

準々決勝、準決勝で敗退したチームは前日実施の「筆記クイズ」、プレゼンの審査員採点、エコノミカ大会と、本選実施の第1・第2ラウンドの結果。

予選敗退チームは北から順、東から順に掲載している。

なお、当初決勝進出は3チームであったが、一時準々決勝で敗退した広島学院高等学校が、敗者復活により決勝進出を果たした。

「所属グループ」は、プレゼンの指定テーマを示す。

## 第9回大会

### 地方大会概要

#### 一般地方大会概要
予選第1ラウンド：ペーパークイズ
マークシート式、4択のペーパークイズ。制限時間30分で50問の問題にチームで解答し正解+2点、不正解-1点、無解答±0点の100点満点。さらに同点の場合に使用される近似値問題（得点には加算されない）が1問ある。
予選第2ラウンド：早押しクイズ
全チームを3もしくは4チームずつに分けて早押しクイズを行う。3チームのグループは6問、4チームのグループは8問の限定出題（一部大会では例外あり）。解答グループは当日のくじ引きで決定される。3問先取で不正解は1回休み。2チームが勝ち抜ければ終了。1度正解につき5点をペーパークイズの点数に加算。トップで勝ち抜けたチームはさらに5点を加算(つまり最高20点獲得可能である)。
予選第1ラウンド・第2ラウンドの合計点の上位6チームが決勝進出。
地方大会決勝：3ヒントクイズ
全7問のボードクイズである。
ある答えとなるキーワードに関する3つのヒントが順に示される。ヒントが一つひとつ示されるごとに解答をするかしないかを選択でき、解答する場合は、答案を書いたボードを裏返して机上に置く。それ以降にヒントが示されても、解答は変更できない。
第1ヒントのみが示されていた時点で正解できれば、3ポイント、第2ヒントが示された後の正解で2ポイント、第3ヒントが示された後の正解で1ポイントがそれぞれ与えられる。
7問目終了時、総獲得ポイントの最も高いチームが優勝。同点で並んだ場合は、予選ラウンドでの点数の高い方が優勝し、全国大会進出となる。

#### インターネット大会概要
前年に続き、参加登録者用のウェブページで問題を解くこととなった。制限時間内にあらゆる手段で調べて解答することができる。全チームの中で成績トップのチームが全国大会進出。

#### 北海道大会および北海道各地予選
今大会より北海道大会は、所属教育機関の所在する振興局ごとに分かれた「地区予選」で優秀な成績を収めた計14チーム（原則、1振興局あたり1チーム）が、札幌で開催される「北海道大会」へ進出する二段階方式での実施となった。
地区予選はそれぞれの信用金庫・信用組合が主催し、北海道大会出場にかかる宿泊費・交通費を負担した。
地区予選の大会の内容は、地方大会とすべて同様である。
北海道大会の決勝のみ、地区大会と内容が重なるため、前回大会の決勝のルールで行った。

##### 地区予選優勝校
| 第9回北海道地区予選優勝校            | 第9回北海道地区予選優勝校 | 第9回北海道地区予選優勝校                    |
| 地区予選名                           | 優勝校                    | 大会主催金融機関                             |
| ------------------------------------ | ------------------------- | -------------------------------------------- |
| 渡島・檜山地区予選                   | 遺愛女子高等学校          | 渡島信用金庫・江差信用金庫・函館商工信用組合 |
| 十勝地区予選                         | 市立帯広南商業高等学校    | 帯広信用金庫・十勝信用組合                   |
| 石狩・空知・後志・胆振・日高地区予選 | 札幌南高等学校            | 札幌信用金庫・北央信用組合・札幌中央信用組合 |
| 上川・宗谷・留萌・オホーツク地区予選 | 旭川東高等学校            | 旭川信用金庫・北星信用金庫・留萌信用金庫     |
| 釧路・根室地区予選                   | 釧路江南高等学校          | 釧路信用金庫・大地みらい信用金庫             |

### 全国大会概要
第9回の全国大会の概要は以下の通りである。

#### 全国大会出場校
| 第9回全国大会出場校 | 第9回全国大会出場校        | 第9回全国大会出場校     |
| 地方大会名          | 代表校                     | 大会主催銀行            |
| ------------------- | -------------------------- | ----------------------- |
| 北海道大会          | 札幌南高等学校             | 北海道銀行              |
| 青森大会            | 青森高等学校               | みちのく銀行            |
| 宮城大会            | 仙台二華高等学校           | 七十七銀行              |
| 秋田大会            | 秋田西高等学校             | 秋田銀行                |
| 山形大会            | 山形東高等学校             | 山形銀行                |
| 福島大会            | 福島工業高等専門学校       | 東邦銀行                |
| 茨城大会            | 水戸第一高等学校           | 筑波銀行                |
| 栃木大会            | 宇都宮高等学校             | 足利銀行                |
| 群馬大会            | 高崎女子高等学校           | 群馬銀行                |
| 埼玉大会            | 栄東高等学校               | 埼玉りそな銀行          |
| 千葉大会            | 渋谷教育学園幕張高等学校   | 千葉銀行 千葉興業銀行   |
| 東京大会            | 渋谷教育学園渋谷高等学校   | りそな銀行              |
| 神奈川大会          | 神奈川県立横須賀高等学校   | 横浜銀行                |
| 新潟大会            | 新潟明訓高等学校           | 第四銀行                |
| 富山大会            | 高岡高等学校               | 北陸銀行                |
| 石川大会            | 金沢大学附属高等学校       | 北國銀行                |
| 福井大会            | 藤島高等学校               | 北陸銀行                |
| 山梨大会            | 甲府南高等学校             | 山梨中央銀行            |
| 長野大会            | 諏訪清陵高等学校           | 八十二銀行              |
| 岐阜大会            | 岐阜高等学校               | 十六銀行                |
| 静岡大会            | 静岡雙葉高等学校           | 静岡銀行                |
| 愛知大会            | 滝高等学校                 | 愛知銀行                |
| 三重大会            | 川越高等学校               | 百五銀行                |
| 大阪大会            | 開明高等学校               | りそな銀行 近畿大阪銀行 |
| 奈良大会            | 智辯学園奈良カレッジ高等部 | 南都銀行                |
| 鳥取大会            | 鳥取西高等学校             | 山陰合同銀行            |
| 島根大会            | 松江商業高等学校           | 山陰合同銀行            |
| 岡山大会            | 精思高等学校               | 中国銀行                |
| 広島大会            | 修道高等学校               | もみじ銀行              |
| 山口大会            | 宇部高等学校               | 山口銀行                |
| 徳島大会            | 徳島市立高等学校           | 阿波銀行                |
| 香川大会            | 高松高等学校               | 百十四銀行              |
| 愛媛大会            | 松山西中等教育学校         | 伊予銀行                |
| 高知大会            | 高知小津高等学校           | 四国銀行                |
| 福岡大会            | 筑紫丘高等学校             | 西日本シティ銀行        |
| 長崎大会            | 精道三川台高等学校         | 十八銀行                |
| 宮崎大会            | 宮崎西高等学校             | 宮崎銀行 宮崎太陽銀行   |
| 鹿児島大会          | 鶴丸高等学校               | 鹿児島銀行              |
| 沖縄大会            | 昭和薬科大学附属高等学校   | 沖縄銀行                |
| インターネット大会  | 洛北高等学校               | 住信SBIネット銀行       |

※インターネット大会のみに出場が可能だった府県は、岩手・滋賀・京都・兵庫・和歌山・佐賀・熊本・大分であった。

#### 大会概要
1日目
筆記クイズ（個人戦）
他年度に行われたものと基本的には同じだが、制限時間は40分で、4択の他に記述問題、論述問題があった。
プレゼンクイズ：2040年への大戦略
- 全40チームを4チーム編成の大きな10グループに分け、グループごとに、プレゼン資料の作成と、そのプレゼンの準備に備える時間も与えられた。
- ロイヤルホールディングス株式会社代表取締役の菊池唯夫の講演後、5つの立場について2グループが各自で取り組み、生き残りに向けた戦略をプレゼンした。
- 金融関係者の審査によって筆記クイズの得点に加点された。
- そのグループ分けと立場については、後述の「結果」を参照されたい。

2日目
第1ラウンド：取引開始!オープニングベル早押しクイズ
前回大会の「大発会!早押しクイズ」に引き続いての3度目の実施となった。
ただし、今大会では出場校の五十音順に4チームずつが入場し、壇上にある4つの早押しボタンを用い、クイズを行う。
2問が終わると、壇上にいる4チーム全てが退場し、別の4チームが新たに入場するという形で入れ替わってゆく。以後、これを繰り返す。
以上の仕組みで行うため、各チームに与えられる解答権は等しく2回ずつである。
不正解でもその問題への解答権が失われるのみで、正解が出るまで全チーム1回ずつ押すことができる。
正解するとポイントが与えられる。この点数は前日実施の筆記クイズ得点にそのまま加算される。以下同じ。
第2ラウンド：摘発せよ!風説の流布クイズ
プレゼンクイズで同じテーマを発表した2グループ(8チーム)が壇上に上がって行う。
答えが複数ある多答問題が1問出題され、壇上の8チームはそれぞれで答えを1つボードに書く。
客席にいる他のチームはそれぞれの解答を「摘発」することができる。
「摘発」した解答が正解だった場合、壇上のチームに20ポイントに加えて摘発したチーム数×1ポイントが加算される。
「摘発」した解答が不正解だった場合は、逆に20ポイントから摘発チーム数×1ポイントを引いたポイントが加算される。なお、摘発チーム数が20チーム以上の場合は、加算も減算もされない。
敗者復活ラウンド：市場淘汰!サバイバルクイズ
壇上に予選順位21位から40位まで順番に並んで行うクイズ。
一問一答の問題を40位から順番に答えていき、2回不正解を重ねると失格。
不正解の場合は、次のチームも同じ問題を答える。
正解の場合は、1～30の中から問題を選ぶ。
残りチームが4チームになるか問題が無くなるまで、これを繰り返す。
当日は札幌南高等学校、滝高等学校、修道高等学校、洛北高等学校が復活を果たした。
第3ラウンド（準々決勝）：クイズ!Time is money
敗者復活した4校に加えて、予選順位20位までのチームを偶数・奇数の2組に分けて行うクイズ。
60秒の制限時間で5秒毎に12問の3択問題に手元の札をあげて解答するタイムショック風のクイズ。
問題が出題される前に、手元の選択肢が書かれた紙を読む時間が10秒間与えられる。
これをチームメンバー1名ずつ、前半後半として2回行い、正解数の合計の上位4チーム(合計8チーム)が準決勝進出。
正解数の同じチームがいた場合、予選順位がより上のほうを上位とする。
第4ラウンド（準決勝）：放て、3本の矢!アベノミクスクイズ
8チームで一斉に行うボードクイズ。
第3ラウンドの順位に並び、順番に問題のジャンルを「金融」「財政」「時事・経済史」から選ぶ。
ジャンルごとに7問ずつ問題があり、いずれかのジャンルの問題が尽きたら終了。
各ジャンルでそれぞれ3問以上正解すれば、その時点で勝ち抜け、決勝進出が決定する。
自チームが選択した場合は正解で+2ポイント、不正解で-1ポイント。他チームが選択した場合は正解で+1ポイント、不正解のペナルティはない。
2チームが勝ち抜けるか、いずれかのジャンルの問題が無くなるまで行う。
ジャンルがなくなった場合は、3問以上獲得しているジャンルの数→総獲得ポイント数の順で順位を決定する。
決勝ラウンド：一騎打ち!クロージングベル論述クイズ
第4ラウンドを突破した2チームで行う早押しボードクイズおよび論述クイズ。
はじめに論述問題が発表され、その際に制限を加えるNGワード、アイテムを早押しボードクイズで争奪する。
どちらかがボタンを押すまで問題が読まれ、両チームがそこまでの内容で答えをボードに書き答えるクイズ。
押したチームが正解の場合はまず押したチームが相手にとってのNGワードを指定し、押していないチームも正解なら続いてNGワードを指定する。不正解の場合は何も行わない。また。押したチームが不正解の場合は、押していないチームの正誤にかかわらず、押していないチームがNGワードを指定できる。
NGワードとは論述の中での使用にペナルティのかかる単語で、使用すると1回につき5秒持ち時間が削られる。
アイテムとは先攻後攻の選択やNGワードのキャンセル・交換など、プレイヤーを有利にするもの。NGワードと同様に早押しボードクイズで争奪されるが、効果は自チームに対して発揮される。
用意されたNGワード・アイテムがすべてなくなるか、10問が終了した時点で論述クイズへ移行する。
別途内容を考えるために3分間のシンキングタイムが用意されており、それぞれ2分間で論述を行う。
先攻チームが論述をしている間は、後攻チームはそれが聞こえない環境にいる。
論述が終わったあとに質疑応答があり、両チーム30秒ずつで審査員の質問に答える。なお、当日用意されたアイテムの「インサイダー情報」は、この質問の実施を記したものだった。
専門家の審査員5名が旗を上げ、多く上がったチームの優勝となる。

#### 結果
| 第9回全国大会結果  | 第9回全国大会結果          | 第9回全国大会結果    |
| 順位               | 学校名                     | 所属グループ（立場） |
| ------------------ | -------------------------- | -------------------- |
| 決勝進出チーム     |                            |                      |
| 総合優勝           | 宮崎西高等学校             | B                    |
| 総合準優勝         | 札幌南高等学校             | J                    |
| 準決勝敗退チーム   |                            |                      |
| 予選2位            | 栄東高等学校               | B                    |
| 予選6位            | 高松高等学校               | H                    |
| 予選7位            | 諏訪清陵高等学校           | H                    |
| 予選10位           | 宇部高等学校               | B                    |
| 予選17位           | 甲府南高等学校             | B                    |
| 予選23位           | 滝高等学校                 | F                    |
| 準々決勝敗退チーム |                            |                      |
| 予選3位            | 鶴丸高等学校               | H                    |
| 予選4位            | 水戸第一高等学校           | C                    |
| 予選5位            | 鳥取西高等学校             | B                    |
| 予選8位            | 藤島高等学校               | H                    |
| 予選9位            | 渋谷教育学園幕張高等学校   | A                    |
| 予選11位           | 仙台二華高等学校           | D                    |
| 予選12位           | 金沢大学附属高等学校       | J                    |
| 予選13位           | 横須賀高等学校             | A                    |
| 予選14位           | 開明高等学校               | D                    |
| 予選15位           | 高崎女子高等学校           | C                    |
| 予選16位           | 宇都宮高等学校             | A                    |
| 予選18位           | 渋谷教育学園渋谷高等学校   | I                    |
| 予選19位           | 新潟明訓高等学校           | G                    |
| 予選20位           | 精道三川台高等学校         | C                    |
| 予選25位           | 修道高等学校               | E                    |
| 予選34位           | 洛北高等学校               | G                    |
| 予選敗退チーム     |                            |                      |
| 予選22位           | 智辯学園奈良カレッジ高等部 | J                    |
| 予選24位           | 昭和薬科大学附属高等学校   | G                    |
| 予選26位           | 青森高等学校               | D                    |
| 予選27位           | 高知小津高等学校           | A                    |
| 予選28位           | 松山西中等教育学校         | I                    |
| 予選29位           | 高岡高等学校               | F                    |
| 予選30位           | 徳島市立高等学校           | I                    |
| 予選31位           | 筑紫丘高等学校             | F                    |
| 予選32位           | 岐阜高等学校               | J                    |
| 予選33位           | 秋田西高等学校             | D                    |
| 予選35位           | 静岡雙葉高等学校           | G                    |
| 予選36位           | 福島工業高等専門学校       | F                    |
| 予選37位           | 川越高等学校               | E                    |
| 予選38位           | 山形東高等学校             | E                    |
| 予選39位           | 松江商業高等学校           | I                    |
| 予選40位           | 精思高等学校               | E                    |

※注

決勝進出チーム以外は敗者復活ラウンドおよび「Time is Money」で発表された予選ラウンドの順位順。

## 第10回大会

### 地方大会概要

#### 一般地方大会概要
予選第1ラウンド：ペーパークイズ
マークシート式、4択のペーパークイズ。制限時間30分で50問の問題にチームで解答し正解+2点、不正解-1点、無解答±0点の100点満点。さらに同点の場合に使用される近似値問題（得点には加算されない）が1問ある。
予選第2ラウンド：早押しクイズ
全チームを3もしくは4チームずつに分けて早押しクイズを行う。3チームのグループは6問、4チームのグループは8問の限定出題（一部大会では例外あり）。解答グループは当日のくじ引きで決定される。3問先取で不正解は1回休み。2チームが勝ち抜ければ終了。1度正解につき5点をペーパークイズの点数に加算。トップで勝ち抜けたチームはさらに5点を加算(つまり最高20点獲得可能である)。
予選第1ラウンド・第2ラウンドの合計点の上位6チームが決勝進出。
地方大会決勝：人生設計クイズ
予選1ラウンドと2ラウンドの合計得点上位6チームが参加する。全10問のクイズに正解しながら25マス先のゴールを目指すすごろく風のボードクイズ。
問題文が途中まで読まれて、各チームは2マス移動・3マス移動・5マス移動のいずれかを選ぶ。その後、問題文が最後まで読まれ、解答をボードに記入。正解ならば選択したマスの分だけ進み、不正解ならば選択したマスの分だけ戻る。マスによっては「○マス進む」や「1回休み」などが書かれており、正解不正解にかかわらずそのマスに止まったら指示通りに動かなければならない。25マス目にピッタリとゴールすることができれば優勝。仮に全10問が終了しても誰もゴールに到達できていなければその時点で最もゴールに近いチームの優勝。それも並ぶ場合は予選順位の高いチームが優勝となる。
各チームは手元にすごろくのマス目全体が印刷された用紙を持っており、マスの罠と問題の難易度を見比べながら適切なマス移動を選択することが要求される。

#### インターネット大会概要
参加登録者用のウェブページで問題を解き、今回はFinTechに関する問題が出題された。他の地方大会と異なり、制限時間内にあらゆる手段で調べて解答することができる。全チームの中で成績トップのチームが全国大会進出。
なお、今回大会のインターネット大会優勝は、広島県東広島市にある近畿大学附属広島高等学校東広島校であったため、広島県から2校が出場することとなった。

#### 北海道大会および北海道各地予選
前回大会に引き続き、北海道大会は、所属教育機関の所在する振興局ごとに分かれた「地区予選」で優秀な成績を収めた5校計12チームが、札幌で開催される「北海道大会」へ進出する二段階方式での実施となった。 地区予選はそれぞれの信用金庫・信用組合が主催し、北海道大会出場にかかる宿泊費・交通費を負担した。
地区予選の大会の内容は、地方大会とすべて同様である。 北海道大会の決勝のみ、地区大会と内容が重なるため、前回大会の決勝のルールで行った。

##### 地区予選優勝校
| 第10回北海道地区予選優勝校           | 第10回北海道地区予選優勝校 | 第10回北海道地区予選優勝校                                 |
| 地区予選名                           | 優勝校                     | 大会主催金融機関                                           |
| ------------------------------------ | -------------------------- | ---------------------------------------------------------- |
| 石狩・空知・後志・日高・胆振地区予選 | 札幌南高等学校             | 札幌信用金庫・日高信用金庫・札幌中央信用組合・北央信用組合 |
| 上川・留萌・宗谷・オホーツク地区予選 | 旭川東高等学校             | 旭川信用金庫・留萌信用金庫・北星信用金庫                   |
| 釧路・根室地区予選                   | 釧路江南高等学校           | 釧路信用金庫・大地みらい信用金庫                           |
| 渡島・檜山地区予選                   | 七飯高等学校               | 函館信用金庫・渡島信用金庫・江差信用金庫・函館商工信用組合 |
| 十勝地区予選                         | 帯広南商業高等学校         | 帯広信用金庫・十勝信用組合                                 |

#### 第10回記念特別枠
エコノミクス甲子園の開催10周年を記念して、全国の地方大会で優勝した43チームに加えて特別に1チームを全国大会出場とした。各地方大会出場チームのなかから地方大会主催金融機関がそれぞれ1チームを推薦し、ニコニコ生放送「金融知力チャンネル」内にて抽選会を行った。
厳正なる抽選の結果、大阪大会準優勝の大阪星光学院「やおやさん」チームが第10回記念特別枠として選出された。
なお、各地方大会主催金融機関が推薦したチームは必ずしも準優勝チームとは限らなかった。

#### エクストララウンド
10回大会のゴールドスポンサーでもあるピットクルー株式会社が主催したリベンジ大会である。地方大会に参加した全てのチームが対象となり、2016年1月上旬から全国大会の直前まで過去のエコノミクス甲子園の問題やインターネット利用に関する問題が同社の運営するグループメッセージサービス「RoocyHome」上で出題された。正解数の多い解答者の中から最優秀賞・優秀賞が選ばれ、iPadや賞状・トロフィーのプレゼントが後日郵送された。また、当選者には賞品を活用した安心・安全なインターネット利用に関するレポートを作成・提出する義務があった。

### 全国大会概要
第10回の全国大会の概要は以下の通りである。

#### 全国大会出場校
| 第10回全国大会出場校 | 第10回全国大会出場校              | 第10回全国大会出場校                      |
| 地方大会名           | 代表校                            | 大会主催銀行                              |
| -------------------- | --------------------------------- | ----------------------------------------- |
| 北海道大会           | 札幌南高等学校                    | 北海道銀行                                |
| 青森大会             | 青森高等学校                      | みちのく銀行                              |
| 宮城大会             | 仙台二華高等学校                  | 七十七銀行                                |
| 秋田大会             | 秋田高等学校                      | 秋田銀行                                  |
| 山形大会             | 山形東高等学校                    | 山形銀行                                  |
| 福島大会             | 白河高等学校                      | 東邦銀行                                  |
| 茨城大会             | 土浦第一高等学校                  | 筑波銀行                                  |
| 栃木大会             | 宇都宮高等学校                    | 足利銀行                                  |
| 群馬大会             | 前橋高等学校                      | 群馬銀行                                  |
| 埼玉大会             | 栄東高等学校                      | 埼玉りそな銀行                            |
| 千葉大会             | 県立柏高等学校                    | 千葉興業銀行 千葉銀行                     |
| 東京大会             | 早稲田高等学校                    | りそな銀行                                |
| 神奈川大会           | 慶應義塾高等学校                  | 横浜銀行                                  |
| 新潟大会             | 新潟高等学校                      | 第四銀行                                  |
| 富山大会             | 高岡高等学校                      | 北陸銀行                                  |
| 石川大会             | 金沢大学附属高等学校              | 北國銀行                                  |
| 福井大会             | 高志高等学校                      | 北陸銀行                                  |
| 山梨大会             | 甲府南高等学校                    | 山梨中央銀行                              |
| 長野大会             | 松本深志高等学校                  | 八十二銀行                                |
| 岐阜大会             | 岐阜高等学校                      | 十六銀行                                  |
| 静岡大会             | 静岡高等学校                      | 静岡銀行                                  |
| 愛知大会             | 滝高等学校                        | 愛知銀行                                  |
| 三重大会             | 宇治山田商業高等学校              | 百五銀行                                  |
| 滋賀大会             | 水口東高等学校                    | 関西アーバン銀行                          |
| 大阪大会             | 金蘭千里高等学校                  | りそな銀行 近畿大阪銀行                   |
| 兵庫大会             | 灘高等学校                        | 池田泉州銀行                              |
| 奈良大会             | 東大寺学園高等学校                | 南都銀行                                  |
| 鳥取大会             | 湯梨浜高等学校                    | 山陰合同銀行                              |
| 島根大会             | 隠岐高等学校                      | 山陰合同銀行                              |
| 岡山大会             | 倉敷市立精思高等学校              | 中国銀行                                  |
| 広島大会             | 広島学院高等学校                  | もみじ銀行                                |
| 山口大会             | 下関西高等学校                    | 山口銀行                                  |
| 徳島大会             | 城東高等学校                      | 阿波銀行                                  |
| 香川大会             | 高松高等学校                      | 百十四銀行                                |
| 愛媛大会             | 愛光高等学校                      | 伊予銀行                                  |
| 高知大会             | 土佐高等学校                      | 四国銀行                                  |
| 福岡大会             | 大牟田高等学校                    | 西日本シティ銀行                          |
| 佐賀大会             | 致遠館高等学校                    | 佐賀銀行                                  |
| 長崎大会             | 精道三川台高等学校                | 十八銀行                                  |
| 宮崎大会             | 宮崎第一高等学校                  | 宮崎太陽銀行 宮崎銀行                     |
| 鹿児島大会           | 霧島市立国分中央高等学校          | 鹿児島銀行                                |
| 沖縄大会             | 昭和薬科大学附属高等学校          | 沖縄銀行                                  |
| インターネット大会   | 近畿大学附属広島高等学校 東広島校 | 住信SBIネット銀行                         |
| 第10回記念特別枠     | 大阪星光学院高等学校              | りそな銀行・近畿大阪銀行 金融知力普及協会 |

※インターネット大会のみに出場が可能だった府県は、岩手・京都・和歌山・熊本・大分であった。

#### 大会概要
1日目
筆記クイズ（個人戦）
他年度に行われたものと基本的には同じだが、制限時間は30分で、4択の他に記述問題、論述問題などがあった。
プレゼンクイズ：JALラウンド　M&Aプレゼンテーションクイズ
- 日本航空株式会社の社員による講演後、「JALの企業価値と顧客満足を高めるために、現実に存在している企業を1社選び、5年～10年先に革新的な新サービスをJALとして提供できるようなM&A案件を考えること」というミッションが高校生に与えられた。
- 全44チームを4チームごと11グループに分け、グループごとに会社四季報・PCを用いてプレゼン資料を作成した。
- 金融機関関係者や運営スタッフによる予選プレゼンを勝ち抜いた上位3グループは日本航空株式会社取締役専務執行役員・大川順子をはじめとする5名の特別審査員による決勝プレゼンに臨んだ。

前夜祭
新宿ワシントンホテルにて参加高校生と来賓・金融機関関係者などが参加した。スポンサーや地方大会主催金融機関から提供を受けた物産品などをかけてビンゴゲームなどが行われた。
2日目
第1ラウンド：取引開始!オープニングベルクイズ
毎年恒例の早押しクイズである。高校名の五十音順で4チームずつ参加する。問題は1組につき2問出題。正解すると10ポイントが加算される。
不正解の場合は他のチームに解答権が移り、最大で1問につき4チームが解答できる。
第2ラウンド：脱却せよ!デフレスパイラルクイズ
全チーム参加の3択クイズ。前日のプレゼングループごとに1列に並び、先頭の高校生が札をあげて解答する。正解すればその高校生は客席に戻り、不正解の場合は最後尾に移動する。1名正解するとグループ内の全チームに5ポイント加算される。
最も早く全員が正解し、勝ち抜けたグループには30ポイント、2番目に勝ち抜けたグループには20ポイント、3番目に勝ち抜けたグループには10ポイントが、ボーナスポイントとしてグループの各チームに加算される。4番目以降に勝ち抜けたグループにボーナスポイントはない。
仮に同着で勝ち抜けた場合、それらのグループには規定通りのボーナスポイントが加算され、それ以後の勝ち抜けグループに影響は与えない。全15問全てが出題されるか、全グループが勝ち抜けた時点で終了。
第3ラウンド：目指せ不良品ゼロ!シックスシグマクイズ
前日の筆記・プレゼン、そして1ラウンドと2ラウンドで獲得したポイント上位18チームによるボードクイズ。予選通過チームは客席からステージに登壇する際に引いたくじの座席に座る。座席は赤・緑・黄の3グループに分かれており、更にその中で6つの解答席が用意されている。
問題の解答は6文字のものに限られる。高校生はチームごとに1文字を担当し、6文字全てが合っていれば正解、1文字でも間違っていると不正解となる。全6問終了時に最も正解数の多いグループがそのまま次のラウンドに進出する。シンキングタイムは20秒で、前半3問と後半3問で解答する人は交代する。
小さいひらがな・カタカナ（「ゃ」「ッ」など）、伸ばし棒は（「―」）は1文字としてカウントし、濁点・半濁点は文字数にカウントしない。
正解数が同じ場合は、グループごとの文字正解率の高い方が勝利し、それでも並ぶ場合はサドンデス問題に移行する。
第1問はシティグループ・ジャパン・ホールディングス合同会社 コーポレート・アフェアーズ部 コーポレート・シチズンシップ 田中秩史より出題された。
6問のクイズを終え、2問正解した黄グループ・広島学院、新潟、慶應義塾、仙台二華、東大寺、宇都宮の6チームが第4ラウンドに進出した。
敗者復活ラウンド：起死回生!リストラクチャリングクイズ
3ラウンドで勝ち抜けた6チームを除く、38チーム参加の一問一答形式による敗者復活戦。9回大会の敗者復活ラウンドと同じく三角帽子を2つかぶった38チームが一列に並び、予選下位のチームから順番に解答していく。
正解したチームは列の最後尾に並びなおし、次のチームがその次の問題に挑む。不正解の場合は三角帽子を１つ失い、列の最後尾に並びなおすが、次のチームは同じ問題に挑む。解答が一巡するまで正解が出なかった問題は流れる。
三角帽子がゼロになった時点で敗退となる。全25問が終了した時点で2つ三角帽子を保有している2チームが勝ち抜け。3チーム以上が三角帽子を2つ持っている場合は予選順位の高いチームが勝ち抜ける。
全25問終了し、三角帽子が2つ持っていた県立柏、岐阜、札幌南の3チームのうち、予選上位の岐阜と札幌南が第4ラウンドに進出した
第4ラウンド：蹴落とせ御社、生き残れ弊社!信用格付けクイズ
3ラウンドで勝ち抜けた6チームに加え敗者復活ラウンドで勝ち抜けた2チームを加えた合計8チームで争う全10問のボードクイズ。
AAAからDまでの9段階の格付けが存在し、ボードクイズに正解したチームは不正解または無回答だった他のチームの格付けを1段階下げることができる。単独正解の場合は自分の格付けを1段階上げるか他の全てのチームの格付けを1段階下げることが出来る。そのため、指名が集中した場合は、一気に格付けが下がることもある。スタート時は全員格付けが最高のAAAとなっている。
全10問終了時に格付けが高い4チームが勝ち抜け決定となる。もし途中で格付けがDまで下がってしまうとその時点で敗退が決定する。同じ格付けで並んだ場合は、ラウンド開始時の順位が高いチームの勝利。
第1問目はプラチナスポンサーであるマニュライフ生命保険株式会社取締役代表執行役社長兼CEO ギャビン・ロビンソンより出題された。
この結果、広島学院、新潟、東大寺、慶應義塾の勝ち抜けが決定した。
決勝ラウンド：地球を飛び出せ!宇宙産業クイズ
ロケットを打ち上げて利益を獲得していくボードクイズ。
問題数は11問から最大20問。1チームが4つのジャンルと5段階の難易度によって区分された20問から1つ選択し、全チームが答える。ジャンルは「金融商品」「経済史・経済学」「生活経済」「ノンジャンル」の4つ。予算は難易度に応じて4億円、6億円、8億円、10億円、12億円の5つがある。
各チームは「デポジット」と「利益」の2種類の得点を持っており、スタート時は全チーム両方とも0億円となっている。
問題に正解すると以下の3つのアクションを選ぶことができる。
①ロケット打ち上げ
その時点でのデポジット全額が利益となり、デポジットは0億円に戻る。
②プロジェクト参加
プロジェクト参加を選択したチーム同士でその問題の予算を等分してデポジットに加える。
③ライバル企業妨害
選択したチームを妨害する。この妨害は人数によって効果が変動する。
ア）1チームからの妨害
自分の選択したアクションが無効になる。
イ）2チームからの妨害
アクション無効に加えてデポジットが半減する。
ウ）3チームからの妨害
アクション無効に加えてデポジットが0億円に戻る。
問題に1チーム以上が正解したものの、プロジェクト参加チームがいない場合、その問題の予算は全額がキャリーオーバーされ、累積されていく。ただし、全チームが不正解となった場合、キャリーオーバーは0に戻る。
妨害の対象となっているチームの妨害は全て一斉にキャンセルされる。
問題の選択は、その時点の利益最少額チームが行うが、複数チームが並ぶ場合はデポジット最少額チームが選択する。それでも並ぶ場合は司会が選択する。
不正解時は何もすることができない。
11問目以降にロケットが打ち上げられる、もしくは全20問が終了したらラウンドは終了する。
ラウンド終了時に最も多くの利益を持っていたチームが優勝。
利益で複数チームが並ぶ場合は最後に打ち上げを選択したチームが優勝となり、それでも並ぶ場合はサドンデスに移行する。
第1問はポール・トゥ・ウィン・ピットクルーホールディングス株式会社 小西直人より出題された。
第11問目、会場全体の予想を大きく裏切り、広島学院が準優勝を確実に獲得するためにロケット打ち上げを選択、新潟が優勝した。

#### 結果
| 第10回全国大会結果                    | 第10回全国大会結果                | 第10回全国大会結果 |
| 順位                                  | 学校名                            |                    |
| ------------------------------------- | --------------------------------- | ------------------ |
| 決勝進出チーム                        |                                   |                    |
| 優勝                                  | 新潟高等学校                      |                    |
| 準優勝                                | 広島学院高等学校                  |                    |
| 3位                                   | 慶應義塾高等学校                  |                    |
| 4位                                   | 東大寺学園高等学校                |                    |
| 準決勝敗退チーム                      |                                   |                    |
| 5位                                   | 札幌南高等学校                    |                    |
| 6位                                   | 宇都宮高等学校                    |                    |
| 7位                                   | 岐阜高等学校                      |                    |
| 8位                                   | 仙台二華高等学校                  |                    |
| 3ラウンド・敗者復活ラウンド敗退チーム |                                   |                    |
|                                       | 県立柏高等学校                    |                    |
|                                       | 灘高等学校                        |                    |
|                                       | 滝高等学校                        |                    |
|                                       | 金沢大学附属高等学校              |                    |
|                                       | 前橋高等学校                      |                    |
|                                       | 下関西高等学校                    |                    |
|                                       | 倉敷市立精思高等学校              |                    |
|                                       | 土佐高等学校                      |                    |
|                                       | 早稲田高等学校                    |                    |
|                                       | 愛光高等学校                      |                    |
|                                       | 金蘭千里高等学校                  |                    |
|                                       | 近畿大学附属広島高等学校 東広島校 |                    |
|                                       | 静岡高等学校                      |                    |
|                                       | 甲府南高等学校                    |                    |
|                                       | 大牟田高等学校                    |                    |
|                                       | 昭和薬科大学附属高等学校          |                    |
|                                       | 城東高等学校                      |                    |
|                                       | 青森高等学校                      |                    |
|                                       | 松本深志高等学校                  |                    |
|                                       | 宇治山田商業高等学校              |                    |
|                                       | 土浦第一高等学校                  |                    |
|                                       | 致遠館高等学校                    |                    |
|                                       | 秋田高等学校                      |                    |
|                                       | 山形東高等学校                    |                    |
|                                       | 白河高等学校                      |                    |
|                                       | 星光学院高等学校                  |                    |
|                                       | 高松高等学校                      |                    |
|                                       | 高志高等学校                      |                    |
|                                       | 精道三川台高等学校                |                    |
|                                       | 宮崎第一高等学校                  |                    |
|                                       | 湯梨浜高等学校                    |                    |
|                                       | 高岡高等学校                      |                    |
|                                       | 水口東高等学校                    |                    |
|                                       | 栄東高等学校                      |                    |
|                                       | 霧島市立国分中央高等学校          |                    |
|                                       | 隠岐高等学校                      |                    |

## 第11回大会

### 地方大会概要
和歌山県を除く46都道府県で地方大会が開催され、各大会の優勝チームが都道府県代表として全国大会出場の権利を獲得した。

#### 一般地方大会概要
予選第1ラウンド：ペーパークイズ
マークシート式、4択のペーパークイズ。制限時間30分で50問の問題にチームで解答し正解+2点、不正解-1点、無解答±0点の100点満点。さらに同点の場合に使用される近似値問題（得点には加算されない）が1問ある。通常はチームで1枚の解答用紙に解答するが、地方大会によっては個人戦の場合もある。
予選第2ラウンド：早押しクイズ
全チームを3もしくは4チームずつに分けて早押しクイズを行う。3チームのグループは6問、4チームのグループは8問の限定出題（一部大会では例外あり）。解答グループは当日のくじ引きで決定される。3問先取で不正解は1回休み。2チームが勝ち抜ければ終了。1度正解につき5点をペーパークイズの点数に加算。トップで勝ち抜けたチームはさらに5点を加算(つまり最高20点獲得可能である)。
予選第1ラウンド・第2ラウンドの合計点の上位6チームが決勝進出。
地方大会決勝：株価変動クイズ
予選1ラウンドと2ラウンドの合計得点上位6チームが参加する。全10問のクイズに正解しながら株式を購入していくボードクイズ。
クイズに正解すると10万円を獲得し、正解チームは株式をいくつ購入するか宣言する。株価は正解チーム数によって以下のように変動する。
| 正解チーム数 | 1     | 2     | 3     | 4     | 5     | 6     |
| ------------ | ----- | ----- | ----- | ----- | ----- | ----- |
| 株価         | 2万円 | 3万円 | 4万円 | 5万円 | 6万円 | 7万円 |
不正解チームは資金を獲得することができず、株式を購入することもできない。
全10問終了時における獲得株数が最も高いチームが優勝。株数が並んだときは資金額によって順位を決定する。それでも並ぶ時は予選順位によって決定する。

#### インターネット大会概要
地方大会が開催されない県（今大会は和歌山県のみ）のチームが対象であったほか、各地方大会に時間的な都合で参加できない全国の高校生も対象となった。
この大会では、参加登録者用のウェブページで問題を解くこととなった。優勝チームが全国大会に進出した。

#### 北海道大会および北海道各地予選
北海道大会は、所属教育機関の所在する振興局ごとに分かれた「地区予選」で優秀な成績を収めたチームが、札幌市で開催される「北海道大会」へ進出する二段階方式での実施だった。
地区予選はそれぞれの信用金庫・信用組合が主催した。

##### 地区予選優勝校
| 第11回北海道地区予選優勝校           | 第11回北海道地区予選優勝校 | 第11回北海道地区予選優勝校                                 |
| 地区予選名                           | 優勝校                     | 大会主催金融機関                                           |
| ------------------------------------ | -------------------------- | ---------------------------------------------------------- |
| 石狩・空知・後志・胆振・日高地区予選 | 札幌南高等学校             | 札幌信用金庫・空知信用金庫・札幌中央信用組合・北央信用組合 |
| 上川・留萌・宗谷地区予選             | 旭川東高等学校             | 旭川信用金庫・留萌信用金庫・北星信用金庫                   |
| オホーツク地区予選                   | 紋別高等学校               | 北見信用金庫・網走信用金庫・遠軽信用金庫                   |
| 渡島・檜山地区予選                   | 函館商業高等学校           | 函館信用金庫・渡島信用金庫・江差信用金庫・函館商工信用組合 |
| 十勝地区予選                         | 市立帯広南商業高等学校     | 帯広信用金庫・十勝信用組合                                 |
| 釧路・根室地区予選                   | 釧路北陽高等学校           | 釧路信用金庫・大地みらい信用金庫                           |

#### 中国代表
今大会では、中国在住で、日本語能力などの条件を満たした高校生を対象に参加を募り、書類選考の結果、中国代表を1チーム選出した。

### 全国大会概要
第11回の全国大会の概要は以下の通りである。

#### 全国大会出場校
| 第11回全国大会出場校 | 第11回全国大会出場校         | 第11回全国大会出場校                |
| 地方大会名           | 代表校                       | 大会主催機関                        |
| -------------------- | ---------------------------- | ----------------------------------- |
| 北海道大会           | 札幌南高等学校               | 北海道銀行                          |
| 青森大会             | 弘前高等学校                 | みちのく銀行                        |
| 岩手大会             | 盛岡中央高等学校             | 金融知力普及協会 （北日本銀行協力） |
| 宮城大会             | 仙台第一高等学校             | 七十七銀行                          |
| 秋田大会             | 秋田高等学校                 | 秋田銀行                            |
| 山形大会             | 鶴岡南高等学校               | 山形銀行                            |
| 福島大会             | 県立福島高等学校             | 東邦銀行                            |
| 茨城大会             | 並木中等教育学校             | 筑波銀行                            |
| 栃木大会             | 宇都宮高等学校               | 足利銀行                            |
| 群馬大会             | ぐんま国際アカデミー高等部   | 群馬銀行                            |
| 埼玉大会             | 県立浦和高等学校             | 埼玉りそな銀行                      |
| 千葉大会             | 東葛飾高等学校               | 千葉銀行 千葉興業銀行               |
| 東京大会             | お茶の水女子大学附属高等学校 | りそな銀行                          |
| 神奈川大会           | 聖光学院高等学校             | 横浜銀行                            |
| 新潟大会             | 新潟高等学校                 | 第四銀行                            |
| 富山大会             | 富山高等学校                 | 北陸銀行                            |
| 石川大会             | 金沢大学附属高等学校         | 北國銀行                            |
| 福井大会             | 羽水高等学校                 | 北陸銀行                            |
| 山梨大会             | 甲陵高等学校                 | 山梨中央銀行                        |
| 長野大会             | 松本深志高等学校             | 八十二銀行                          |
| 岐阜大会             | 岐阜高等学校                 | 十六銀行                            |
| 静岡大会             | 知徳高等学校                 | 静岡銀行                            |
| 愛知大会             | 滝高等学校                   | 愛知銀行                            |
| 三重大会             | 四日市商業高等学校           | 百五銀行                            |
| 滋賀大会             | 膳所高等学校                 | 関西アーバン銀行                    |
| 京都大会             | 洛北高等学校                 | 京都銀行                            |
| 大阪大会             | 大阪星光学院高等学校         | 近畿大阪銀行 りそな銀行             |
| 兵庫大会             | 灘高等学校                   | 池田泉州銀行                        |
| 奈良大会             | 東大寺学園高等学校           | 南都銀行                            |
| 鳥取大会             | 青翔開智高等学校             | 山陰合同銀行                        |
| 島根大会             | 情報科学高等学校             | 山陰合同銀行                        |
| 岡山大会             | 倉敷天城高等学校             | 中国銀行                            |
| 広島大会             | 広島大学附属福山高等学校     | もみじ銀行                          |
| 山口大会             | 下関西高等学校               | 山口銀行                            |
| 徳島大会             | 徳島市立高等学校             | 阿波銀行                            |
| 香川大会             | 観音寺第一高等学校           | 百十四銀行                          |
| 愛媛大会             | 愛光高等学校                 | 伊予銀行                            |
| 高知大会             | 高知学芸高等学校             | 四国銀行                            |
| 福岡大会             | 修猷館高等学校               | 北九州銀行                          |
| 佐賀大会             | 致遠館高等学校               | 佐賀銀行                            |
| 長崎大会             | 長崎西高等学校               | 十八銀行                            |
| 熊本大会             | 八代高等学校                 | 金融知力普及協会                    |
| 大分大会             | 安心院高等学校               | 金融知力普及協会                    |
| 宮崎大会             | 宮崎第一高等学校             | 宮崎銀行 宮崎太陽銀行               |
| 鹿児島大会           | 鶴丸高等学校                 | 鹿児島銀行                          |
| 沖縄大会             | 昭和薬科大学附属高等学校     | 沖縄銀行                            |
| インターネット大会   | 甲陽学院高等学校（兵庫県）   | 住信SBIネット銀行                   |
| 中国代表             | 上海市甘泉外国語中学         | ―                                   |

※インターネット大会のみに出場が可能だった県は、和歌山であった。

#### 大会概要
1日目
プレゼンクイズ：JALラウンド　『JALを利用したことのない人にJALを選ばせるビジネスマーケティングプラン』
- 全48チームを4チーム編成の12グループに分け、上記テーマに関するプレゼンを準備し、発表した。
- 事前に行われた日本航空株式会社 今北恭平の講演後、グループでディスカッションしたのち、プレゼンテーションを作成、プレゼンを実施した。
- 最初のプレゼンで評価が高かった3グループは来賓の審査のもと再度プレゼンを実施した。

前夜祭
参加高校生と来賓・金融機関関係者などが参加した。スポンサーや地方大会主催金融機関から提供を受けた物産品などをかけてビンゴゲームなどが行われた。
筆記クイズ(個人戦)
前夜祭の後に結晶プレゼン会場に戻り、筆記クイズが行われた。4択問題のほか、記述問題や、論述問題、図表を見て答える問題など様々な種類の問題が出題された。
2日目
第1ラウンド：取引開始!オープニングベルクイズ
毎年恒例の早押しクイズである。4チームずつ参加する。問題は1組につき1問出題。正解すると10ポイントが加算される。
不正解の場合は他のチームに解答権が移り、最大で1問につき4チームが解答できる。
第1ラウンド終了時に、プレゼン・筆記・第1ラウンドの得点合計上位12チームが準々決勝に進み、残りの36チームは第2ラウンドへ進む。
第2ラウンド：一蓮托生!社内分業クイズ
第1ラウンドで準々決勝進出を決めた12チームを除く36チームを2組に分けて行う○×クイズ。
問題文は前半後半に分かれており、事前にチーム内でそれぞれ前半担当と後半担当に分かれて、それぞれ文章の正誤を解答する。
チームのそれぞれが正解した場合のみ正解とする。
全6問が終了するか、途中で4チームになるまで出題される。全6問を終えても4チームが決まらない場合は予選順位が高いチームが勝ち抜け。
前半セット4チーム、後半セット4チームの合計8チームが準々決勝ラウンドへ進む。
第3ラウンド：社長、ご決断を!リスクテイククイズ!
第2ラウンドまでに準々決勝進出を決めていない28チームに対して行う最大10問のボードクイズ。
最初に問題文の冒頭を聞き、その段階で問題に解答するかどうかを選択する。その後全文を聞いたあとに解答する。3問正解で勝ち抜け、不正解は即失格となる。
解答の意思表示をしないことによるペナルティはないが、3問目終了時点で0問正解のチームと、6問目終了時点で1問正解のチームはその時点で失格。
最初に3問正解したチームが出た時点でラウンドは終了する。ただし、勝ち抜けチームは0～4チームの間である。同時に5チーム以上が3問正解した場合は、サドンデスとして近似値問題を1問おこなう。近似値で決着がつかない場合は予選順位で決定する。
この結果4チームが勝ち抜けて準々決勝に進出した。
準々決勝ラウンド：駆けあがれ!出世街道クイズ
1ラウンド～3ラウンドまでで勝ち抜けた24チームを2組に分けて行う4択クイズ。
1位席から12位席まで並んでおり、正解すると自分より上位に位置している不正解チームを飛び越えるかたちで席を交換していく。全6問終了時に1位席から4位席までのチームが準決勝に進出する。
準決勝ラウンド：分散投資!エコノミカクイズ
準々決勝を勝ち抜いた8チームによる、経済TCG「エコノミカ」を模した全8問のボードクイズ。
ラウンド開始前に自分のチームのアセット(資産)を「預金」「日本株」「ドル」「ゴールド」の4種類のなかから5枚選択する(重複可)。なお、最初のアセットの価値は全て2である。
問題とイベントカードはセットになっており、名前に関連した問題が出題される。イベントカードは8種類あり、上位チームから順番に選択する。ただし、第1問目に限り司会が選択する。
イベントカードにはそれぞれ価値変動の効果があり、問題に正解したチームにはプラスの効果が、不正解チームにはマイナスの効果が適用され、手持ちのアセットの価値が変動する。
一度価値が0または5になったアセットはそれ以降価値が変動しない。全てのアセットの価値が0になるとその時点で敗退。以降の問題に解答することはできない。ただし、イベントカードの選択は行う。
価値を5にしたアセットが3枚以上になると勝ち抜け。
勝ち抜けチームが4チームに達するか、全8問が終了した時点でラウンドは終了する。
ただし、同時に複数チームが勝ち抜けた場合や全8問終了時に勝ち抜けチームが4チームに満たない場合は価値5のアセットの枚数で順位を決定する。それでも同じ場合は5枚のアセットの価値段階の合計で順位を決定し、それでも並ぶ場合はラウンド開始時のチーム順位によって決定する。
決勝ラウンド：世界を引っ張れ!マーケットリーダークイズ
部品を購入してスマートフォンを製造していく、4チーム参加による全12問のボードクイズ。
部品は「CPU」「液晶」「バッテリー」の3種類が存在する。
ラウンド開始時、市場には以下の個数の部品が販売されている。
CPU：7個($400)
液晶：5個($500)
バッテリー：8個($700)
部品は1問ごとに市場に3個ずつ追加されていく。部品の価格は市場の在庫に応じて毎ターン変動する。1問の間に価格が変動することはない。
部品の在庫とそれに伴う価格の変動は以下の表のように決定される。
| CPU        | $500   | $400   | $300    | $200     | $100     |
| CPU        | 1～4個 | 5～8個 | 9～12個 | 13～16個 | 17～20個 |
| 液晶       | $1,000 | $500   | $250    | $120     | $60      |
| 液晶       | 1～4個 | 5～8個 | 9～12個 | 13～16個 | 17～20個 |
| バッテリー | $750   | $700   | $600    | $400     | $200     |
| バッテリー | 1～4個 | 5～8個 | 9～12個 | 13～16個 | 17～20個 |
部品が3種類揃うと自動的にスマートフォンが1つ完成する。
問題に正解すると$1,000の収入が得られ、加えて以下の4つのなかから1つ選んで行動できる。何もしないという選択も可能。
ア）部品購入
3種類の部品のうち1種類を選んで購入する。
ただし、保有している資金を上回る部品の購入や、市場に存在する部品数を超える購入はできない。このような意思表示をした場合は無効とする。
複数のチームが同じ部品を注文し、市場の在庫を超える注文になった場合は注文の多いチームから順番に在庫が無くなるまで分配される。
イ）市場封鎖
市場封鎖を行うには$500必要。
選択した部品をそのターン誰も購入できなくなる。これによって部品を購入できなかったチームのお金は減らない。
複数のチームが同じ市場を同時に封鎖した場合、それぞれ$500支払う。
ウ）強制交換
強制交換を行うには$600必要。
自分の持っている部品と相手の持っている部品とを同じ個数だけ強制的に交換する。
一つのチームの同じ部品に対して複数のチームから強制交換が行われ、部品が足りなくなった場合はそのチームの部品はマイナスになる。
エ）強制買取
強制買取を行うには$1,000必要。
どこか一つのチームから完成したスマートフォンを一つ奪える。
$1,000は奪われたチームに支払われるわけではない。
所持しているスマートフォンの数が強制買取によって要請された数を下回っている場合、すべての強制買取の要請は無効となり、所持金も減らない。
行動の優先順位は以下の通りである。
①【市場封鎖・強制交換・強制買取】
②【部品購入】
不正解チームは所持金が得られず、行動もできない。
全12問終了時に完成品を一番多く持っているチームが優勝。完成品の数で並ぶ場合は所持金の多いチームで順位決定、それでも並ぶ場合は準決勝の通過順位で決定する。

#### 結果
| 第11回全国大会準決勝・決勝結果      | 第11回全国大会準決勝・決勝結果 | 第11回全国大会準決勝・決勝結果 |
| 順位                                | 学校名                         |                                |
| ----------------------------------- | ------------------------------ | ------------------------------ |
| 決勝進出チーム                      |                                |                                |
| 優勝                                | 金沢大学附属高等学校           |                                |
| 準優勝                              | 札幌南高等学校                 |                                |
| 3位                                 | 灘高等学校                     |                                |
| 4位                                 | 新潟高等学校                   |                                |
| 準決勝進出チーム（ベスト8・順不同） |                                |                                |
| －                                  | 福島高等学校                   |                                |
| －                                  | お茶の水女子大学附属高等学校   |                                |
| －                                  | 聖光学院高等学校               |                                |
| －                                  | 羽水高等学校                   |                                |

## 第12回大会

### 地方大会概要
熊本県、大分県を除く45都道府県で地方大会が開催され、各大会の優勝チームが都道府県代表として全国大会出場の権利を獲得した。

#### 一般地方大会概要
予選第1ラウンド：ペーパークイズ
マークシート式、4択のペーパークイズ。制限時間30分で50問の問題にチームで解答し正解+2点、不正解-1点、無解答±0点の100点満点。さらに同点の場合に使用される近似値問題（得点には加算されない）が1問ある。通常はチームで1枚の解答用紙に解答するが、地方大会によっては個人戦の場合もある。
予選第2ラウンド：早押しクイズ
全チームを3もしくは4チームずつに分けて早押しクイズを行う。3チームのグループは6問、4チームのグループは8問の限定出題（一部大会では例外あり）。解答グループは当日のくじ引きで決定される。3問先取で不正解は1回休み。2チームが勝ち抜ければ終了。1度正解につき5点をペーパークイズの点数に加算。トップで勝ち抜けたチームはさらに5点を加算(つまり最高20点獲得可能である)。
予選第1ラウンド・第2ラウンドの合計点の上位6チームが決勝進出。
地方大会決勝：資産運用クイズ
予選1ラウンドと2ラウンドの合計得点上位6チームが参加する。全10問のクイズに正解しながら資産を増やすボードクイズ。
問読みの前に問題に関する情報が読まれ、各チームは「貯金」か「運用」のどちらかを選択する。その後、問題文が読まれ、解答をボードに記入。「貯金」と「運用」の選択と解答の正誤によって以下のように獲得金・資産が変動する。
■「貯金」を選んだ場合
正解：+20万円獲得
不正解：変動なし(±0万円)
■運用を選んだ場合
| 正解チーム数 | 0    | 1    | 2    | 3    | 4    | 5    | 6    |
| ------------ | ---- | ---- | ---- | ---- | ---- | ---- | ---- |
| 正解         |      | ×1.5 | ×1.4 | ×1.3 | ×1.2 | ×1.1 | ×1.0 |
| 不正解       | ×0.6 | ×0.6 | ×0.7 | ×0.7 | ×0.8 | ×0.8 |      |
※「運用」の変動における「正解チーム」には「貯金」を選んで正解したチームも含まれる。
※計算の結果、資産が小数になる場合は、その都度その小数第一位を四捨五入して整数にする。
最初の所持金は100万円。
全10問終了時の資産の多さで優勝を決定する。資産が並んだ時は予選順位によって順位を決定する。

#### インターネット大会概要
地方大会が開催されない県（今大会は熊本県、大分県のみ）のチームが対象であったほか、各地方大会に時間的な都合で参加できない全国の高校生も対象となった。
この大会では、参加登録者用のウェブページで問題を解くこととなった。優勝チームが全国大会に進出した。

#### 北海道・岐阜大会および各地予選
北海道大会は、所属教育機関の所在する振興局ごとに分かれた「地区予選」で優秀な成績を収めたチームが、札幌市で開催される「北海道大会」へ進出する二段階方式での実施だった。地区予選はそれぞれの信用金庫・信用組合が主催した。
また今回から、岐阜大会も岐阜市（美濃地区）と高山市（飛騨地区）で「地区予選」を行い、「岐阜大会」へ進出する二段階方式になった。

##### 地区予選優勝校
| 第12回北海道地区予選優勝校           | 第12回北海道地区予選優勝校 | 第12回北海道地区予選優勝校                   |
| 地区予選名                           | 優勝校                     | 大会主催金融機関                             |
| ------------------------------------ | -------------------------- | -------------------------------------------- |
| 石狩・空知・後志・胆振・日高地区予選 | 札幌南高等学校             | 札幌中央信用組合・北央信用組合               |
| 上川・留萌・宗谷地区予選             | 旭川東高等学校             | 旭川信用金庫・留萌信用金庫・北星信用金庫     |
| オホーツク地区予選                   | 紋別高等学校               | 北見信用金庫・網走信用金庫・遠軽信用金庫     |
| 渡島・檜山地区予選                   | 函館商業高等学校           | 渡島信用金庫・江差信用金庫・函館商工信用組合 |
| 十勝地区予選                         | 市立帯広南商業高等学校     | 帯広信用金庫・十勝信用組合                   |
| 釧路・根室地区予選                   | 釧路北陽高等学校           | 釧路信用金庫・大地みらい信用金庫             |

| 第12回岐阜地区予選優勝校 | 第12回岐阜地区予選優勝校 | 第12回岐阜地区予選優勝校 |
| 地区予選名               | 優勝校                   | 大会主催金融機関         |
| ------------------------ | ------------------------ | ------------------------ |
| 岐阜地区予選             | 岐阜高等学校             | 十六銀行                 |
| 飛騨地区予選             | 高山西高等学校           | 十六銀行                 |

#### 台北代表
今大会では、台北在住で、日本語能力などの条件を満たした高校生を対象に参加を募り、書類選考の結果、台北代表を1チーム選出した。

### 全国大会概要
第12回の全国大会の概要は以下の通りである。

### 全国大会出場校
| 第12回全国大会出場校 | 第12回全国大会出場校         | 第12回全国大会出場校    |
| 地方大会名           | 代表校                       | 大会主催銀行            |
| -------------------- | ---------------------------- | ----------------------- |
| 北海道大会           | 札幌南高等学校               | 北海道銀行              |
| 青森大会             | 青森高等学校                 | みちのく銀行            |
| 岩手大会             | 盛岡第三高等学校             | 北日本銀行              |
| 宮城大会             | 古川黎明高等学校             | 七十七銀行              |
| 秋田大会             | 由利高等学校                 | 秋田銀行                |
| 山形大会             | 山形南高等学校               | 山形銀行                |
| 福島大会             | 福島高等学校                 | 東邦銀行                |
| 茨城大会             | 土浦第一高等学校             | 筑波銀行                |
| 栃木大会             | 宇都宮高等学校               | 足利銀行                |
| 群馬大会             | 四ツ葉学園中等教育学校       | 群馬銀行                |
| 埼玉大会             | 栄東高等学校                 | 埼玉りそな銀行          |
| 千葉大会             | 渋谷教育学園幕張高等学校     | 千葉興業銀行 千葉銀行   |
| 東京大会             | 早稲田高等学校               | りそな銀行              |
| 神奈川大会           | 栄光学園高等学校             | 横浜銀行                |
| 新潟大会             | 新潟明訓高等学校             | 第四銀行                |
| 富山大会             | 富山高等学校                 | 北陸銀行                |
| 石川大会             | 金沢大学附属高等学校         | 北國銀行                |
| 福井大会             | 藤島高等学校                 | 北陸銀行                |
| 山梨大会             | 甲府南高等学校               | 山梨中央銀行            |
| 長野大会             | 松本深志高等学校             | 八十二銀行              |
| 岐阜大会             | 岐阜高等学校                 | 十六銀行                |
| 静岡大会             | 知徳高等学校                 | 静岡銀行                |
| 愛知大会             | 東海高等学校                 | 愛知銀行                |
| 三重大会             | 伊勢高等学校                 | 百五銀行                |
| 滋賀大会             | 守山高等学校                 | 関西アーバン銀行        |
| 京都大会             | 洛南高等学校                 | 京都銀行                |
| 大阪大会             | 大阪星光学院高等学校         | りそな銀行 近畿大阪銀行 |
| 兵庫大会             | 神戸女学院高等学部           | 池田泉州銀行            |
| 奈良大会             | 東大寺学園高等学校           | 南都銀行                |
| 和歌山大会           | 智弁和歌山高等学校           | 紀陽銀行                |
| 鳥取大会             | 湯梨浜学園高等学校           | 山陰合同銀行            |
| 島根大会             | 松江商業高等学校             | 山陰合同銀行            |
| 岡山大会             | 精思高等学校                 | 中国銀行                |
| 広島大会             | 安田女子高等学校             | もみじ銀行              |
| 山口大会             | 大島商船高等専門学校         | 山口銀行                |
| 徳島大会             | 徳島市立高等学校             | 阿波銀行                |
| 香川大会             | 高松高等学校                 | 百十四銀行              |
| 愛媛大会             | 今治西高等学校               | 伊予銀行                |
| 高知大会             | 高知学芸高校                 | 四国銀行                |
| 福岡大会             | 福岡工業大学附属城東高等学校 | 北九州銀行              |
| 佐賀大会             | 弘学館高等学校               | 佐賀銀行                |
| 長崎大会             | 長崎西高等学校               | 十八銀行                |
| 宮崎大会             | 宮崎大宮高等学校             | 宮崎太陽銀行 宮崎銀行   |
| 鹿児島大会           | ラ・サール高等学校           | 鹿児島銀行              |
| 沖縄大会             | 球陽高等学校                 | 沖縄銀行                |
| インターネット大会   | 横田高等学校                 | 住信SBIネット銀行       |
| 台北代表             | 国立台湾師範大学附属高級中学 | 東京スター銀行          |

※インターネット大会のみに出場が可能だった県は、熊本・大分であった。

#### 大会概要
1日目
プレゼンテーションラウンド
- 高級旅館・ホテル予約サイト『一休.com』の創業者である森正文をゲストに招いて講演が行われた。その後47チームが12グループに分かれて「地域から日本を元気にするビジネスを考案せよ！ 2020×ローカル」というテーマに基づいて予め決められた都道府県を舞台に2020年東京オリンピック後の日本を見据えて、「地域から日本を元気にするビジネスプラン」を考えた。
- この都道府県とグループ分けは前日の受付時にくじ引きによって行われ、各グループは配付されたPCとヒント用紙を使って約5時間かけてプレゼンを作成した。
- 金融機関関係者による予選プレゼンを勝ち抜いた上位3グループはVIP審査員による決勝プレゼンに臨んだ。なお、予選・決勝ともに発表時間は5分、質疑応答は3分と規定されていた。

前夜祭
参加高校生と来賓・金融機関関係者などが参加した。スポンサーや地方大会主催金融機関から提供を受けた物産品などをかけてビンゴゲームなどが行われた。
筆記クイズ(チーム戦)
前夜祭の後に決勝プレゼン会場に戻り、筆記クイズが行われた。4択の他に記述問題、論述問題などがあった。過去の大会では1人1枚の解答用紙に記入する個人戦であったが、今回の大会では2人で1枚の解答用紙に記入するチーム戦であった。
2日目
第1ラウンド：タイミングが命！インフレ早押しクイズ
6チームずつ8組で臨む早押しクイズ。各組では3問が出題され、1問目に正解すると10pt、2問目に正解すると20pt、3問目に正解すると30ptが獲得できる。ただし誤答は一律マイナス10pt。解答権は3問を通じてチーム1回のみで、他チームが誤答した際のセカンドチャンスは認められなかった。
第1ラウンドが終了し、プレゼン・筆記・第1ラウンドの合計得点上位12チームが準々決勝ラウンドに進出が決定し、下位35チームは2Rへ進出した。
第2ラウンド：寄せろ！ニアピン勝ち抜けクイズ
35チームを奇数順位と偶数順位で2組に分けて行う四択と近似値をそれぞれ4問行うクイズ。
まず四択問題が出題され、正解の札を上げたチームのみ次の近似値問題にチャレンジすることができる。最も正解の値に近い数字を答えたチームが勝ち抜ける。ただし、近似値は正解の値を超えてはならない。
１チームのみ四択に正解した場合は近似値を行わず自動的に勝ち抜ける。また、全チームが四択に不正解の場合は全チームで近似値にチャレンジする。
奇数組・偶数組合わせて8チームが準々決勝ラウンドに進出した。
第3ラウンド：時は金なり！タイム・イズ・マネー・クイズ
9回大会で行われた「クイズ!Time is money」のリバイバル。まだ準々決勝進出を決めていない27チームを奇数順位と偶数順位で2組に分けて行う。
60秒の制限時間で5秒毎に12問の3択問題に手元の札をあげて解答するタイムショック風のクイズ。
問題が出題される前に、手元の選択肢が書かれた紙を読む時間が10秒間与えられる。
これをチームメンバー1名ずつ、前半後半として2回行い、正解数の合計の上位2チーム(合計4チーム)が準々決勝進出した。ただし、正解数の同じチームがいた場合、予選順位がより高いほうを上位とした。
準々決勝ラウンド：崖っぷち！監理ポストクイズ
第1～第3ラウンドそれぞれを勝ち抜けた24チームを奇数順位と偶数順位に分けて行うボードクイズ。
問題数は8問で、誤答の場合は帽子を1つ失う。4チームが確定するか全8問が終了するまで行う。
第１ラウンドを勝ち抜けたチームは帽子を2つ、第2ラウンド勝ち抜けは1つ、第3ラウンド勝ち抜けは帽子を持っていないという状態でスタートした。
前後半4チームずつ、合計8チームが次の準決勝ラウンドに進出した。
準決勝ラウンド：競り落とせ！区画整理クイズ
準々決勝を勝ち抜いた8チームによる全10問のボードクイズ。
全チーム1,000万円の所持金を持った状態でスタートし、クイズに正解すると500万円を獲得でき、後述するオークションに参加する。不正解の場合は資金を獲得できず、オークションにも参加できない。
オークションにかけられる商品は全問題終了時に500万円で売却できる土地1区画。最小入札額は1万円で、1万円単位で入札できる。ただし、自身の所持金を上回る金額は提示することができない。
最も高い入札額を提示したチームはその金額で商品を落札できるが、2番目に高い金額を提示したチームは商品を獲得することはできないものの、自身が提示した金額は没収される（複数のチームが同じ金額で2番目に並んだ場合も同様）。
区画は最終的に500万円で売却できるが、3区画揃うと2,000万円の価値へと変化する（6区画の場合は4,000万円となる）。
最も高い入札額が複数並んだ時は、その金額を最低入札額としてその複数チームで再度入札をやり直す。ただし、1問目に複数チームが正解して互いに1,500万円を提示した場合はそれ以上の入札ができないため、ラウンド開始時における上位チームが商品を落札し、下位チームは落札できない。
全チームが不正解の場合オークションは行われず、次の問題のオークションで得られる土地が2区画となる。
全10問終了時に土地を売却し、その時点の所持金が多い上位4チームが決勝ラウンドに進出した。
決勝ラウンド：見極めろ！風説の流布クイズ
準決勝を勝ち抜いた4チームによる「たほいや」を基にしたクイズ。ラウンドの前半ではボードクイズを行い、後半は5択クイズを行う。
前半では通常のボードクイズが6問行われ、正解すると3ptを獲得し、不正解だと何も得られない。ここで獲得したポイントは後半で使用することができる。
後半では運営側が用意した正しい選択肢と、決勝ラウンド開始前に参加チーム自身が作成した偽物の選択肢の4つが混じった5択クイズが行われる。
各チームは「正しいと思う選択肢」と「その選択肢に1～3ptのうち何ポイントをかけるのか」をそれぞれ札を上げて答える。ただし、自分たちで作成した選択肢を選ぶことはできない。ラウンドの途中でポイントが0になった場合、失格にはならないがかけるポイントが存在しないので、他のチームからのポイントが獲得できるまで解答できない。
正解の選択肢を選んだチームはかけたポイントが2倍になり、不正解の選択肢を選んだチームはかけたポイントを失う。他のチームが自分の作成した選択肢にかけたポイントは自身の正誤に関わらず獲得できる。ただし、自身が作成した選択肢が正しい説明をしていた場合はかけられたポイントを得ることができない。
全12問終了時に最もポイントが高かったチームが優勝。

#### 結果
| 第12回全国大会結果 | 第12回全国大会結果           | 第12回全国大会結果 |
| 順位               | 学校名                       | 大会名             |
| ------------------ | ---------------------------- | ------------------ |
| 決勝進出チーム     |                              |                    |
| 総合優勝           | 長崎西高等学校               | 長崎大会           |
| 総合準優勝         | 安田女子高等学校             | 広島大会           |
| 3位                | ラ・サール高等学校           | 鹿児島大会         |
| 4位                | 土浦第一高等学校             | 茨城大会           |
| 準決勝敗退チーム   |                              |                    |
| 5位                | 岐阜高等学校                 | 岐阜大会           |
| 6位                | 大阪星光学院高等学校         | 大阪大会           |
| 7位                | 知徳高等学校                 | 静岡大会           |
| 8位                | 藤島高等学校                 | 福井大会           |
| 準々決勝敗退チーム |                              |                    |
|                    | 新潟明訓高等学校             | 新潟大会           |
|                    | 宇都宮高等学校               | 栃木大会           |
|                    | 球陽高等学校                 | 沖縄大会           |
|                    | 早稲田高等学校               | 東京大会           |
|                    | 福岡工業大学附属城東高等学校 | 福岡大会           |
|                    | 東大寺学園高等学校           | 奈良大会           |
|                    | 東海高等学校                 | 愛知大会           |
|                    | 青森高等学校                 | 青森大会           |
|                    | 福島高等学校                 | 福島大会           |
|                    | 宮崎大宮高等学校             | 宮崎大会           |
|                    | 四ツ葉学園中等教育学校       | 群馬大会           |
|                    | 横田高等学校                 | インターネット大会 |
|                    | 守山高等学校                 | 滋賀大会           |
|                    | 渋谷教育学園幕張高等学校     | 千葉大会           |
|                    | 古川黎明高等学校             | 宮城大会           |
|                    | 松江商業高等学校             | 島根大会           |
| 予選敗退チーム     |                              |                    |
|                    | 栄東高等学校                 | 埼玉大会           |
|                    | 山形南高等学校               | 山形大会           |
|                    | 大島商船高等専門学校         | 山口大会           |
|                    | 金沢大学附属高等学校         | 石川大会           |
|                    | 神戸女学院高等学校           | 兵庫大会           |
|                    | 伊勢高等学校                 | 三重大会           |
|                    | 高松高等学校                 | 香川大会           |
|                    | 盛岡第三高等学校             | 岩手大会           |
|                    | 徳島市立高等学校             | 徳島大会           |
|                    | 松本深志高等学校             | 長野大会           |
|                    | 栄光学園高等学校             | 神奈川大会         |
|                    | 弘学館高等学校               | 佐賀大会           |
|                    | 洛南高等学校                 | 京都大会           |
|                    | 札幌南高等学校               | 北海道大会         |
|                    | 精思高等学校                 | 岡山大会           |
|                    | 甲府南高等学校               | 山梨大会           |
|                    | 富山高等学校                 | 富山大会           |
|                    | 今治西高等学校               | 愛媛大会           |
|                    | 高知学芸高等学校             | 高知大会           |
|                    | 湯梨浜学園高等学校           | 鳥取大会           |
|                    | 智弁和歌山高等学校           | 和歌山大会         |
|                    | 由利高等学校                 | 秋田大会           |
|                    | 国立台湾師範大学附属高級中学 | 台北代表           |

## 第13回大会

### 地方大会概要
熊本県、大分県を除く45都道府県で地方大会が開催され、各大会の優勝チームが都道府県代表として全国大会出場の権利を獲得した。今回より、後援に環境省が加わった。

#### インターネット大会概要
地方大会が開催されない県（今大会は熊本県、大分県のみ）のチームが対象であったほか、各地方大会に時間的な都合で参加できない全国の高校生も対象となった。
この大会では、参加登録者用のウェブページで問題を解くこととなった。優勝チームが全国大会進出であったが、今回の優勝校である群馬県立中央中等教育学校は同校の別チームが群馬大会で優勝していたため、規定により次点の茨城県立竹園高等学校に全国大会出場権が与えられた。「インターネット大会の優勝校と、その地元の地方大会の優勝校とが重複してしまった場合、インターネット大会の優勝校は全国大会へ進出することができず、次席のチームに出場権を譲らなくてはならない」という条件が適用されたのは今回が初である。

#### 北海道・岐阜大会および各地予選
北海道大会は、所属教育機関の所在する振興局ごとに分かれた「地区予選」で優秀な成績を収めたチームが、札幌市で開催される「北海道大会」へ進出する二段階方式での実施だった。地区予選はそれぞれの信用金庫・信用組合が主催した。
岐阜大会は、岐阜市（美濃地区）と高山市（飛騨地区）で「地区予選」を行い、「岐阜大会」へ進出する二段階方式での実施だった。

### 全国大会概要

#### 全国大会出場校
| 第13回全国大会出場校 | 第13回全国大会出場校     | 第13回全国大会出場校    |
| 地方大会名           | 代表校                   | 大会主催銀行            |
| -------------------- | ------------------------ | ----------------------- |
| 北海道大会           | 札幌南高等学校           | 北海道銀行              |
| 青森大会             | 弘前高等学校             | みちのく銀行            |
| 岩手大会             | 一関第一高等学校         | 北日本銀行              |
| 宮城大会             | 仙台第二高等学校         | 七十七銀行              |
| 秋田大会             | 秋田商業高等学校         | 秋田銀行                |
| 山形大会             | 山形南高等学校           | 山形銀行                |
| 福島大会             | 福島高等学校             | 東邦銀行                |
| 茨城大会             | 並木中等教育学校         | 筑波銀行                |
| 栃木大会             | 宇都宮高等学校           | 足利銀行                |
| 群馬大会             | 中央中等教育学校         | 群馬銀行                |
| 埼玉大会             | 川越高等学校             | 埼玉りそな銀行          |
| 千葉大会             | 渋谷教育学園幕張高等学校 | 千葉興業銀行 千葉銀行   |
| 東京大会             | 早稲田高等学校           | りそな銀行              |
| 神奈川大会           | 湘南高等学校             | 横浜銀行                |
| 新潟大会             | 新潟高等学校             | 第四銀行 北越銀行       |
| 富山大会             | 富山中部高等学校         | 北陸銀行                |
| 石川大会             | 金沢大学附属高等学校     | 北國銀行                |
| 福井大会             | 藤島高等学校             | 北陸銀行                |
| 山梨大会             | 甲府南高等学校           | 山梨中央銀行            |
| 長野大会             | 松本深志高等学校         | 八十二銀行              |
| 岐阜大会             | 岐阜高等学校             | 十六銀行                |
| 静岡大会             | 御殿場南高等学校         | 静岡銀行                |
| 愛知大会             | 旭丘高等学校             | 愛知銀行                |
| 三重大会             | 桜丘高等学校             | 百五銀行                |
| 滋賀大会             | 水口東高等学校           | 関西アーバン銀行        |
| 京都大会             | 洛北高等学校             | 京都銀行                |
| 大阪大会             | 大阪星光学院高等学校     | りそな銀行 近畿大阪銀行 |
| 兵庫大会             | 灘高等学校               | 池田泉州銀行            |
| 奈良大会             | 東大寺学園高等学校       | 南都銀行                |
| 和歌山大会           | 智弁和歌山高等学校       | 紀陽銀行                |
| 鳥取大会             | 青翔開智高等学校         | 山陰合同銀行            |
| 島根大会             | 松江工業高等専門学校     | 山陰合同銀行            |
| 岡山大会             | 倉敷天城高等学校         | 中国銀行                |
| 広島大会             | 広島学院高等学校         | もみじ銀行              |
| 山口大会             | 山口高等学校             | 山口銀行                |
| 徳島大会             | 徳島県立城東高等学校     | 阿波銀行                |
| 香川大会             | 高松高等学校             | 百十四銀行              |
| 愛媛大会             | 松山東雲高等学校         | 伊予銀行                |
| 高知大会             | 土佐塾高校               | 四国銀行                |
| 福岡大会             | 福岡高等学校             | 北九州銀行              |
| 佐賀大会             | 弘学館高等学校           | 佐賀銀行                |
| 長崎大会             | 精道三川台高等学校       | 十八銀行                |
| 宮崎大会             | 宮崎第一高等学校         | 宮崎太陽銀行 宮崎銀行   |
| 鹿児島大会           | ラ・サール高等学校       | 鹿児島銀行              |
| 沖縄大会             | 昭和薬科大附属高等学校   | 沖縄銀行                |
| インターネット大会   | 茨城県立竹園高等学校     | 住信SBIネット銀行       |

熊本県、大分県を除く45都道府県で地方大会が開催され、各大会の優勝チームが都道府県代表として全国大会出場の権利を獲得した。
※インターネット大会の優勝校は群馬県立中央中等教育学校、代表校は茨城県立竹園高等学校である。
1日目
プレゼンテーションラウンド「環境×経済×教育」
プレゼンテーションラウンドは、くじで決められた学校ごとにグループを組んで、テーマに沿ってプランの構想を練り、プレゼンテーションが行われた。
初めに株式会社ユーグレナ代表取締役社長の出雲充による基調講演が行われた。
中学生を対象に、環境と経済のつながりを学べる授業案を作成した。午前中に行われたトーナメントを勝ち進んだ3グループによる決勝プレゼンでは、原田義昭環境大臣をはじめとする審査員や高校生、地方大会主催金融機関の関係者を前にプレゼンテーションが行なわれた。
VR 技術を活用したゲームによる授業を提案した中央中等、川越、岐阜、松江高専の 4 校からなる E グループが優勝を掴みとった。
前夜祭
スポンサーや地方大会主催金融機関の方々が出品した特産品が当せんするビンゴ大会が行われた
筆記クイズ(チーム戦)
前夜祭の後は筆記クイズが行われた。マークシート式の問題の他、記述・論述式の問題、複雑な計算を要する問題が出題された。制限時間は40分。
2日目
第1ラウンド「先手必勝！先行者利益クイズ」
1 対 1の早押しクイズ。各組 2 問出題で、正解数の多いチームが勝利。
勝者は第3ラウンド、敗者は第2ラウンドに進出する。
同点の際は、プレゼンラウンドと筆記クイズで決まる予選順位が上位のチームが勝利となる。
クイズ研究会同士での対決を希望したチームによる対決も行われた。
第2ラウンド「歩み寄れ！商談成立クイズ」
第1ラウンド敗退チームが参加。
4択クイズ。舞台の両端にチームの 2 人がそれぞれ立って個別に解答し、正解すると中央に向かって移動、2 人合わせて 5 問正解するとペアと隣り合って勝ち抜ける。
第3ラウンド「情報を収集せよ！インサイダークイズ」
第1ラウンドの勝者を 2 組に分けて行う。
ボードに解答を記入するクイズ。勝利条件は「勝ち抜け問題」に正解することだが、この「勝ち抜け問題」は 12 分割されており、ラウンドの初めに各チームに分割された問題文が 1 つ配られる。その後通常のボードに解答するクイズが出題され、正解すると、他のチームと分割された問題文を交換することを申し込むか、「勝ち抜け問題」に解答することができる。「勝ち抜け問題」を早く正解した各組 4 チームが準決勝に進出。
敗者復活ラウンド「生き残れ！セーフティネットクイズ」
第2ラウンド、および第3ラウンドで敗退した 32 チームで行う敗者復活ラウンド。
数値が答えとなる問題に解答し、正解の値に近い数値を書いた方を勝利とする 1 対 1 の近似値クイズ。負けたら敗退確定、4 連勝した 2 チームのみが準決勝進出。
「日本の家計の金融資産に占める『現金、預金』の割合」「現時点での円ドル為替レート」など、金融知識を使って正しい値を推測する力を問う問題が計4問出題された。
準決勝ラウンド「派閥対抗！出世の椅子取りクイズ」
16 チームから 8 チームが勝ち抜ける準決勝ラウンドは 4 つの派閥に 4 チームずつが分かれて行う 4 択クイズ。
各派閥は最初椅子を 2 つ持っており、椅子の数がその派閥から抜けられるチーム数を表している。解答はチームごとに行い、1問ごとに正解チームが一番少ない派閥から一番多い派閥に椅子が一つ移動する。また、正解したチームにはポイントが入り、10 問終了時に、各派閥が持っている椅子の数だけ、その派閥の中からポイントが多いチームが勝ち抜ける。
決勝ラウンド「平成を駆け抜けろ！タイムトラベルクイズ」
8 チームで行われた。
平成元年から 30 年までが 2 年ごとに分けられ、それぞれの年にちなんだ計 15 問の問題が出題。正解するとその年の当時の消費税率分のポイントを獲得。ラウンド開始時に、各チームは「金の女神像 1 つ」または「銀の女神像 2 つ」を選択できる。これらは問題の解答時に使用できるアイテムで、「金の女神像」を使うと獲得ポイントが「消費税率×間違えたチーム数」に、「銀の女神像」を使うと獲得ポイントが「消費税率×間違えたチーム数÷ 2」となる。15 問終了時の獲得ポイントが多いチームから最終問題に挑戦でき、最終問題に正解したチームが優勝。

#### 結果
| 第13回全国大会結果         | 第13回全国大会結果       | 第13回全国大会結果 |
| 順位                       | 学校名                   | 大会名             |
| -------------------------- | ------------------------ | ------------------ |
| 決勝進出チーム             |                          |                    |
| 総合優勝                   | 藤島高等学校             | 福井大会           |
| 総合準優勝                 | 中央中等教育学校         | 群馬大会           |
| 3位                        | 並木中等教育学校         | 茨城大会           |
| 4位                        | 灘高等学校               | 兵庫大会           |
| 5位                        | 旭丘高等学校             | 愛知大会           |
| 6位                        | 智弁和歌山高等学校       | 和歌山大会         |
| 7位                        | 金沢大学附属高等学校     | 石川大会           |
| 8位                        | 富山中部高等学校         | 富山大会           |
| 準決勝敗退チーム           |                          |                    |
|                            | 土佐塾高等学校           | 高知大会           |
|                            | 宇都宮高等学校           | 栃木大会           |
|                            | 松山東雲高等学校         | 愛媛大会           |
|                            | 甲府南高等学校           | 山梨大会           |
|                            | 弘学館高等学校           | 佐賀大会           |
|                            | 昭和薬科大附属高等学校   | 沖縄大会           |
|                            | 山形南高等学校           | 山形大会           |
|                            | 福岡高等学校             | 福岡大会           |
| 敗者復活ラウンド敗退チーム |                          |                    |
|                            | 福島高等学校             | 福島大会           |
|                            | 宮崎第一高等学校         | 宮崎大会           |
|                            | 秋田商業高等学校         | 秋田大会           |
|                            | 竹園高等学校             | インターネット大会 |
|                            | 水口東高等学校           | 滋賀大会           |
|                            | 渋谷教育学園幕張高等学校 | 千葉大会           |
|                            | 仙台第二高等学校         | 宮城大会           |
|                            | 松江工業高等専門学校     | 島根大会           |
|                            | 川越高等学校             | 埼玉大会           |
|                            | 広島学院高等学校         | 広島大会           |
|                            | 山口高等学校             | 山口大会           |
|                            | 御殿場南高等学校         | 静岡大会           |
|                            | 東大寺学園高等学校       | 奈良大会           |
|                            | 桜丘高等学校             | 三重大会           |
|                            | 高松高等学校             | 香川大会           |
|                            | 一関第一高等学校         | 岩手大会           |
|                            | 城東高等学校             | 徳島大会           |
|                            | 松本深志高等学校         | 長野大会           |
|                            | 湘南高等学校             | 神奈川大会         |
|                            | 弘学館高等学校           | 佐賀大会           |
|                            | 洛北高等学校             | 京都大会           |
|                            | 札幌南高等学校           | 北海道大会         |
|                            | 倉敷天城高等学校         | 岡山大会           |
|                            | ラ・サール高等学校       | 鹿児島大会         |
|                            | 新潟高等学校             | 新潟大会           |
|                            | 精道三川台高等学校       | 長崎大会           |
|                            | 早稲田高等学校           | 東京大会           |
|                            | 青翔開智高等学校         | 鳥取大会           |
|                            | 智弁和歌山高等学校       | 和歌山大会         |
|                            | 大阪星光学院高等学校     | 大阪大会           |

## 第14回大会

### 地方大会概要
熊本県、大分県を除く45都道府県で地方大会が開催され、各大会の優勝チームが都道府県代表として全国大会出場の権利を獲得した。

#### インターネット大会概要
地方大会が開催されない県（今大会は熊本県、大分県のみ）のチームが対象であったほか、各地方大会に時間的な都合で参加できない全国の高校生も対象となった。

### 全国大会概要

#### 全国大会出場校
| 第14回全国大会出場校 | 第14回全国大会出場校       | 第14回全国大会出場校      |
| 地方大会名           | 代表校                     | 大会主催銀行              |
| -------------------- | -------------------------- | ------------------------- |
| 北海道大会           | 北見北斗高等学校           | 北海道銀行                |
| 青森大会             | 弘前高等学校               | みちのく銀行              |
| 岩手大会             | 岩泉高等学校               | 北日本銀行                |
| 宮城大会             | 聖ウルスラ学院英智高等学校 | 七十七銀行                |
| 秋田大会             | 秋田商業高等学校           | 秋田銀行                  |
| 山形大会             | 寒河江高等学校             | 山形銀行                  |
| 福島大会             | 福島高等学校               | 東邦銀行                  |
| 茨城大会             | 江戸川学園取手高校         | 筑波銀行                  |
| 栃木大会             | 宇都宮高等学校             | 足利銀行                  |
| 群馬大会             | 中央中等教育学校           | 群馬銀行                  |
| 埼玉大会             | 栄東高等学校               | 埼玉りそな銀行            |
| 千葉大会             | 渋谷教育学園幕張高等学校   | 千葉興業銀行 千葉銀行     |
| 東京大会             | 都立武蔵高等学校           | りそな銀行                |
| 神奈川大会           | 慶應義塾湘南藤沢高等部     | 横浜銀行                  |
| 新潟大会             | 新潟高等学校               | 第四銀行 北越銀行         |
| 富山大会             | 富山高等学校               | 北陸銀行                  |
| 石川大会             | 金沢大学附属高等学校       | 北國銀行                  |
| 福井大会             | 高志高等学校               | 北陸銀行                  |
| 山梨大会             | 甲府南高等学校             | 山梨中央銀行              |
| 長野大会             | 上田高等学校               | 八十二銀行                |
| 岐阜大会             | 岐阜高等学校               | 十六銀行                  |
| 静岡大会             | 浜松学芸高等学校           | 静岡銀行                  |
| 愛知大会             | 東海高等学校               | 愛知銀行                  |
| 三重大会             | 暁高等学校                 | 百五銀行                  |
| 滋賀大会             | 守山高等学校               | 関西みらい銀行            |
| 京都大会             | 洛北高等学校               | 京都銀行                  |
| 大阪大会             | 北野高等学校               | りそな銀行 関西みらい銀行 |
| 兵庫大会             | 神戸女学院高等部           | 池田泉州銀行              |
| 奈良大会             | 青翔高等学校               | 南都銀行                  |
| 和歌山大会           | 近畿大学附属和歌山高等学校 | 紀陽銀行                  |
| 鳥取大会             | 鳥取西高等学校             | 山陰合同銀行              |
| 島根大会             | 松江工業高等専門学校       | 山陰合同銀行              |
| 岡山大会             | 倉敷天城高等学校           | 中国銀行                  |
| 広島大会             | 広島学院高等学校           | もみじ銀行                |
| 山口大会             | 宇部工業高等専門学校       | 山口銀行                  |
| 徳島大会             | 徳島県立城東高等学校       | 阿波銀行                  |
| 香川大会             | 高松高等学校               | 百十四銀行                |
| 愛媛大会             | 今治西高等学校             | 伊予銀行                  |
| 高知大会             | 土佐高校                   | 四国銀行                  |
| 福岡大会             | 久留米大学附設高等学校     | 北九州銀行                |
| 佐賀大会             | 早稲田佐賀高等学校         | 佐賀銀行                  |
| 長崎大会             | 青雲高等学校               | 十八銀行                  |
| 宮崎大会             | 日向学院高等学校           | 宮崎太陽銀行 宮崎銀行     |
| 鹿児島大会           | ラ・サール高等学校         | 鹿児島銀行                |
| 沖縄大会             | 昭和薬科大附属高等学校     | 沖縄銀行                  |
| インターネット大会   | N高等学校                  | 住信SBIネット銀行         |

※インターネット大会のみに出場が可能だった県は、熊本・大分であった。
1日目
筆記クイズ
大会2日目はビジネスラウンドに先立ち、朝8時半から筆記クイズが行われた。4択問題や定義を確認する問題、計算が必要な問題などが出題された。
制限時間は15分。
ビジネスラウンド
前回大会までのプレゼンテーションラウンドに代わって、今大会から設置されたラウンド。
事前に高校生から募ったビジネス案の中から、独自性や実現性を踏まえて10案が選定され、各案について4または5校で1チームを作り、各チームが模擬店を運営。各チームは事業計画書の作成に始まり、ベンチャーキャピタル役との事業資金折衝、仕入れ、販売、決算書の作成までを行った。
レオス・キャピタルワークス株式会社代表取締役社長の藤野英人より基調講演
前夜祭
模擬店での販売と、基調講演聴講の後、前夜祭として立食パーティーが行われた。
2日目
第1ラウンド「運命の分かれ道！相対取引クイズ」
1 対 1 のタイマン形式で早押しクイズを行われた。出題問題数は 1 組につき最大 3 問で、正解の場合だと 1点獲得、不正解の場合だと 1 点減点となり、2 点差をつけたチームが勝利となる。
ラウンド後半に行われたクイズ研究会所属の高校生有志による「クイズ研究会対決」では、「QuizKnock」こうちゃんによる問読みが行われた。
第2ラウンド「抜け出せ！レッドオーシャンクイズ」
第１ラウンドのタイマン早押し対決で勝利したチームが進出。高校生は4択問題に解答し、正解したチームは“シーソー” の反対側に動くかそのまま動かないか選択する。もし“シーソー”のチーム数の多い側にいた場合は帽子が没収され、各チーム2つある帽子がなくなり、さらに“シーソー”の重い方にいた場合は敗退。
第3ラウンド「耐え抜け！上場廃止クイズ」
第1ラウンドで敗れたチームが参加。4 択クイズ。各チームを上場銘柄に見立て、2 問連続で不正解してしまうと「上場廃止」となり敗退。残っているチーム数が規定に達するまで「上場廃止」にならないことが勝ち抜けの条件。また、1 問不正解すると「監理銘柄」扱いになり、ペアのうち 1 人だけで問題に答えることになる。
敗者復活ラウンド「滑り込め！アップオアアウトクイズ」
第2ラウンド、第3ラウンドで敗退してした32チームが参加。多答クイズ。“山手線ゲーム の要領で32チームが順にクイズに解答。問題は南米南部共同市場（MERCOSUR）加盟国をえる答えの少ないものから、広辞苑に掲載されている「○○経済」など答えの多いものなど多様。
準決勝ラウンド「市場を読み取れ！マーケティングクイズ」
第2ラウンド、第3ラウンドそして敗者復活ラウンドから勝ち上がった16チームによって行われた。各チームは8チームずつの2組に分かれ、ボードクイズに挑む。このボードクイズは高校生が予め作った問題を高校生が出題する形式。各チームには自分たちで作った問題と準決勝までに敗退した2チームが作った問題の合計3問が与えられ、そのうち１問を出題しあった。ボードクイズの正答数に、自チームが出題した問題に正解したチーム数に応じた倍率をかけ、最終得点となる。この倍率は正解したチーム数が多すぎる、または少なすぎる場合に低くなる。
決勝ラウンド「連結せよ！ブロックチェーンクイズ」
ブロックチェーンを題材にしたルール。
クイズに正解すると、中央のブロックを起点に、既に置かれたブロックの隣に新たなブロックを置き、チェーンを作ることができる。最長チェーンに含まれる自チームのブロック数が得点となる。
正解チームは、新たなブロックを2つ置くことができる。更に、早押しボタンを押して正解したチームは、既につながれたチェーンを繋ぎ直すこともできる。
最終問題で早押しボタンを押して正解した高松高校が繋ぎ直しを行い、最長のチェーンを作ったことで、大阪大会代表・北野高校の優勝、香川大会代表・高松高校の準優勝が決まった。

#### 結果
| 第14回全国大会結果         | 第14回全国大会結果     | 第14回全国大会結果 |
| 順位                       | 学校名                 | 大会名             |
| -------------------------- | ---------------------- | ------------------ |
| 決勝進出チーム             |                        |                    |
| 総合優勝                   | 北野高等学校           | 大阪大会           |
| 総合準優勝                 | 高松高等学校           | 香川大会           |
| 3位                        | 新潟高等学校           | 新潟大会           |
| 4位                        | 都立武蔵高等学校       | 東京大会           |
|                            | 栄東高等学校           | 埼玉大会           |
|                            | 江戸川取手高等学校     | 茨城大会           |
| 準決勝敗退チーム           |                        |                    |
|                            | 岐阜高等学校           | 岐阜大会           |
|                            | 城東高等学校           | 徳島大会           |
|                            | 高志高等学校           | 福井大会           |
|                            | 青雲高等学校           | 長崎大会           |
|                            | 土佐高等学校           | 高知大会           |
|                            | 洛北高等学校           | 京都大会           |
|                            | 日向学院高等学校       | 宮崎大会           |
|                            | 早稲田佐賀高等学校     | 佐賀大会           |
|                            | 松江高専               | 島根大会           |
|                            | 聖ウルスラ高等学校     | 宮城大会           |
| 敗者復活ラウンド敗退チーム |                        |                    |
| 第2ラウンド敗退            |                        |                    |
|                            | 昭和薬科大附属高等学校 | 沖縄大会           |
|                            | 広島学院高等学校       | 広島大会           |
|                            | 東海高等学校           | 愛知大会           |
|                            | 寒河江高等学校         | 山形大会           |
|                            | 今治西高等学校         | 愛媛大会           |
|                            | N高等学校              | インターネット大会 |
|                            | 福島高等学校           | 福島大会           |
|                            | ラ・サール高等学校     | 鹿児島大会         |
|                            | 上田高等学校           | 長野大会           |
|                            | 慶応SFC高等学校        | 神奈川大会         |
|                            | 倉敷天城高等学校       | 岡山大会           |
|                            | 岩泉高等学校           | 岩手大会           |
| 第3ラウンド敗退            |                        |                    |
|                            | 北見北斗高等学校       | 北海道大会         |
|                            | 弘前高等学校           | 青森大会           |
|                            | 秋田高等学校           | 秋田大会           |
|                            | 中央中等高等学校       | 群馬大会           |
|                            | 渋谷幕張高等学校       | 千葉大会           |
|                            | 宇都宮高等学校         | 栃木大会           |
|                            | 富山高等学校           | 富山大会           |
|                            | 金沢大附属高等学校     | 石川大会           |
|                            | 甲府南高等学校         | 山梨大会           |
|                            | 浜松学芸高等学校       | 静岡大会           |
|                            | 暁高等学校             | 三重大会           |
|                            | 県立守山高等学校       | 滋賀大会           |
|                            | 神戸女学院高等学校     | 兵庫大会           |
|                            | 青翔高等学校           | 奈良大会           |
|                            | 近大和歌山高等学校     | 和歌山大会         |
|                            | 鳥取西高等学校         | 鳥取大会           |
|                            | 宇部高専               | 山口大会           |
|                            | 久留米大附設高等学校   | 福岡大会           |

## 第15回大会

### 地方大会概要
30都道府県で地方大会が開催され、各大会の優勝チームが都道府県代表として全国大会出場の権利を獲得した。

#### インターネット大会概要
地方大会が開催されない県（今大会は17都府県）のチームが対象であったほか、各地方大会に時間的な都合で参加できない全国の高校生も対象となった。

### 全国大会概要

#### 全国大会出場校
| 第15回全国大会出場校 | 第15回全国大会出場校   | 第15回全国大会出場校  | 第15回全国大会出場校 |
| 地方大会名           | 代表校                 | 大会主催銀行          | 出場回数             |
| -------------------- | ---------------------- | --------------------- | -------------------- |
| 北海道大会           | 札幌南高等学校         | 北海道銀行            | 2年ぶり6回目         |
| 青森大会             | 青森高等学校           | みちのく銀行          | 3年ぶり5回目         |
| 秋田大会             | 秋田高等学校           | 秋田銀行              | 4年ぶり4回目         |
| 茨城大会             | 並木中等教育学校       | 筑波銀行              | 2年ぶり3回目         |
| 栃木大会             | 宇都宮高等学校         | 足利銀行              | 7年連続8回目         |
| 群馬大会             | 中央中等教育学校       | 群馬銀行              | 3年連続3回目         |
| 埼玉大会             | 栄東高等学校           | 埼玉りそな銀行        | 2年連続6回目         |
| 千葉大会             | 千葉高等学校           | 千葉興業銀行 千葉銀行 | 7年ぶり2回目         |
| 神奈川大会           | 浅野高等学校           | 横浜銀行              | 初出場               |
| 新潟大会             | 新潟高等学校           | 第四銀行 北越銀行     | 3年連続5回目         |
| 富山大会             | 富山高等学校           | 北陸銀行              | 2年連続4回目         |
| 石川大会             | 金沢大学附属高等学校   | 北國銀行              | 7年連続13回目        |
| 福井大会             | 高志高等学校           | 北陸銀行              | 2年連続5回目         |
| 山梨大会             | 駿台甲府高等学校       | 山梨中央銀行          | 初出場               |
| 長野大会             | 松本秀峰中等教育学校   | 八十二銀行            | 初出場               |
| 岐阜大会             | 岐阜高等学校           | 十六銀行              | 7年連続11回目        |
| 静岡大会             | 浜松学芸高等学校       | 静岡銀行              | 2年連続2回目         |
| 愛知大会             | 東海高等学校           | 愛知銀行              | 2年連続5回目         |
| 三重大会             | 暁高等学校             | 百五銀行              | 2年連続2回目         |
| 岡山大会             | 岡山白陵高等学校       | 中国銀行              | 7年ぶり4回目         |
| 広島大会             | 広島高等学校           | もみじ銀行            | 初出場               |
| 山口大会             | 山口高等学校           | 山口銀行              | 2年ぶり2回目         |
| 徳島大会             | 城東高等学校           | 阿波銀行              | 3年連続5回目         |
| 香川大会             | 丸亀高等学校           | 百十四銀行            | 初出場               |
| 愛媛大会             | 松山東高等学校         | 伊予銀行              | 10年ぶり2回目        |
| 福岡大会             | 宗像高等学校           | 北九州銀行            | 初出場               |
| 佐賀大会             | 佐賀西高等学校         | 佐賀銀行              | 初出場               |
| 宮崎大会             | 宮崎西高等学校         | 宮崎太陽銀行 宮崎銀行 | 6年ぶり3回目         |
| 鹿児島大会           | ラ・サール高等学校     | 鹿児島銀行            | 4年連続10回目        |
| 沖縄大会             | 昭和薬科大附属高等学校 | 沖縄銀行              | 3年連続11回目        |
| インターネット大会   | 洛北高等学校           | 住信SBIネット銀行     | 3年連続5回目         |
| インターネット大会   | 開成高等学校           | 住信SBIネット銀行     | 11年ぶり5回目        |

※インターネット大会のみに出場が可能だった県は、岩手・宮城・山形・福島・東京・滋賀・京都・大阪・兵庫・奈良・和歌山・鳥取・島根・高知・長崎・熊本・大分であった。

#### 大会概要
今大会は32チームによるトーナメントによって優勝を決定した。
ルール
各試合の出題数は最低5問で、クイズに正解することで得点を獲得することができる。
問題の選択肢は画面上に常に5問表示されており、解答形式（ボードクイズ、4択クイズ、並び替えクイズ、多答クイズ、近似値クイズ、ドボンクイズの6種類
）やジャンル（生活経済、金融商品、時事問題など）、難易度（事前に社会人に調査し、「100-正答率」の数字が得点となる）がヒントとして載っており、その中の一問が読み上げられ高校生が解答する。
両者解答の場合
両者正解の場合は両者に得点が入り、両者不正解の場合は得点の変動を行わずに次の問題に進む。
両者解答で単独正解の場合、難易度に応じた得点を得つつ、「画面に表示されている5問の中から、次に解答する問題をどれにするか」・「次の問題の解答者を『自チームのみ』『相手チームのみ』『両者解答』のどれにするか」を指定できる。
単独解答の場合
単独解答で正解した場合はその問題の難易度分の得点を獲得し、不正解だった場合は（100-その問題の難易度分の得点）の減点が行われる。
（例）正答率5％の問題を正解した場合は95ポイントを獲得し、不正解した場合は5ポイントの減点となる
単独解答後の次の問題は正解・不正解に関わらず、必ず両者解答となる。
（例）単独正解・単独解答を行い続けた場合
両者解答→単独解答→両者解答→単独解答→両者解答
5問目に単独正解したチームは、6問目を行うか否かを選択できる。6問目を行う場合は解答問題と解答者を指定し、行わない場合はゲーム終了となる。
ゲーム終了時により得点が多かったチームの勝利となり、次のラウンドへ進出する。同点だった場合は大会前に行うペーパーテストなどで獲得した事前ポイントの多かった方を勝者とする

#### 結果
|  | 1回戦      | 1回戦      |          |     | 2回戦 | 2回戦 |  |  | 準々決勝 | 準々決勝 |  |  | 準決勝 | 準決勝 |
|  |            |            |          |     |       |       |  |  |          |          |  |  |        |        |
|  | 第1試合    |            |          |     |       |       |  |  |          |          |  |  |        |        |
|  |            |            |          |     |       |       |  |  |          |          |  |  |        |        |
|  | 暁         | -59        |          |     |       |       |  |  |          |          |  |  |        |        |
|  | 暁         | -59        | 第17試合 |     |       |       |  |  |          |          |  |  |        |        |
|  | 富山       | -18        |          |     |       |       |  |  |          |          |  |  |        |        |
|  | 富山       | -18        | 富山     | 81  |       |       |  |  |          |          |  |  |        |        |
|  | 第2試合    |            | 富山     | 81  |       |       |  |  |          |          |  |  |        |        |
|  |            | 浜松学芸   | 133      |     |       |       |  |  |          |          |  |  |        |        |
|  | 岡山白陵   | 浜松学芸   | 133      | 61  |       |       |  |  |          |          |  |  |        |        |
|  | 岡山白陵   |            | 第25試合 | 61  |       |       |  |  |          |          |  |  |        |        |
|  | 浜松学芸   | 63         |          |     |       |       |  |  |          |          |  |  |        |        |
|  | 浜松学芸   | 63         | 浜松学芸 | 92  |       |       |  |  |          |          |  |  |        |        |
|  | 第3試合    |            | 浜松学芸 | 92  |       |       |  |  |          |          |  |  |        |        |
|  |            | 岐阜       | 54       |     |       |       |  |  |          |          |  |  |        |        |
|  | 岐阜       | 岐阜       | 54       | 74  |       |       |  |  |          |          |  |  |        |        |
|  | 岐阜       | 第18試合   |          | 74  |       |       |  |  |          |          |  |  |        |        |
|  | 松山東     | 54         |          |     |       |       |  |  |          |          |  |  |        |        |
|  | 松山東     | 54         | 岐阜     | 55  |       |       |  |  |          |          |  |  |        |        |
|  | 第4試合    |            | 岐阜     | 55  |       |       |  |  |          |          |  |  |        |        |
|  |            | 広島       | 55       |     |       |       |  |  |          |          |  |  |        |        |
|  | 山口       | 広島       | 55       | 48  |       |       |  |  |          |          |  |  |        |        |
|  | 山口       |            | 第29試合 | 48  |       |       |  |  |          |          |  |  |        |        |
|  | 広島       | 59         |          |     |       |       |  |  |          |          |  |  |        |        |
|  | 広島       | 59         | 浜松学芸 | 142 |       |       |  |  |          |          |  |  |        |        |
|  | 第5試合    |            | 浜松学芸 | 142 |       |       |  |  |          |          |  |  |        |        |
|  |            | 浅野       | 0        |     |       |       |  |  |          |          |  |  |        |        |
|  | 秋田       | 浅野       | 0        | 93  |       |       |  |  |          |          |  |  |        |        |
|  | 秋田       | 第19試合   |          | 93  |       |       |  |  |          |          |  |  |        |        |
|  | 新潟       | 116        |          |     |       |       |  |  |          |          |  |  |        |        |
|  | 新潟       | 116        | 新潟     | 38  |       |       |  |  |          |          |  |  |        |        |
|  | 第6試合    |            | 新潟     | 38  |       |       |  |  |          |          |  |  |        |        |
|  |            | 札幌南     | 238      |     |       |       |  |  |          |          |  |  |        |        |
|  | 札幌南     | 札幌南     | 238      | 231 |       |       |  |  |          |          |  |  |        |        |
|  | 札幌南     |            | 第26試合 | 231 |       |       |  |  |          |          |  |  |        |        |
|  | 駿台甲府   | 35         |          |     |       |       |  |  |          |          |  |  |        |        |
|  | 駿台甲府   | 35         | 札幌南   | 78  |       |       |  |  |          |          |  |  |        |        |
|  | 第7試合    |            | 札幌南   | 78  |       |       |  |  |          |          |  |  |        |        |
|  |            | 浅野       | 193      |     |       |       |  |  |          |          |  |  |        |        |
|  | 宇都宮     | 浅野       | 193      | 9   |       |       |  |  |          |          |  |  |        |        |
|  | 宇都宮     | 第20試合   |          | 9   |       |       |  |  |          |          |  |  |        |        |
|  | 浅野       | 131        |          |     |       |       |  |  |          |          |  |  |        |        |
|  | 浅野       | 131        | 浅野     | 228 |       |       |  |  |          |          |  |  |        |        |
|  | 第8試合    |            | 浅野     | 228 |       |       |  |  |          |          |  |  |        |        |
|  |            | ラ・サール | 151      |     |       |       |  |  |          |          |  |  |        |        |
|  | 高志       | ラ・サール | 151      | 40  |       |       |  |  |          |          |  |  |        |        |
|  | 高志       |            |          | 40  |       |       |  |  |          |          |  |  |        |        |
|  | ラ・サール | 60         |          |     |       |       |  |  |          |          |  |  |        |        |
|  | ラ・サール | 60         |          |     |       |       |  |  |          |          |  |  |        |        |

|  | 1回戦        | 1回戦        |              |     | 2回戦 | 2回戦 |  |  | 準々決勝 | 準々決勝 |  |  | 準決勝 | 準決勝 |
|  |              |              |              |     |       |       |  |  |          |          |  |  |        |        |
|  | 第9試合      |              |              |     |       |       |  |  |          |          |  |  |        |        |
|  |              |              |              |     |       |       |  |  |          |          |  |  |        |        |
|  | 丸亀         | 15           |              |     |       |       |  |  |          |          |  |  |        |        |
|  | 丸亀         | 15           | 第21試合     |     |       |       |  |  |          |          |  |  |        |        |
|  | 昭和薬科大付 | 137          |              |     |       |       |  |  |          |          |  |  |        |        |
|  | 昭和薬科大付 | 137          | 昭和薬科大付 | 196 |       |       |  |  |          |          |  |  |        |        |
|  | 第10試合     |              | 昭和薬科大付 | 196 |       |       |  |  |          |          |  |  |        |        |
|  |              | 中央中等     | 39           |     |       |       |  |  |          |          |  |  |        |        |
|  | 東海         | 中央中等     | 39           | 0   |       |       |  |  |          |          |  |  |        |        |
|  | 東海         |              | 第27試合     | 0   |       |       |  |  |          |          |  |  |        |        |
|  | 中央中等     | 168          |              |     |       |       |  |  |          |          |  |  |        |        |
|  | 中央中等     | 168          | 昭和薬科大附 | 321 |       |       |  |  |          |          |  |  |        |        |
|  | 第11試合     |              | 昭和薬科大附 | 321 |       |       |  |  |          |          |  |  |        |        |
|  |              | 開成         | 51           |     |       |       |  |  |          |          |  |  |        |        |
|  | 開成         | 開成         | 51           | 95  |       |       |  |  |          |          |  |  |        |        |
|  | 開成         | 第22試合     |              | 95  |       |       |  |  |          |          |  |  |        |        |
|  | 並木中等     | 83           |              |     |       |       |  |  |          |          |  |  |        |        |
|  | 並木中等     | 83           | 開成         | 117 |       |       |  |  |          |          |  |  |        |        |
|  | 第12試合     |              | 開成         | 117 |       |       |  |  |          |          |  |  |        |        |
|  |              | 金沢大附     | 65           |     |       |       |  |  |          |          |  |  |        |        |
|  | 青森         | 金沢大附     | 65           | 13  |       |       |  |  |          |          |  |  |        |        |
|  | 青森         |              | 第30試合     | 13  |       |       |  |  |          |          |  |  |        |        |
|  | 金沢大附     | 98           |              |     |       |       |  |  |          |          |  |  |        |        |
|  | 金沢大附     | 98           | 昭和薬科大附 | 55  |       |       |  |  |          |          |  |  |        |        |
|  | 第13試合     |              | 昭和薬科大附 | 55  |       |       |  |  |          |          |  |  |        |        |
|  |              | 千葉         | 82           |     |       |       |  |  |          |          |  |  |        |        |
|  | 城東         | 千葉         | 82           | 80  |       |       |  |  |          |          |  |  |        |        |
|  | 城東         | 第23試合     |              | 80  |       |       |  |  |          |          |  |  |        |        |
|  | 佐賀西       | -77          |              |     |       |       |  |  |          |          |  |  |        |        |
|  | 佐賀西       | -77          | 城東         | 55  |       |       |  |  |          |          |  |  |        |        |
|  | 第14試合     |              | 城東         | 55  |       |       |  |  |          |          |  |  |        |        |
|  |              | 洛北         | 223          |     |       |       |  |  |          |          |  |  |        |        |
|  | 栄東         | 洛北         | 223          | 99  |       |       |  |  |          |          |  |  |        |        |
|  | 栄東         |              | 第28試合     | 99  |       |       |  |  |          |          |  |  |        |        |
|  | 洛北         | 108          |              |     |       |       |  |  |          |          |  |  |        |        |
|  | 洛北         | 108          | 洛北         | 120 |       |       |  |  |          |          |  |  |        |        |
|  | 第15試合     |              | 洛北         | 120 |       |       |  |  |          |          |  |  |        |        |
|  |              | 千葉         | 205          |     |       |       |  |  |          |          |  |  |        |        |
|  | 千葉         | 千葉         | 205          | 93  |       |       |  |  |          |          |  |  |        |        |
|  | 千葉         | 第24試合     |              | 93  |       |       |  |  |          |          |  |  |        |        |
|  | 宗像         | 86           |              |     |       |       |  |  |          |          |  |  |        |        |
|  | 宗像         | 86           | 千葉         | 176 |       |       |  |  |          |          |  |  |        |        |
|  | 第16試合     |              | 千葉         | 176 |       |       |  |  |          |          |  |  |        |        |
|  |              | 松本秀峰中等 | 67           |     |       |       |  |  |          |          |  |  |        |        |
|  | 松本秀峰中等 | 松本秀峰中等 | 67           | 120 |       |       |  |  |          |          |  |  |        |        |
|  | 松本秀峰中等 |              |              | 120 |       |       |  |  |          |          |  |  |        |        |
|  | 宮崎西       | 65           |              |     |       |       |  |  |          |          |  |  |        |        |
|  | 宮崎西       | 65           |              |     |       |       |  |  |          |          |  |  |        |        |

## 第16回大会

### 地方大会概要
33都道府県で地方大会が開催され、各大会の優勝チームが都道府県代表として全国大会出場の権利を獲得した。
愛媛大会と岐阜大会は対面開催、その他の大会はオンライン開催で行われた。
対面開催概要
予選第1ラウンド：ペーパークイズ
マークシート式、4択のペーパークイズ。制限時間30分で50問の問題にチームで解答し正解+2点、不正解-1点、無解答±0点の100点満点。さらに同点の場合に使用される近似値問題（得点には加算されない）が1問ある。チームで1枚の解答用紙に解答する。
予選第2ラウンド：早押しクイズ
全チームを3もしくは4チームずつに分けて早押しクイズを行う。3チームのグループは6問、4チームのグループは8問の限定出題（一部大会では例外あり）。解答グループは当日のくじ引きで決定される。3問先取で不正解は1回休み。2チームが勝ち抜ければ終了。1度正解につき5点をペーパークイズの点数に加算。トップで勝ち抜けたチームはさらに5点を加算(つまり最高20点獲得可能である)。
予選第1ラウンド・第2ラウンドの合計点の上位6チームが決勝進出。
地方大会決勝：株価変動クイズ
第11回大会地方大会決勝のリバイバル。
予選1ラウンドと2ラウンドの合計得点上位6チームが参加する。全10問のクイズに正解しながら株式を購入していくボードクイズ。
クイズに正解すると10万円を獲得し、正解チームは株式をいくつ購入するか宣言する。株価は正解チーム数によって以下のように変動する。

| 正解チーム数 | 1     | 2     | 3     | 4     | 5     | 6     |
| ------------ | ----- | ----- | ----- | ----- | ----- | ----- |
| 株価         | 2万円 | 3万円 | 4万円 | 4万円 | 5万円 | 5万円 |

不正解チームは資金を獲得することができず、株式を購入することもできない。
全10問終了時における獲得株数が最も高いチームが優勝。株数が並んだときは資金額によって順位を決定する。それでも並ぶ時は予選順位によって決定する。

#### インターネット大会概要
地方大会が開催されない県（今大会は14都府県）のチームが対象であったほか、各地方大会に時間的な都合で参加できない全国の高校生も対象となった。オンライン早押し4択クイズおよび小論文クイズの合計点が最も大きいチームが、各大会の代表チームとなる。
オンライン早押し4択クイズ
スマートフォンやパソコン等のデバイス上で行われた。全50問150点満点の4択クイズが出題され、正解ならば＋2点、不正解ならば－1点となる。無回答の場合、得点の変動はない。また、各問題において各大会最速正解上位10チームに入ると正解時の2点に加えて1点が追加される。

### 全国大会概要

#### 全国大会出場校
| 第16回全国大会出場校 | 第16回全国大会出場校                                | 第16回全国大会出場校  |
| 地方大会名           | 代表校                                              | 大会主催銀行          |
| -------------------- | --------------------------------------------------- | --------------------- |
| 北海道大会           | 旭川東高等学校                                      | 北海道銀行            |
| 青森大会             | 青森高等学校                                        | みちのく銀行          |
| 秋田大会             | 秋田高等学校                                        | 秋田銀行              |
| 福島大会             | 白河高等学校                                        | 東邦銀行              |
| 茨城大会             | 並木中等教育学校                                    | 筑波銀行              |
| 栃木大会             | 栃木高等学校                                        | 足利銀行              |
| 群馬大会             | 中央中等教育学校                                    | 群馬銀行              |
| 埼玉大会             | 栄東高等学校                                        | 埼玉りそな銀行        |
| 千葉大会             | 市川高等学校                                        | 千葉興業銀行 千葉銀行 |
| 神奈川大会           | 洗足学園高等学校                                    | 横浜銀行              |
| 新潟大会             | 新潟高等学校                                        | 第四北越銀行          |
| 富山大会             | 高岡高等学校                                        | 北陸銀行              |
| 石川大会             | 金沢大学附属高等学校                                | 北國銀行              |
| 福井大会             | 藤島高等学校                                        | 北陸銀行              |
| 山梨大会             | 駿台甲府高等学校                                    | 山梨中央銀行          |
| 長野大会             | 松本深志高等学校                                    | 八十二銀行            |
| 岐阜大会             | 恵那高等学校                                        | 十六銀行              |
| 静岡大会             | 浜松学芸高等学校                                    | 静岡銀行              |
| 愛知大会             | 名古屋大学教育学部附属高等学校                      | 愛知銀行              |
| 三重大会             | 高田高等学校                                        | 百五銀行              |
| 京都大会             | 洛南高等学校                                        | 京都銀行              |
| 奈良大会             | 東大寺学園高等学校                                  | 南都銀行              |
| 岡山大会             | 岡山白陵高等学校                                    | 中国銀行              |
| 広島大会             | 広島高等学校                                        | もみじ銀行            |
| 山口大会             | 慶進高等学校                                        | 山口銀行              |
| 徳島大会             | 城東高等学校                                        | 阿波銀行              |
| 香川大会             | 高松西高等学校                                      | 百十四銀行            |
| 愛媛大会             | 松山西中等教育学校                                  | 伊予銀行              |
| 福岡大会             | 小倉商業高等学校                                    | 北九州銀行            |
| 佐賀大会             | 弘学館高等学校                                      | 佐賀銀行              |
| 宮崎大会             | 宮崎西高等学校                                      | 宮崎太陽銀行 宮崎銀行 |
| 鹿児島大会           | ラ・サール高等学校                                  | 鹿児島銀行            |
| 沖縄大会             | 沖縄尚学高等学校                                    | 沖縄銀行              |
| インターネット大会   | [[[大分東明高等学校・向陽中学校\|大分東明高等学校]] | 住信SBIネット銀行     |
| インターネット大会   | 仙台二華高等学校                                    | 住信SBIネット銀行     |
| インターネット大会   | 灘高等学校                                          | 住信SBIネット銀行     |

事前ラウンド
事前第1ラウンド「ヒント交換クイズ」
本戦に先立つ事前ラウンドとして、2月22日から2月25日まで行われたクイズ。
①　概要
・各チームは、1000ptを初期ポイントとして持っている。
・他のチームと問題のパーツを取引して、最終的に、赤の問題、青の問題、黄の問題、緑の問題の4つの問題に解答する。
・解答時、各問題に、ポイントを賭けることができる。
　必ずしも全ポイントを賭けたり、全ての問題にポイントを賭けたりする必要はない。
　ポイントを賭けた問題に正解すると、後述の倍率がかかったポイントを獲得できる。
　ポイントを賭けた問題が不正解だった場合、賭けたポイントは没収となる。
・倍率は、以下の計算式で与えられる。
　（37－正解チーム数）倍
　（例）36チーム正解→1倍、1チーム正解→36倍
・最終的に、所持ポイントの合計が最も高いチームの勝利となる。

②　交渉について
・各問題は、10個のパーツに分かれている。そのうち、各問題の先頭のパーツは全体に公開されている。
　各チームはそれぞれ1つずつパーツを持っている。　ただし、自分のチームがどの問題のどこのパーツを所持しているかは知らされない。
・他チームと交渉を行い、パーツを集める。
・最初から持っているパーツを偽ることは禁止である。　最初から持っているパーツを偽った疑惑があるチームを裁判所に提訴できる（後述）。
・ポイントがマイナスになった場合は失格となる。

③　裁判制度について
・Aが最初から持っていたパーツをBに偽った疑惑がある場合、BはAを裁判所に提訴することができる。
・裁判所に提訴する際、Bはコスト（20pt）を支払わなければいけない。
・1つのチームが、同一のチームを複数回提訴することはできない（BがAを提訴して判決が下った後、Bが再びAを提訴することはできない。BがCを提訴することや、CがAを提訴することは可能）。
事前第2ラウンド「オンライン早押し4択クイズ」
大会1日目のお昼から、事前ラウンドの一環として行われたクイズ。オンライン開催の地方大会で行われた「オンライン早押し4択クイズ」と同様のクイズ。ただし、地方大会よりも難易度が高い問題が出題される。
クイズラウンド
第1ラウンド・第2ラウンド「狙い撃ちクイズ」
3チームで行うクイズ。4択問題またはボードクイズが６問出題される。正解の場合は+1点、不正解の場合は-1点、無回答の場合は±0点となる。また、単独正解の場合は、どれか1チームの得点を1点減らすことができる。ただし、得点を0より小さくすることはできない。6問終了時点で、得点が最多の1チームが次のラウンドに進める。最多得点のチームが複数ある場合、その中で事前順位の高いチームが次のラウンドに進める。

準決勝ラウンド・決勝ラウンド「大株主クイズ」
2チームで行うクイズ。4択問題またはボードクイズが出題される。準決勝ラウンドは5問、決勝ラウンドは10問出題される。プレイヤーは、全部で3社ある会社の株を争奪していく。各社の発行株式は5株ずつで、初期時点での株の保有状況は以下の通りとなる。
　X社：Aチーム→2株、Bチーム→1株、誰も持っていない株→2株
　Y社：Aチーム→1株、Bチーム→2株、誰も持っていない株→2株
　Z社：Aチーム→1株、Bチーム→1株、誰も持っていない株→3株
ここで、誰も持っていない株のことを浮動株と呼ぶ。
クイズの正解、不正解に応じて以下のような処理が行われる。
＜単独正解の場合＞
正解チームは、相手チームの持っている1株を選択し、自チームの株にする。ただし、相手チームが株を持っていない場合は、浮動株を1株獲得する。
＜両チーム不正解の場合＞
両チームとも、保有している株を1株ずつ手放す。手放した株は浮動株になる。
＜両チーム正解の場合＞
浮動株がない場合、両チームとも、相手の1株を選択し、自チームの株にする。浮動株がある場合、両チームとも、浮動株を1株ずつ獲得する。ただし、両チームが獲得を希望する株が重複する場合、プロキシ―ファイト（後述）が発生する。
＜プロキシ―ファイト＞
両チームが正解している状況で、両チームが獲得を希望する株が重複すると発動する。近似値問題を行い、正解の値により近い解答をしたチームはその浮動株を獲得できる。ただし、近似値問題は、総問題数（準決勝ラウンド：5問、決勝ラウンド：10問）には含めない。
以上を規定問題数行い、株の過半数を保有する会社（「支配した会社」と呼ぶ）の多いチームが勝利となる。ただし、支配した会社の数が同じ場合、保有する株数の多い方が勝利となる。それでも決着がつかない場合、サドンデス問題として近似値問題を行い、正解により近い値を答えたチームの勝利となる。近似値問題で解答した値と真の値の差が両チーム同じ場合、事前順位の高いチームが勝利となる。

#### 結果
| 第16回全国大会結果    | 第16回全国大会結果             | 第16回全国大会結果 |
| 順位                  | 学校名                         | 大会名             |
| --------------------- | ------------------------------ | ------------------ |
| 決勝進出チーム        |                                |                    |
| 総合優勝              | 栄東高等学校                   | 埼玉大会           |
| 総合準優勝            | 金沢大学附属高等学校           | 石川大会           |
| 準決勝敗退チーム      |                                |                    |
|                       | 名古屋大学教育学部附属高等学校 | 愛知大会           |
|                       | 藤島高等学校                   | 福井大会           |
| 第2ラウンド敗退チーム |                                |                    |
|                       | 旭川東高等学校                 | 北海道大会         |
|                       | 栃木高等学校                   | 栃木大会           |
|                       | 駿台甲府高等学校               | 山梨大会           |
|                       | 松本深志高等学校               | 長野大会           |
|                       | 慶進高等学校                   | 山口大会           |
|                       | 小倉商業高等学校               | 福岡大会           |
|                       | 沖縄尚学高等学校               | 沖縄大会           |
|                       | 仙台二華高等学校               | ネット大会         |

## 第17回大会

### 地方大会概要
- 岩手県、高知県、熊本県を除く44都道府県で地方大会が開催され、各大会の優勝チームおよびインターネット大会の優勝チーム45チームが都道府県代表として全国大会出場の権利を獲得した。
- 特例で開催された第11回を除き、今まで主催金融機関が決まらず開催されなかった大分大会だったが、当時Jリーグ「大分トリニータ」のユニフォームスポンサーを務めていた SBI損害保険 が大分大会の主催金融機関となった。
- 秋田、栃木、千葉、新潟、長野、岐阜、徳島、香川、愛媛、大分、鹿児島の県では集合形式で、その他の都道府県ではオンライン形式で行われた。オンライン形式で開催された大会のうち、北海道、富山、福井は各地方金融機関が開催した。
- 青森、宮城、山形、福島、茨城、群馬、埼玉、東京、神奈川、石川、山梨、静岡、愛知、三重、滋賀、京都、大阪、兵庫、奈良、和歌山、鳥取、島根、岡山、広島、山口、福岡、佐賀、長崎、宮崎、沖縄大会は、オンライン合同大会として2022年12月18日に一斉に開催された。

#### インターネット大会、オンライン形式の大会概要
- インターネット大会に出場できるのは、地方大会が開催されない県チームが対象であったほか、各地方大会に時間的な都合で参加できない全国の高校生も対象となった。
- オンライン形式で行われた大会は、50問の４択クイズがオンラインのクイズシステムを使って行われた。

#### 地方大会決勝: 積立金クイズ
6チームで行う全10問のボードクイズ。各チームは開始時点で100万円を持っており、各問題には「積立金」が100万円積み立てられている。各チームはボードクイズ回答と同時に希望分配額（1万円単位）を記入し、回答と一緒にオープンする。不正解チームからは一律5万円が引かれ、次の問題の積立金に加えられる。正解したチームには希望分配額の少ない順番に、希望通りに分配できなくなるまで積立金が分配される。積立金の余った分は次の問題に繰り越される。最終問題終了時に所持金額が最も多いチームの優勝。

### 全国大会概要

#### 全国大会出場校
| 大会名             | 高校名                                       | 主催金融機関名            |
| ------------------ | -------------------------------------------- | ------------------------- |
| 北海道大会         | 市立札幌開成中等教育学校                     | 北海道銀行                |
| 青森大会           | 青森県立青森高等学校                         | 青森銀行 みちのく銀行     |
| 宮城大会           | 宮城県仙台二華高等学校                       | 七十七銀行                |
| 秋田大会           | 秋田県立秋田高等学校                         | 秋田銀行                  |
| 山形大会           | 山形県立山形東高等学校                       | 山形銀行                  |
| 福島大会           | 福島県立福島高等学校                         | 東邦銀行                  |
| 茨城大会           | 茨城県立並木中等教育学校                     | 筑波銀行                  |
| 栃木大会           | 栃木県立矢板東高等学校                       | 足利銀行                  |
| 群馬大会           | 群馬県立中央中等教育学校                     | 群馬銀行                  |
| 埼玉大会           | 栄東高等学校                                 | 埼玉りそな銀行            |
| 千葉大会           | 昭和学院秀英高等学校                         | 千葉興業銀行 千葉銀行     |
| 東京大会           | 筑波大学附属駒場高等学校                     | りそな銀行                |
| 神奈川大会         | 慶應義塾高等学校                             | 横浜銀行                  |
| 新潟大会           | 新潟県立新潟高等学校                         | 第四北越銀行              |
| 富山大会           | 富山県立高岡高等学校                         | 北陸銀行                  |
| 石川大会           | 金沢大学人間社会学域学校教育学類附属高等学校 | 北國銀行                  |
| 福井大会           | 福井県立藤島高等学校                         | 北陸銀行                  |
| 山梨大会           | 駿台甲府高等学校                             | 山梨中央銀行              |
| 長野大会           | 長野県松本深志高等学校                       | 八十二銀行                |
| 岐阜大会           | 鶯谷高等学校                                 | 十六銀行                  |
| 静岡大会           | 静岡県立沼津東高等学校                       | 静岡銀行                  |
| 愛知大会           | 愛知県立岡崎高等学校                         | 愛知銀行                  |
| 三重大会           | 高田高等学校                                 | 百五銀行                  |
| 滋賀大会           | 滋賀県立守山高等学                           | 関西みらい銀行            |
| 京都大会           | 京都府立洛北高等学校                         | 京都銀行                  |
| 大阪大会           | 大阪星光学院高等学校                         | 関西みらい銀行 りそな銀行 |
| 兵庫大会           | 灘高等学校                                   | 池田泉州銀行              |
| 奈良大会           | 西大和学園高等学校                           | 南都銀行                  |
| 和歌山大会         | 智辯学園和歌山高等学校                       | 紀陽銀行                  |
| 鳥取大会           | 鳥取県立米子東高等学校                       | 山陰合同銀行              |
| 島根大会           | 島根県立矢上高等学校                         | 山陰合同銀行              |
| 岡山大会           | 岡山県立岡山南高等学校                       | 中国銀行                  |
| 広島大会           | 広島県立広島高等学校                         | もみじ銀行                |
| 山口大会           | 山口県立岩国高等学校                         | 山口銀行                  |
| 徳島大会           | 徳島県立徳島中央高等学校                     | 阿波銀行                  |
| 香川大会           | 香川県立高松西高等学校                       | 百十四銀行                |
| 愛媛大会           | 新居浜工業高等専門学校                       | 伊予銀行                  |
| 福岡大会           | 福岡県立東筑高等学校                         | 北九州銀                  |
| 佐賀大会           | 佐賀県立鳥栖高等学校                         | 佐賀銀行                  |
| 長崎大会           | 長崎県立対馬高等学校                         | 十八親和銀行              |
| 大分大会           | 大分県立大分上野丘高等学校                   | SBI損害保険               |
| 宮崎大会           | 宮崎第一高等学校                             | 宮崎太陽銀行 宮崎銀行     |
| 鹿児島大会         | ラ・サール高等学校                           | 鹿児島銀行                |
| 沖縄大会           | 沖縄県立開邦高等学校                         | 沖縄銀行                  |
| インターネット大会 | 兵庫県立北摂三田高等学校                     | 住信SBIネット銀行         |

#### 1日目
- 移動日である2月24日の夕方には、お笑いコンビ「TKO」の木本武宏氏による講演会が行われた。木本氏が実際に体験した投資の失敗から学ぶ投資とのかかわり方が講演のテーマであり、笑いを交えつつ為になる語りがなされた。

#### 2日目
- 筆記クイズ
  - 4つの大問で構成された100点満点の筆記クイズが行われた。知識だけではなく、思考力や読解力が試される問題が出題された。
- GDR(グループ・ディスカッション・ラウンド)
  - 講演を聞いたのち、グループに分かれてディスカッションとプレゼンテーションを行うGDR(グループ・ディスカッション・ラウンド)が行われた。講演は午前の部・午後の部でそれぞれ3つの計6つが行われた。各高校生は午前の部、午後の部でそれぞれ3つの講演のうちから各1つを選び、計2回の講演を聴いた。行われた講演の講師、講演テーマは以下の通り。(肩書は当時)
  - Borgeaud Anselme氏 、Zhou Yi氏の講演は全て英語で行われ、参加した高校生も全て英語でディスカッションとプレゼンテーションを行った。

| 講演者名 | 講演タイトル                                                                    |
| --- | ------------------------------------------------------------------------------- |
| 株式会社 国際協力銀行（JBIC）企画部門 サステナビリティ統括部 宝蔵花穂 | 宮崎から世界へ 〜エコノミクス甲子園優勝で広がった私の世界〜                     |
| ロンドン証券取引所グループ（LSEG）リフィニティブ 上席執行役員 笠井康則                                                                                                   | グローバル金融データのトレンド。変わらないもの。変わりゆくもの。                |
| 日本経済新聞社 編集 金融・市場ユニット記者 齋藤正弘 | 「いい会社」って何だろう？ 企業取材で気付いた株主・経営者・社員、それぞれの幸せ |
| ・Pictet Asset Management (Japan) Ltd. ピクテ・ジャパン株式会社 Quantitative Investment Analyst Borgeaud Anselme ・Multi-Asset Investment (マルチアセット運用部) Zhou Yi | Our background and how it led us to finance, and eventually asset management    |
| 特定非営利活動法人 A SEED JAPAN 理事 田川道子 | お金の流れで良い社会を作るということ                                            |
| 株式会社茨城ロボッツ・スポーツエンターテインメント所属 山村竜太 | 差別化・ユニークネスとは何か                                                    |

- - ポイントトレーダー
    - 筆記クイズとGDRで稼いだポイントを元手に模擬投資を行うポイントトレーダーが行われた。ポイントを増やしたチームも減らしたチームもあったが、中にはうまく運用してポイントを4倍以上に増やしたチームもあった。

  - エコノミカ
    - 「経済 TCG エコノミカ令和対戦セット」を使用して、「三井住友 DS アセットマネジメ ント杯エコノミカ大会」が開催された。

#### 3日目
- 第1ラウンド：ボラティリティクイズ
  - 15チームで行う早押しクイズ。問読み終了後「10,20,30,,,,100」と10から10ずつ100までカウントが増える。ボタンを押したタイミングのカウント数がポイントとなり、正解したらその分のポイントを獲得、不正解ならば喪失する。
- 第2ラウンド：事業承継クイズ
  - ４択クイズ。各チームの片方ずつが順番に4択クイズに答える。チームの両方が正解するとそのチームは勝ち抜け。問題数は6問で、早く両者が正解するほどポイントが高くなる。ポイントは2問目で勝ち抜けると100ポイント、3問目で勝ち抜けると80ポイント、4問目で勝ち抜けると60ポイント、5問目で勝ち抜けると40ポイント、6問目で勝ち抜けると20ポイントとなる。

- 準決勝ラウンド：誤答保険クイズ
  - 土曜日に行われたラウンドでのポイントと、第1ラウンド、第2ラウンドで得たポイントの合計が多い上位15チームが5チームずつに分けられて行われる多答クイズ。
  - 多答クイズが出題され、舞台から見て右側のチームから順番に解答していく。各問題に解答するチーム数は司会が各問題の最初にまわすルーレットで決まる。各多答問題に最初に答えることになるチームのことをCAO(チーフ・アンサーリング・オフィサー)と呼ぶ。ポイントは、CAOから数えてn番目のチームがnポイントとなり、正解すると+nポイント、不正解だと-nポイントとなる。なお、各チームには1つずつ誤答保険を使用する権利が与えられており、誤答保険を使用すれば不正解時に失うポイントを0にすることができる。
  - 各セットで最も多くのポイントを獲得した3チームが決勝ラウンドに進出した。

- 敗者復活ラウンド：レッドオーシャンクイズ
  - 準決勝ラウンドまでに敗退した42チームによって行われる2チーム対戦の早押しクイズ。
  - 対戦は予選順位下位から順番に行われ、負けたチームは退場し次のチームと入れ替わる。
  - 最後の対戦に勝ったチームと最多連勝チームで敗者復活決定戦を行い、そこで勝ったチームが敗者復活となった。
  - 6連勝で最多連勝となった米子東高校とラ・サール高校が敗者復活決定戦を戦い、勝ったラ・サール高校が敗者復活を果たした。

- 決勝ラウンド：ゴールドラッシュクイズ
  - 決勝に進出した4チームによって行われる15問のボードクイズ。各問題ごとに、正解したチームで、24本の金塊が山分けされる。各チームは問題の後に30秒設けられている金塊積み上げタイムで獲得した金塊を取りに行き、指定された区域内で積み上げる。15問目の金塊積み上げタイム終了後、5秒間のカウントダウンを行い、カウントダウンの最後の瞬間に、最も高いチームが優勝となる。
  - ラ・サール、札幌開成、灘は金塊を「井桁組み」する方法で重ねていったが、鳥栖は金塊を1本ずつ重ねる手法で積み上げるなど、積み方に個性が見られた。
  - 中終盤までは灘、ラ・サール、札幌開成の金塊の高さは拮抗していた。しかし15問目終了後に全チームの金塊タワーが崩れるという事態が起こり、結果的に保険の金塊タワーを作っていた札幌開成が優勝となった。

#### 結果
| 17回大会結果     | 17回大会結果             | 17回大会結果 |
| 順位             | 学校名                   | 大会名       |
| ---------------- | ------------------------ | ------------ |
| １               | 市立札幌開成中等教育学校 | 北海道大会   |
| ２               | ラ・サール高等学校       | 鹿児島大会   |
| ３               | 灘高等学校               | 兵庫大会     |
| ４               | 佐賀県立鳥栖高等学校     | 佐賀大会     |
| 準決勝敗退チーム |                          |              |
|                  | 宮城県仙台二華高等学校   | 宮城大会     |
|                  | 慶應義塾高等学校         | 神奈川大会   |
|                  | 新潟県立新潟高等学校     | 新潟大会     |
|                  | 福井県立藤島高等学校     | 福井大会     |
|                  | 長野県松本深志高等学校   | 長野大会     |
|                  | 静岡県立沼津東高等学校   | 静岡大会     |
|                  | 愛知県立岡崎高等学校     | 愛知大会     |
|                  | 智辯学園和歌山高等学校   | 和歌山大会   |
|                  | 徳島県立徳島中央高等学校 | 徳島大会     |
|                  | 宮崎第一高等学校         | 宮崎大会     |
|                  | 沖縄県立開邦高等学校     | 沖縄大会     |

## 開催金融機関の推移
北海道・東北
秋田銀行（第2回大会から）
北海道銀行（第3回大会から）
岩手銀行（第4回大会から第5回大会まで）
七十七銀行（第4回大会から）
みちのく銀行（第6回大会から）
山形銀行（第7回大会から）
東邦銀行（第7回大会から）
北日本銀行（第12回大会から第14回大会まで）
青森銀行（第17回大会から）
関東
りそな銀行（第1回大会から）
埼玉りそな銀行（第3回大会から）
横浜銀行（第3回大会から）
千葉銀行（第4回大会から）
千葉興業銀行（第4回大会から）
山梨中央銀行（第6回大会から）
筑波銀行（第7回大会から）
群馬銀行（第7回大会から）
足利銀行（第8回大会から）
中部
北國銀行（第2回大会から）
愛知銀行（第2回大会から）
北陸銀行（第3回大会から）
十六銀行（第5回大会から）
静岡銀行（第6回大会から）
百五銀行（第6回大会から）
第四銀行（第8回大会から）
八十二銀行（第8回大会から）
北越銀行（第13回大会から）
関西
りそな銀行（第1回大会から）
近畿大阪銀行（第3回大会から第13回大会まで）
南都銀行（第4回大会から）
関西アーバン銀行（第10回大会から第13回大会まで）
池田泉州銀行（第10回大会から）
京都銀行（第11回大会から）
紀陽銀行（第12回大会から）
関西みらい銀行（第14回大会から）
中国・四国
中国銀行（第2回大会から）
百十四銀行（第2回大会から）
伊予銀行（第3回大会から）
阿波銀行（第5回大会から）
山陰合同銀行（第7回大会から）
もみじ銀行（第7回大会から）
山口銀行（第7回大会から）
四国銀行（第8回大会から）
九州・沖縄
西日本シティ銀行（第2回大会から第10回大会まで）
沖縄銀行（第2回大会から）
鹿児島銀行（第4回大会から）
十八銀行（第5回大会から）
宮崎銀行（第7回大会から）
宮崎太陽銀行（第9回大会から）
佐賀銀行（第10回大会から）
北九州銀行（第11回大会から）
SBI損害保険 (大分大会・第17回から)
インターネット・海外
住信SBIネット銀行（第7回大会から第11回大会、第13回大会から）
東京スター銀行（第12回大会）

## その他
- ライオンと日本テレビが主催する「全国高等学校クイズ選手権」（高校生クイズ）とは名称が似ているが、一切の関係はない。しかし、第1回の「エコノミクス甲子園」で優勝したチームのリーダーが同年の「高校生クイズ」で優勝し、第2回のエコノミクス甲子園で優勝したチームが同年の高校生クイズで準優勝、第3回のエコノミクス甲子園で優勝した学校が同年の高校生クイズで優勝した。また第7回までの「エコノミクス甲子園」優勝校は全て、「高校生クイズ」において優勝もしくは準優勝経験がある学校である[5]。